# デジモンクロスウォーズの登場人物・世界
デジモンクロスウォーズの登場人物・世界（デジモンクロスウォーズのとうじょうじんぶつ・せかい）は、アニメ『デジモンクロスウォーズ』シリーズに登場する架空のキャラクターやそれに関連する世界の内容を解説する。
各デジモンの種族としての詳細はデジモン一覧および各デジモンの個別記事を参照。漫画版での設定はデジモンクロスウォーズ (漫画)を参照。
2020年10月2日にこの作品に初登場した一部のデジモンに世代・属性が設定された。アニメ『デジモンアドベンチャー:』では別個体ではあるものの何体かのデジモンが再登場し（ただし、喋らないデジモンも多数いる）、担当声優も『クロスウォーズ』時と同役になっている。次シリーズの『デジモンゴーストゲーム』でも登場しているが声優は変更されている。
『デジモンカードゲーム』で本作に登場したデジモンが収録された際にはデジモンのタイプ特徴としてクロスハート、ブルーハート、トワイライト、バクラ軍など本作に登場した勢力が公式に逆輸入される形で登場している。その際は原作や『:』など登場した同デジモンとは分けられた形で収録されている。

## 主要人物

### 第1期、第2期
工藤 タイキ（くどう タイキ）
声 - 高山みなみ
本作品の1期と2期の主人公。第1期、第2期では13歳の中学1年生。クロスハートのジェネラル。一人称は「俺」。頭のゴーグルがトレードマークで、アイデアが閃くと指で弾く仕草を行うことがある。赤のクロスローダーを持つ。スポーツトレーナーの父が全国巡業をしているため普段は母親（声 - 桑島法子）と二人暮らしをしている。
「ほっとけない」が口癖。人一倍正義感が強く、他人の悩みに首を突っ込まずにいられないお人好しであり、人助けのためなら自分の身も省みない。だがその性格が災いし、無理をし過ぎて全てが終わった後でダウンすることが多々あり、周囲を心配させている。デジタルワールドに呼ばれシャウトモンたちと共に闘うことになったのも「ほっとけない」性格に起因する部分が大きい。
この癖の源は、幼いころに道端で具合の悪そうなクラスメイトの少年に声を掛けたところ「大丈夫だから放っておいて」と言われ、言われるままに立ち去った結果、間もなくその少年が病院へ搬送され半年間学校を休むことになったという苦い経験における自責の念から、このような性格となる。この癖は仲間たちから慕われる要素の一つである反面、アカリからも「良いところ」と認識されつつも「悪い癖」と咎められている。
身体能力が非常に高く、現実世界ではあらゆるスポーツや競技で助っ人として幅広く活躍しており、第3期では自身の活動と並行して続けている。
行動派らしく気性はまっすぐでありつつも、時に奇策を弄したり、敵の策をいち早く見抜き対処するなど、冷静な頭脳派としての一面も持つ。そのために時には作戦のためや状況打破ためには命を懸けた行動をとることすらある。
上記のような天才的な身体能力や頭脳から、ユウには羨望を通り越して特別な目で見られていたが、本人は天才であるという意識はない。事実完全無欠というわけではないことが描写されており、仲間の死などを目の当たりにすると深く傷つき涙し、時には絶望することすらある。また、3期ではアカリとの仲を茶化されて照れるという珍しい表情を見せ、タギルにからかわれた。
正しい心を持つ者であれば敵ですらなんとか救おうとするため、その点を甘さとしてキリハに度々指摘されており、自身も戦いを通じて指摘通り「必ずしも正しい結果を招かない」ことを学んでいる。
第30話（第1期最終話）でバグラモンによって一度アカリとゼンジロウと共に東京へ戻され、タクティモンとの決戦後、シャウトモンと共に再びデジタルワールドへ旅立った。この際にコスチュームが一新している。
第3期では進級して2年生となり、再びコスチュームも一新された。ストリートバスケチーム『クロスハート』のキャプテンを務め、メンバーの一人であるタギルがデジモンハントに首を突っ込んでいることを知り、放っておけなくなったことで自身もデジモンハントに関わることを決める。なお、この世界を救った人間たちのリーダーであるため、この時点で彼も世界を救った英雄の一人として数えられており、ブレイブスナッチャーを引き上げるための必要人員として選ばれている。そのため、時計屋のおやじからは「英雄が参加するとハンターたちのゲームバランスが乱れるからハントに参加しない方がいい」と言われた。終盤にてアスタモンに操られたリョウマによって深手を負わされ、戦闘不能となるが自分のゴーグルを失ったタギルに自身のゴーグルと後を託し、タギルがクオーツモンをハントした後、タギルを称えた。
名前の由来は「大器」=器の大きい人間から。
英語版での名称はMikey Kudo（マイキー・クドウ）。
陽ノ本 アカリ（ひのもと アカリ）
声 - 白石涼子
クロスハートの一員で、タイキの幼なじみの少女。第1期、第2期では12歳の小学6年生。一人称は「あたし」。いつも無茶をするタイキの内面をサポートする女房役的存在であり、自称「タイキのマネージャー」。彼の天賦のカリスマ性を本人よりも理解しており、常に彼の傍にいるよう努めている。
タイキに対しては幼馴染以上の感情を抱いているかのような素振りを見せる。しかし、持ち前の明るさとノリの良さが災いしてゼンジロウと漫才のようなことを繰り広げる羽目になることもあり、フォレストゾーンのライラモンからは「ラブラブな二人」と認識されてしまっている。
クロスハート内では唯一戦闘能力などを持たない人間であり、彼女自身も「必要のない存在」として気に病んでいたが、タイキたちの説得により自分が必要とされていることを知り、立ち直ることに成功した。
弟が2人と妹が1人おり、両親（声 - 母・坂本千夏、父・菊池正美）との6人家族。そのため、快活な性格とは裏腹に家族と離れ離れになった淋しさを人一倍抱えている部分があり、一時はその部分を敵に付け込まれて操られたりもした。
タイキがネネを心配することに当初は嫉妬心を覗かせていたが、ネネが自分と同じ境遇（=デジタルワールドへ来たことで肉親と離れ離れにされた）であると知ってからは、助けようとする彼に進んで同意するようになった。ネネ自身に対しても、当初の「さん」付けで呼び合う関係から、名前で呼び合う間柄へと距離が縮み、内面的に信頼する良き理解者となっている。
タクティモンとの決戦後、ゼンジロウと共にデジタルワールドへ行くタイキを見送ったため、一時クロスハートから離脱する。しかし、離別後すぐに現実世界でD5が発生し、逃げ惑う中でゼンジロウと共にエグザモンとウォーグレイモンに導かれ、タイキたちと再会を果たした。ダークネスバグラモンとの最終決戦の際には、シャウトモンを救うため一人でダークストーンの中に向かおうとしたタイキを心配し、強引にタイキにしがみついて同行する。
第3期では隣町の中学校に通うことになり、以前のようにタイキをサポートできなくなった。タイキの「巻き込みたくない」という判断からデジモン事件のことは伏せられていたが、スーパースターモンの事件に遭遇したことでデジモンハントのことを知る。事件においてはこれまでの経験から取り乱すようなことはせず、タイキは自分が余計に気を遣っていたことを自覚することとなった。戦いでは「デジモンハントにおいてもダブルクロスならばシャウトモンX4になれる」という法則に繋がるアイデアを提案し、勝利に貢献している。最終決戦では橙色のクロスローダーを得て、タイキたちと共に戦った。
なお、第30話（第1期最終話）と第3期にてタイキたちと同様にコスチュームが変更され、第3期では制服姿も見せている。
英語版での名称はAngie Hinomoto（アンジー・ヒノモト）。
剣 ゼンジロウ（つるぎ ゼンジロウ）
声 - 岸尾だいすけ
クロスハートの一員で、第1期、2期では中学1年生の少年。13歳。一人称は「俺」。公式サイトでは「タイキの同級生」と表記されているところもあるが、第3期では「隣町の隣町の学校」と宣言している。剣道家であり、以前助っ人として参加した素人であるはずのタイキに試合で負かされた経験から、以降「タイキの永遠のライバル」を自称して付きまとっている。タイキのことだけは時折フルネームで呼ぶ。良くも悪くも常識人だが思い込みが激しく、かなりのお調子者。だがやるときはしっかりと活躍しその剣道の技を生かし、レアスターソードを手に生身で戦いに参加することもあった。
また、両親が機械系の実業家夫婦であるため機械に詳しく、バリスタモンの修理を担当するなど戦闘以外でも活躍する場面が見られ、タイキが不在だったり行動不能だった場合は代理で指揮を執ることもある。
高所恐怖症であったり、ネネに一目惚れして積極的にアプローチしながらいつも空回りするなど、三枚目な活躍が多い。しかし、そのポジティブな性格からチームのムードメーカーとして有形無形にクロスハートを支えている。
タクティモンとの決戦後、アカリと共にデジタルワールドへ行くタイキを見送ったため、一時クロスハートから離脱する。しかし、離別後すぐに現実世界でD5が発生し、逃げ惑う中でアカリと共にエグザモンとウォーグレイモンに導かれ、タイキたちと再会を果たした。
第3期ではアカリとの一件からタイキからデジモンハントについて知らされるが、クロスローダーを求め時計屋を探そうとし、突如タイキの家に上がりこんで騒いだため明かしたことを後悔されていた。最終決戦では念願であった薄青色のクロスローダーを得て、タイキたちと共に戦った。
なお、第30話（第1期最終話）と第3期にてタイキたちと同様にコスチュームが変更されている。
英語版での名称はJeremy Tsurugi（ジェレミー・ツルギ）。
蒼沼 キリハ（あおぬま キリハ）
声 - 草尾毅
タイキのライバル的存在で、ブルーフレアのジェネラル。一人称は「俺」。エリート中学に通う1年生の13歳で、青いクロスローダーの持ち主。デジタルワールドにおいて、天才的な軍略と強力な直属デジモンにより、多数のデジモンを平定していた。
強さに固執しており、「強さでしか悲しみは癒せない」という信念を持つ。そのため冷徹で弱いものは容赦なく見捨てる方針であり、タイキの素質を見込んで部下に誘おうとするが、命を大切にしない奴とは組めないとして断られた。こうした自身の信念や力量を過信しているところがあり、自身の破滅や失態を招くこともしばしばであるが、当初から徹底して冷徹な人物であったわけではなく、レイクゾーンではタイキに協力するなど、タイキ曰く「黒いもの」以外の部分も見せている。また、マイペースなバステモンに対しては自分のペースを崩されるため苦手意識を示し、それについての会話の際にはそれまでにない柔らかい表情を見せたこともある。
第2期では服装と髪型、目のハイライトが大きく変化し、タイキと再会するまでは自分の軍を率いてバグラ軍に対抗する勢力として奮闘していたが、デスジェネラルを打倒するまでには至らなかった。しかし、再会後はバグラ軍を倒すためにクロスハートとなし崩し的に共闘することになる。しかしあくまで一時的に目的を同じとしている程度でしかないため、度々キリハの判断で別行動を取ることもあった。
第13話（通算第43話）でグラビモンに唆されたタイキとの戦いの際に実は蒼沼グループの御曹司であることや両親が既に他界していたことが発覚する。幼いころから大悟より「弱い者は無価値」として厳しく育てられてきた経験と、事故で両親亡き後にグループがすぐに乗っ取られてしまったことが強さに固執する理由であるということが明かされた。この戦いの際、デッカードラモンの犠牲と共に亡き両親の厳しさの中にあった本当の思いを知り、自分が求めるべき強さの本質を理解して精神的に成長を果たした。以降はタイキたちと本当の意味で仲間として接するようになった。
デッカードラモンの死はキリハにとって大きなものになり、後半ではしばしばデッカードラモンの復活を望んでいることを口にしていたが、第24話（通算第54話、第2期最終話）で念願が叶った際は涙を見せたほどであった。
第3期ではアメリカにいたが、グレイモンたちと合流し、時計屋のおやじの要請でデジクオーツ事件について世界中を巡って独自に調査していた。南の島での戦いでタイキたちと再会・共闘した後、日本が戦いの中心であるのを伝えると同時に後事を彼らに任せた。今までの戦いを通して内面も大きく成長・変化しており、タイキの油断に苦言を呈しながらも穏やかに接している。なお、再登場時はパーカーを羽織っていたが、最終決戦の際は着用していなかった。ネネとはデジクオーツ事件で彼女を助けた際照れながら皮肉めいたことを言われ、顔を赤らめるなど親密な関係になっている。
名前の由来は、冷静でシャープ、かつ相手を打ち破る強さを持ったキャラクターをスタッフが構築し、その「冷静」と「切り込む」というイメージの語感から。
英語版での名称はChristopher Aonuma（クリストファー・アオヌマ）。
天野 ネネ（あまの ネネ）
声 - 桑島法子
トワイライトの元ジェネラル。一人称は「私」。年齢は不明で、タイキやキリハを「君」付けで呼称する。タイキとの共闘後はクロスハートの一員となる。クロスローダーの色は当初は黒だったが、第24話でのシノビゾーンにてクロスハートの一員として正式に動き出すようになると同時に薄い菫色へ変化した。
両親と祖母、そして弟のユウがいたが、祖母は病気で亡くなる（漫画版では祖母はおらず、両親は亡くなっている）。
陰のある美少女で当初、ある目的のために強い力や強力な戦士を探していた。そのためには悪人以外を傷つけることもいとわず、タイキに対しても、目的やジェネラルであることすらも長らく明かさなかった。時々に応じて敵にも味方にも取り入って暗躍していたが、陰では密かに心を痛め、その葛藤から歳離れした影のある雰囲気を纏っていた。
ジェネラルとして成長著しいタイキを協力者候補と見込みアプローチを重ねていたが、結局は彼の優しさを「甘さ」と感じ見限り、ブルーフレアと結託する。だが、ヘブンゾーンで自らが窮地に陥った際、そのタイキによって逆に救われ、彼の真っ直ぐな優しさを目の当たりにし、以降はタイキをジェネラルとしての能力に関係無く気にかけるようになった。
実は彼女の真の目的は弟のユウと共に人間界へ帰ることで、ユウの身柄はダークナイトモンに押さえられており、非情な行いは全て脅迫により強いられたものである。その後、ダストゾーンでネネの協力を必要としなくなったダークナイトモンによって幽閉されてしまうが、タイキに救出されその説得に応じてクロスハートと行動を共にする道を選ぶ。
その後も暫くは他人と心を通じ合わせることに慣れず、悩みを1人で抱え込んでいたが、境遇に対するアカリとの共感などもあって徐々に心を開き、笑顔も覗かせるようになる。やがてシノビゾーンでの戦いをきっかけに、自分を単なる同行者ではなく「クロスハートの一員」と認めるに至った。
第2期ではピンク色を基調とした服装に変わり、以前よりも明るい性格になっている。タイキと合流するまでは変装を駆使してドラゴンランドでドルビックモンたちのドラゴンデジモンの弱点の偵察を行っていた。合流後は両チーム間のまとめ役としての役割を果たしている。ハニーランドでの戦いを経て新しいパートナーデジモンとしてメルヴァモンを仲間に迎え、第23話（通算第53話）では念願だったユウとの再会を果たす。
特異な髪型はしばしば第2期の劇中にて話題として挙げられ、第8話（通算第38話）でスプラッシュモンの妄想内（赤のドリッピンを服用した時の喧嘩）におけるキリハから「ゴキブリ頭」と言われるほどであり（その後、キリハに「カツラ」と指摘する際はゴキブリのコスプレをしていた）、第10話（通算第40話）でオレーグモンによって洗脳されたスパロウモンに指摘された際は深く落ち込んでいた。
第3期ではその後、自身の希望から香港で大人気アイドルとして活動しており、天野家にはいくつか活動中の写真が飾られている。しかしそのことで父（声 - 古川登志夫）と対立し、これが遠因となってデジモン事件に巻き込まれることとなる。女優デビューもしており、役作りのために身体を鍛えたことでタイキが驚くほどの体術を身につけていた。父と和解した後、香港でのデジクオーツ事件にも携わり、デジモンたちを率いて戦っており、最終決戦にも集まった。また、デジクオーツ事件でキリハに助けてもらった際、照れながら皮肉めいた言葉を言うなど親密な関係になっている。
天野 ユウ（あまの ユウ）
声 - 沖佳苗
ネネの弟。第1期ではシルエットと第30話（第1期最終話）のみで登場し、第2期から本格的に登場する。ダークネスローダーの持ち主。一人称は「僕」。
第1期ではダークナイトモンに人質にされているとされ、そのためネネはダークナイトモンに協力していた。第30話（第1期最終話）にて発生した人間界の東京での戦いの後、タイキがデジタルワールドに戻ってくることを知り戦おうと考える。
第2期では当初はダークナイトモンに操られていると思われていたが、本人は率先して協力し、トワイライトのジェネラルとして活動していた。ネネ曰く「昔は臆病だけど、誰よりも命を大切にする優しい子」で、虫（蝶々）を誤って殺してしまったことにすら傷つくほどだったが、デジタルワールドに来てからは豹変し好戦的な性格となっており、実はダークナイトモンによって自分がいるデジタルワールドは『ゲームの世界』で、そこに住むデジモンたちや自分たち人間も『ゲームのデータ』であると騙されており、性格が豹変したのも「ゲームなら誰も死ぬことはない」と思い込んでいるためで、デジモンを破壊することも実の姉であるネネと戦うことも全く躊躇がない。ヘルズフィールドでの戦いを経てタイキたちに真実を聞かされ動揺し、その戦いの最中にヘルズフィールドの脱出口が開く（=タイキを殺してしまった）と勘違いし、さらにダメモンの死とダークナイトモンから真実を聞かされ、精神的に追い詰められてしまい幽閉されてしまうが、第23話（通算第53話）でタイキによって救われるも、自分のしてきた罪を悔いて精神的に荒んだ状態となっていたが、ダメモンに復活の可能性があることを教えられ、今までの罪滅ぼしのためにデジタルワールドと人間界を守るために戦うことを決意しネネとの再会も果たす。そして、第24話（通算第54話、第2期最終話）にて戦う決意を決めると同時にダークネスローダーが黄色のクロスローダーに変化し（海外版では同時に名前を示す文字も黄色になった）、タイキたちから託されたデジモンたちを次々にデジクロスさせ、最終決戦を戦い抜いた。
第3期ではタイキを慕って同じ中学に入学し、ストリートバスケチーム『クロスハート』に加入している。家族は香港へ行ったネネを含め皆海外を飛び回っているため、豪邸で一人暮らしをしている。クラス一の秀才で、やることは大体何でも上手くいくため女の子から「様」付けで呼ばれるなど人気者である。同じくタイキを慕うタギルとはライバル意識から喧嘩が絶えない。ダメモンが自分のせいで消えてしまったことの罪悪感が暗い影を落としており、そのためデジモンを持っているタギルに嫉妬心も抱いていたが、第5話（通算第59話）で後にタギルの言葉から一人でも戦う勇気を得たことからダメモンが復活し、再会を果たした。
自身のかつて行なった罪の意識も手伝い、デジモンを身勝手に利用したりすることに対しては嫌悪感を露にするが、タギルの真意を知ってからは多少態度も軟化し、策を弄してデジモンをハントする場面も見られるようになった。最終決戦では、タイキに後を託され弱気になるタギルを激励した。
漫画版本編では登場しなかったが、代わりにオリジナルキャラクターである妹のコトネがその役割を務めた。単行本第2巻のカバー裏に収録されているオマケ漫画「ばぐら家の横顔 第0回」では登場し、アニメ版本編では遭遇していないデスジェネラルであるドルビックモン、ネオヴァンデモン、スプラッシュモン、オレーグモン（他のデスジェネラルであるザミエールモン、グラビモン、アポロモン（その内、オレーグモンとアポロモンは後に遭遇する）は登場していない）と共にハンナモンによって集められ、登場しなかったことを怒っていた。
英語版での名称はEwan Amano（エワン・アマノ）。

### 第3期
明石 タギル（あかし タギル）
声 - 井上麻里奈
第3期の主人公。中学1年生の少年。タイキを真似して額にゴーグルを付けている。真紅のクロスローダーを持つ。一人称は「俺」。
タイキの後輩であり、タイキがキャプテンを務めているストリートバスケチーム「クロスハート」に所属している。身体を動かす事柄ならばどれもそつなくこなせるだけの運動神経を持ち、タイキやユウとともに部活の助っ人に参戦することがある。
謎の影を追って「デジクオーツ」に迷い込んだことでガムドラモンと出会い、デジモンやデジモンハントのことを知ることになる。その後、時計屋のおやじからタイキの赤に似た真紅のクロスローダーを受け取り、相棒のガムドラモンとともにデジモンハントに参加する。
熱血漢ながら普段冷静に物事を見ることができるタイキとは対照的に、夢中になると周囲が見えなくなるお調子者かつ無鉄砲な性格で、本能に忠実で担任の杉本先生（声 - 島田敏）も手を焼いている。しかし度々そういった向こう見ずな面が仇となって失敗することもしばしば。タイキはそんなタギルの姿を見て「かつての相棒を思い出す」と言葉を漏らしており、彼に何かと心配される要因となっている。
しかし、他人の無茶な行動を目の当たりにするなどして、時には自分の無鉄砲さを反省することもあるなど、己を省みることのできる面も持ち合わせており、タイキのことを尊敬しつつ、彼を越える存在になりたいと燃え、スポーツやゲームを問わず何かタイキより勝る要素はないか日々探している。同じくタイキを慕うユウからは度々ライバル意識を燃やされ、皮肉を言われることもしばしばある。
ユウからは当初、デジモンハントをゲームとしか見ておらず遊び半分でやっていると思われていたが、本人曰く「遊び半分ではなく全部」であり、ハントを楽しみながらもデジモンや人間を助けようと考えている。
最終決戦ではクオーツモンの攻撃の衝撃でゴーグルを紛失してしまうが、負傷したタイキからゴーグルを受け継ぎ、六人目の英雄かつハンターの代表としてクオーツモンに戦いを挑んでハントし、念願のスーパーヒーローになった。決戦後にガムドラモンと別れることになって元気を失っていたが、再会すると元気と活気を取り戻し、またデジモンハントに勤しむようになった。
漫画版本編では登場していないが、単行本第3巻のカバー裏ではタギル、彼のパートナーデジモンであるガムドラモン、リョウマ、レン、アイルと共に登場し、Web漫画ではタイキと共にバスケットコートにいるシーンが描かれた。その後のシーンではパートナーデジモンのガムドラモンと共にシルエットで登場している。
最上 リョウマ（もがみ リョウマ）
声 - 柿原徹也
銀色の髪で、ピアスをしているデジモンハンターの少年。緑のクロスローダーの持ち主。レンやアイルとチームを組んでおり、チームの中における中心的存在。ハントの際は二人と行動を共にすることが多い。
一人称は「私」で、丁寧語で話す。計算高く、いつも笑みを浮かべているような、冷静で余裕のある性格の少年。そのため、他の二人ほど捕獲するデジモンのタイプや傾向に執着しておらず、自分が制御できないと判断したものはあっさり手を引く。デジモンハントのことを熟知しているため、タギルにハントの手本やヒントを教えることもある。
タイキのことを知っていると語っているが、どういう経緯で知り得たかは判然としていなかったが、終盤で過去（第1期 - 第2期の終盤における）のリアルワールドにおけるタイキたちの戦いに巻き込まれた際、たまたま石化を免れたことでそれらの決戦を間近で見ていたことをタギルに話している。この時、タギルはリョウマが自分と同じくタイキを目標にしていたことを知り、初めて彼と意気投合した。
レンやアイルと違い積極的にハントしようとはせず、所持デジモンは詳しくはわかっていないがデジクロス用の強いデジモンが数体いる程度であるとのことである。
人畜無害なはずのメタリフェクワガーモンを危険なデジモンと称してタギルたちにハントさせようとしたり、クオーツモンを倒すためにタギルたちに協力する裏で不適な笑みを浮かべるなど、謎めいた行動が多かったが、これらはクオーツモンの介入によるもので、アスタモンを介してクオーツモンに操られていたためである。
ハンターのナンバーワンを決める戦いで、タギルとの一騎討ちで勝利し、六人の英雄と共に戦うハンターの代表に選ばれるも、アスタモンを介した洗脳により突如タイキを攻撃する。これまでも、そのタイキを羨望視する欲望を利用して、リョウマたちがハントしたデジモンのデータを横取りされていたことが発覚している。その後は自身が利用されていたことにショックを受け、タギルたちに謝罪し新たな代表となったタギルを応援した。
漫画版本編では登場していないが、単行本第3巻のカバー裏ではタギル、彼のパートナーデジモンであるガムドラモン、チームの仲間であるレン、アイルと共に登場した。
戸張 レン（とばり レン）
声 - 桑島法子
リョウマやアイルと共に行動している、キャップにパーカーが特徴のデジモンハンターの少年。灰色のクロスローダーの持ち主。レアデジモンを既に多く所持している。一人称は「俺」。
レアなデジモンを捕獲することを目的としており、それ以外には興味が無い。利用できるものはなんでも利用し、目的のためならば第三者が傷つくことも厭わないなど冷酷かつドライな性格。ハンターの代表にも興味本位で名乗りをあげるが、タギルとリョウマの凄まじい戦いを見て「行っても無駄だった」と漏らしている。
漫画版本編では登場していないが、単行本第3巻のカバー裏ではタギル、彼のパートナーデジモンであるガムドラモン、チームの仲間であるリョウマ、アイルと共に登場した。
洲崎 アイル（すざき アイル）
声 - 潘めぐみ
リョウマやレンと共に行動している、金髪のツインテールが特徴のデジモンハンターの少女。桃色のクロスローダーの持ち主。一人称は「あたし」または「私」。父母と弟がいる。
ワガママな性格で、「デジモンセレブ」を自称する。自分好みの可愛いデジモンに夢中で、それらを捕獲することに執念を燃やしている。しかしそれ以外には興味がなく、可愛くないデジモンを捕まえても二人にあっさり譲っている。
自分の求めるもののためにはルールなどは一切お構いなしであり、他人のデジモンであろうが捕獲しようとする。また、素直に従わないデジモンは酷く傷めつけ、強引に捕獲するなどの行為も厭わない。後にその性格を知った当人は「捕まらなくて良かった」と安堵していた。
デジモンを捕まえるトラップを作るのに長けており、リョウマやレンが時折アイルのワガママに付き合うのは、この高いトラップ技能を惜しんでのことである。
ユウに一度敗れて以来、手下にしようと捕まえたり抱き着こうとしたりと、彼に執着するような素振りを見せるようになった。
漫画版本編では登場していないが、単行本第3巻のカバー裏ではタギル、彼のパートナーデジモンであるガムドラモン、チームの仲間であるリョウマ、レンと共に登場した。

## ハンター
真下 ヒデアキ（ましも ヒデアキ）
声 - 阪口周平
関西弁で話す、ちゃっかりとした性格のデジモンハンターの少年。紫のクロスローダーを持つ。一人称は「俺」。
商店街で大量発生して困らせているゼニモンをハントしては、お礼としてお金を貰うことを商売としていた。将来の夢は人を笑顔にする世界一のたこ焼き屋を開くことであり、商売もその資本金を貯めるためである。そのためデジモンハント自体にはあまり興味がない。タギルと契約し、共にデジモンを捕まえることになる。
ガネモンをハントした後は、「片棒担いだことを含め詐欺まがいの金は返すべき」として、貰ったお小遣いを全額返済するなど、金儲けで予想外の被害が出ると責任を感じて自ら損得勘定を捨てて行動するという理念がある。南の島のハントにも参加しているほか、度々タギルたちの前に姿を現しており、最終決戦にも集まった。
船橋 キイチ（ふなばし キイチ）
声 - 大本眞基子
タギルのクラスメイトで鉄道好きな少年。水色のクロスローダーを持つ。一人称は「僕」。
鉄道を見に行った際、偶然そこのデジクオーツにて、ロコモンと出会う。そしてロコモンに乗せてもらって一緒に空を飛んで旅したのが楽しかったため、そこで出会った時計屋のおやじから水色のクロスローダーをもらい、好きな時にロコモンと他の子たちを連れて世界旅行をするようになった。デジモンハントには興味がないため、ハントには参加していないが、移動手段としてロコモンの力を提供したり、最終決戦にも集まるなどハント外では尽力を惜しまない。
ミズキ
声 - 雪野五月
デジモンハンターにしてトレジャーハンターの女性。深青色のクロスローダーを持つ。一人称は「私」。海へ釣りに来ていたタイキ、タギル、ユウと家族と海へ遊びに来ていたアイルと出会う。
元々はトレジャーハンターであるため、デジモンハントには興味がない。「海が大好きだから海を守りたい」という信念を持ち、そのためなら財宝もどうでもいいと考えている。
海底のデジクオーツに迷い込み、そこでダゴモンに襲われて命からがら逃げ出し、その先で時計屋のおやじからデジモンについて聞かされる。海を守るためにデジモンハンターになることを決意し、後に会ったサブマリモンをパートナーとする。
タイキたちに海底の財宝を獲るためにダゴモンのハントを依頼し、共に海底のデジクオーツへ向かうが、ダゴモンに操られて財宝であるプレシオモンを守っていた結界を解いてしまう。その後、プレシオモンをハントしようとするが、タイキとプレシオモンによって正気に戻り、サブマリモンとプレシオモンをクロスアップさせ、ダゴモンのハントに一役買った。プレシオモンと仲間になったが、「元居た場所にいるのが自然」とあっさり手放した。
最終決戦にも集まり、クオーツモンを倒すのに必要なブレイブスナッチャーを探す時計屋のおやじの手伝いをした。
ハルキ、ケン、ノボル
声 - 根本幸多（ハルキ）、岡本寛志（ケン）、粕谷雄太（ノボル）
南の島のハントに参戦していた少年ハンター3人組。それぞれハルキはウィッチモン、ケンはシマユニモン、ノボルはアロモンがパートナーで、ノボルは茶色のクロスローダーを持つ。第17話（通算第71話）ではベツモンの変装に騙され服を奪われていた。
最終決戦にも集まり、ハンターのナンバーワンを決めることに名乗りを上げるも、リョウマに一蹴された。

## 協力・関係者
時計屋のおやじ
声 - 草尾毅
第3期から登場。デジモンハントについて詳しい正体不明の老人で、本名は不明である。一人称は「ワシ」。タギルからは「時計屋のおっちゃん」と呼ばれている。黒いクロスローダー（ネネの物とは違い金の挿し色が入っている）の持ち主。赤いサングラスをかけている。タギルにクロスローダーを与え、デジモンハントへ参加させるきっかけを作る。
デジモンハントのルールブックを所持し、クロックモンとともにハンターたちの動向を監視するなど、ゲームの中核に関わっているが、これはデジモンハンターを育成するため、バランスが乱れないようにするためであった。その目的はクオーツモンによる人間世界の支配を阻止するためであり、デジモンたちがクオーツモンに吸収される前にハンターたちによって確保し守ろうとした。そのためにクロックモンの力を借りて別次元の世界を救った救世主たち（助っ人）を呼び寄せ、協力を要請して外国のはぐれデジモンに対処していた。
最終回では、その正体がかつてクロスハートによって倒されたバグラモンが転生して人間となった姿であることを自ら仄めかし、明かした。本人曰く「弟が見つかるまでは時計屋の老人のまま」だという。
貴橋 マミ（きばし マミ）
声 - 須藤祐実
タギルの幼馴染かつクラスメイトで、ユウ様親衛隊のメンバーの他に三池 ミドリ（みいけ ミドリ）（声 - 菊池こころ）と葉月 ハルカ（はづき ハルカ）（声 - 庄司宇芽香）というメンバーがいる。目立ちたがりなタギルのせいでユウが邪魔されているという思いから、タギルとは会う度によく口喧嘩しているが、仲が悪いわけではないようである。思わぬ場面で（本人も気づかないうちに）タギルたちへ重要な情報を与えることもある。

## 過去作品からの登場人物
過去のアニメシリーズ5作品に登場し、それぞれの世界を救った主人公とその仲間たち。時計屋のおやじによるとこの世界の人間だけでバグラモンの残した力を制御するのは不可能なのでクロックモンの力によって異なる時間・次元より呼び出され、時計屋のおやじの協力要請を受けて行動している。所持しているデジヴァイスは一部設定と異なるが各作品のものになっている。留姫の発言によると彼らはハンターではなく「助っ人」であり、世界中で広がりつつあるクオーツモンのデジクオーツを食い止めるために戦いを繰り広げている。それぞれの時間において世界を救った時より呼び出されているため、姿を見せたデジモンアドベンチャーの登場人物は小学生時代の姿で登場している。戦いが終わった後は、デジクオーツの消滅による余波で強制的に元の世界へと送り返された。
デジモンアドベンチャー
八神 太一（やがみ たいち）
声 - 藤田淑子
『デジモンアドベンチャー』の主人公で8人の選ばれし子供たちの一人。第76話で苦戦するタイキたちの前にウォーグレイモンに乗って現れ、助太刀した。容姿や服装は無印時代のもの。
続く第78話では歴代主人公たちのリーダー格としてウォーグレイモンやオメガモンと共に戦った。
デジヴァイスは原作通り、普段は無色だがアグモンのワープ進化時はオレンジ色に変わっている。
石田 ヤマト（いしだ ヤマト）
8人の選ばれし子供たちの一人。賢と共に駆け付けた。本作品ではメタルガルルモンを連れている。
太一やミミ、丈と同じく、容姿は無印時代のもので、デジヴァイスは超進化以降の時と同じ青色のものになっている。
武之内 空（たけのうち そら）
8人の選ばれし子供たちの一人でシルエットでの登場。パートナーデジモンはピヨモン。
太刀川 ミミ（たちかわ ミミ）
パートナーデジモンはパルモン。太一の仲間である、8人の選ばれし子供たちの一人。香港で留姫と共にキリハやネネに助太刀した。
太一と同じく、容姿は無印時代のものだが、デジヴァイスが緑色になっている。
城戸 丈（きど じょう）
声 - 菊池正美
8人の選ばれし子供たちの一人。チチェン・イッツァでクオーツモンの一部との戦闘を終えた後、パートナーデジモンのゴマモンから他のみんなは東京へ向かったと知らされた。
劇中では姿がシルエットが隠れていた。
デジモンアドベンチャー02
本宮 大輔（もとみや だいすけ）
声 - 木内レイコ
『デジモンアドベンチャー02』の主人公で、太一のサッカー部の後輩。パートナーはブイモン。無印の太一たちと共にタイキたちの応援と助太刀に来た。第79話（最終話）ではタイキのゴーグルを託されたタギルに「ゴーグルの意味が分かってんのか！」と叱責した。
服装はデジタルワールドで行動するときのものであり、青いD-3を使用する。
井ノ上 京（いのうえ みやこ）
新たな選ばれし子供の一人でシルエットでの登場。パートナーデジモンはホークモン。
火田 伊織（ひだ いおり）
新たな選ばれし子供の一人でシルエットでの登場。パートナーデジモンはアルマジモン。
一乗寺 賢 （いちじょうじ けん）
声 - 朴璐美
新たな選ばれし子供の一人。ヤマトと共に太一たちの元へ駆け付けた。本作品ではスティングモンを連れている。
服装は原作と同じ学校の制服であり、黒いD-3を使用する。
また、登場した際には光輝く蝶（及川 悠紀夫（おいかわ ゆきお）の精神）が3匹飛んでいた。
デジモンテイマーズ
松田 啓人（マツダ タカト）
声 - 津村まこと
『デジモンテイマーズ』の主人公。パートナーデジモンはギルモン。無印の太一と大輔が一緒にいることに感動していた。ギルモンと合体してデュークモンになった際、ゼンジロウに驚かれていた。
容姿や性格は原作と同様で、ディーアークは物語後半の金色のディーアークを使用する。
牧野 留姫（マキノ ルキ）
声 - 折笠富美子
パートナーデジモンはレナモン。ミミと共に香港でキリハとネネを救った。
性格は原作後半の穏やかなものになっているが、服装は前半のもの。原作当時と同じく青いディーアークを使用する。
デジモンフロンティア
神原 拓也（かんばら たくや） / アルダモン⇒スサノオモン
声 - 竹内順子
『デジモンフロンティア』の主人公。容姿や性格は原作と同様であり、ディースキャナは原作後半の新型を使用する。
アルダモンにダブルスピリットエボリューションした後、チャックモンから仲間のスピリットを受け取り、スサノオモンにエンシェントスピリットエボリューション（ハイパースピリットエボリューションしたカイゼルグレイモンを経て進化）した。その際、タカトとギルモンの合体と同様にゼンジロウに驚かれていた。
デジモンセイバーズ
大門 大（だいもん まさる）
声 - 保志総一朗
『デジモンセイバーズ』の主人公。太一と共にシャイングレイモンに乗って登場し、タイキたちを救った。服装は原作後期のもので、デジヴァイスは後期のバースト版を使用する。
生身の人間の中では、唯一究極体同士の戦闘の前線に立って戦ったため、ゼンジロウに驚愕されていた。
人間離れした強さは健在であり、究極体であるヴェノムヴァンデモンやベリアルヴァンデモンを普通に殴り倒している。
イクト / 野口 郁人（のぐち いくと）
シルエットでの登場。パートナーデジモンはファルコモン。

## クロスハート
タイキをジェネラルとするチーム。作中のテロップでは「赤の軍」とも表記される（第1期のみ）。『クロスハート』の名の由来は『心を合わせていきたい』ことから。
トワイライト所属の天野ネネは仲間のデジモンたちと共にダークナイトモンの元から身を離れ、クロスハートに身を移した。そのため本項目においてネネのデジモンはクロスハートとして扱う。
第3期ではタイキがキャプテンを務めるストリートバスケチームの名前としても使用されている。

### タイキのクロスローダー
第2期では当初はシャウトモンのみだったが、第2話（通算第32話）で他のメンバーと合流する。第3期ではワイズモンのマシーンによりシャウトモン・バリスタモン・ドルルモン・スターモンズ・キュートモンは第2話（通算第56話）から合流する。その後も散発的にクロスハートのメンバーが登場していたが、最終決戦において全員がワイズモンの手で転送された。その後はデジモンハントの制約による戦力低下を補うため、クロスローダーを得たアカリとゼンジロウの二人に何体かのデジモンが転送されている。
シャウトモン
声 - 坂本千夏
成長期・小竜型デジモン・データ種。
タイキのクロスローダーにおけるデジクロスの中心的デジモン。自称「タイキのパートナーデジモン」だが、第3期からは正式にパートナーと銘打たれた。瀕死の状態でタイキにメッセージを送り、彼らをデジタルワールドへと導くきっかけとなった。デジモンキングを目指す熱血漢で、各世界の住民からその人柄や性格からよく慕われる。
一人称は「俺」で、初期のみ「俺様」。「聞きてぇか？ 聞かせてやるぜ！」という台詞を度々口にするのが癖で、この言葉を発端に敵に啖呵を切ったりする。単純かつ短気な性格であり、よく敵の言葉に騙されては疑心暗鬼になることもしばしば。だが、その懐の広さから仲間たちによく頼られ、彼の人柄からクロスハートに加入した者もいる。
デジクロスの中心でありながら、その負担の大きさから一時はデジクロス後の姿を保てなくなっていたが、第26話での修行による結果、それらに耐えうる力をつけることに成功する。
タイキたちと共に東京へ降り立った際、第30話（第1期最終話）でのタクティモンとの戦いでオメガシャウトモンへの超進化の力を会得する。最初は自由に進化できなかったが、やがてそれも第2期で克服した。
第23話（通算第53話）でのダークネスバグラモンとの戦いにおいて、一人捨て身の特攻をするも返り討ちにされ死を迎えるが、続く第24話（通算第54話、第2期最終話）でダークストーンがタイキの手に渡ったことで復活し、最終決戦でダークネスバグラモンと再戦して倒すことに成功する。戦いの後はデジタルワールドを再建するためタイキたちに別れを告げ、仲間たちと共にデジタルワールドへと帰還した。
キングVer.となった第3期では傷だらけの体となり、手足のデザインが変わって身体自体も少し大きくなっている。さらに胸には装甲が追加され、腰にベルトを巻き、黄色いスカーフを巻いている。また、ヘッドホンも変化し、王冠のようなマークが付いている。世代は成熟期になった。その姿にタイキからは「見違えた」、アカリからは「格好良くなった」と評されている。キングになったことで以前よりも多少落ち着いた雰囲気となり、ガムドラモンを兄貴分として心配したり、後輩たちのために身体を張るなどして大人びた態度を見せている。
デジモンキングとなり、デジタルワールドを治めていたが、デジモンがデジタルワールドから消えていくという異変に気づいて行動を起こし、やがてかつてと同じようにタイキのクロスローダーの中に入ったことで再会を果たした。第3期では（劇中において）デジクオーツで初めて出会ったデジモンであっても、その名前を多く把握しており、その素性を知るための取っ掛かりになることもあった。
第13話（通算第67話）、第16話（通算第70話）では登場しなかったが、番組終了後のミニコーナー「デジモン紹介コーナー」ではデジクロスについてツッコミを入れて登場している。
名前の由来は、「デジタルワールドを平和にしたい」と叫ぶ=「シャウト」から。
シャウトモンX2（クロスツー）
成熟期・強化型デジモン・データ種。
シャウトモンとバリスタモンの2体がデジクロスした強化装甲形態。第2話にてマッドレオモンとの戦いで初登場（第1話ではX3からドルルモンを引いたような姿になり、通常のX2とは異なる姿にクロスした）。バリスタモンの防御力と攻撃力、シャウトモンのスピードを兼ね備えている。
第2期第11話（通算第41話）でのゴールドランドでバリスタモンを取り戻すためにシャウトモンとダークボリューモンがデジクロスした際もX2になった。
第3期では未登場。
英語版での名称はX2（タイムズツー）。
シャウトモンX2プラス（クロスツープラス）
シャウトモンX2がチビカメモンとデジクロスした形態。チビカメモンが背中に甲羅（といっても緑に光る玉）のように装着され尻尾も生えている。水中戦でその能力を発揮し、水の中でも呼吸が可能になり、また他者に空気を与えることも可能。
英語版での名称はX2Plus（タイムズツープラス）。
シャウトモンX3（クロススリー）
成熟期・合成型デジモン・データ種。
シャウトモンX2とドルルモンがデジクロスしたフィジカル形態。第2話にて自爆を図ったマッドレオモンを撃退する際に初登場。バリスタモンのパーツが上半身と左肩に、ドルルモンのパーツが下半身と左肩に、シャウトモンのパーツが胸と頭部のパーツになっており、これ以降のデジクロスは姿としてこの状態が基本となる。主にX4として戦闘するためこの形態になることは少ない。
第3期では未登場。
英語版での名称はX3（タイムズスリー）。
シャウトモンX4（クロスフォー）
成熟期・合成型デジモン・データ種。
シャウトモンX3とスターモンズがデジクロスしたヴィクトリー形態。第6話にてネプトゥーンモンとの戦いで初登場。第1話冒頭のタイキの夢の中でも登場している。
スターモンズがスターソードDXとして装備された状態で、本体自体にX3との相違はない。
戦闘では主にこの姿を基本としており、派生形態が多く存在する。
第3期では第9話（通算第63話）で登場した（タイキとネネの弟であるユウ〈この時、タイキはシャウトモンとスターモンズを使用し、ユウはバリスタモンとドルルモンをタイキのクロスローダーから託され使用し、シャウトモンX4にデジクロスした〉で行った）が、X4K（クロスフォーナイト）とX4B（クロスフォービー）は制限のため、未登場。
英語版での名称はX4（タイムズフォー）。
シャウトモンX4K（クロスフォーナイト）
完全体・合成型デジモン・データ種。
シャウトモンX4とナイトモンとポーンチェスモンズがデジクロスした騎士形態。第11話にてアイスデビモン ダイペンモン強化吸収体との戦いで初登場。スターソード（バンクはX4の流用映像を使っているため、バンクとはデザインが異なる）、さらに太腿と尻尾のドリルが槍状に変化し、クロスハートのマークが入った盾とマントが装備される。
第1期でのみ登場し、第2期・第3期および漫画版では未登場。
英語版での名称はX4K（タイムズフォーナイト）。
シャウトモンX4B（クロスフォービー）
完全体・合成型デジモン・データ種。
シャウトモンX4とベルゼブモンがデジクロスした神馬形態。第15話にてスラッシュエンジェモンとの戦いで初登場。四本足となったことでスピードが飛躍的に上昇している。ベルゼブモンの銃器類と翼を取り込んだことで、近〜中距離射撃にも対応可能となった他、ベルゼブモン単体時には及ばないものの空戦能力も備わった。
第1期でのみ登場し、第2期・第3期および漫画版では未登場。
英語版での名称はX4B（タイムズフォービー）。
シャウトモンX4S（クロスフォーエス）
合成型デジモン（『デジモンジントリックス』より）。
シャウトモンX4とクロスハート外のデジモンとなるスパーダモンがデジクロスした無双闘士形態。第27話にてギガワルもんざえモンとの戦いで初登場。左手にスパーダモンが変化した槍を装備し、両手に武器を持つことで武器の多い相手にも対応できるようになった。元々はゲーム『デジモンストーリー 超クロスウォーズ レッド/ブルー』オリジナルのデジクロスで、ゲームではスパロウモンも加わった宇宙闘士形態のX5S（クロスファイブエス）も登場する。
漫画版では未登場。
英語版での名称はX4S（タイムズフォーエス）。
シャウトモンX5（クロスファイブ）
完全体・合成型デジモン・データ種。
シャウトモンX4とスパロウモンがデジクロスしたファイナリスト形態。第17話にてルーチェモンとの戦いで初登場。X4を上回る戦闘能力を持ち、背に翼を得て非常に高い飛行能力が備わった上、左腕にレーザーガンを得て射撃にも対応可能である。
第3期では未登場。
英語版での名称はX5（タイムズファイブ）。
シャウトモンX5B（クロスファイブビー）
究極体・合成型デジモン・データ種。
シャウトモンX5とベルゼブモンがデジクロスした天馬武神形態（『デジモンジントリックス』では神馬武神形態とも呼ばれる）。第26話にてブラストモンとの戦いで初登場。X4Bのスピードや火力と、X5の飛行能力を併せ持つ。
第3期および漫画版では未登場。
英語版での名称はX5B（タイムズファイブビー）。
オメガシャウトモン
完全体・竜人型デジモン・データ種。
アカリの勇気の力とゼンジロウの友情の力をタイキのクロスローダーが取り込み誕生した超進化形態。全身が金色に包まれている。第30話（第1期最終話）にてタクティモンとの戦いで初登場。シャウトモンの未来の姿であり、それが一時的に発現したものなので進化は一時的にしか行えない。当初は自由に進化を行えず、何らかの要因を得ることで進化していたが、やがて自分の意思で進化が可能になった。シャウトモンX7では胸、頭部、左肩を構成する。
英語版での名称はOmniShoutmon（オムニシャウトモン）。
シャウトモンDX（ディークロス）
究極体・合成型デジモン・データ種。
オメガシャウトモンとジークグレイモンがダブルクロスしたクルセイド形態。第2期第4話（通算第34話）にてヴァンパイアランドのデスジェネラルであるネオヴァンデモンとの戦いで初登場。右腕にオメガシャウトモンのボディが変化した銃剣「エレキバスタークロス」が、左腕にはジークグレイモンの腕が強化された鉤爪「トライデントジャスファング」が装備されている。
第3期でも登場。
シャウトモンX7（クロスセブン）
究極体・合成型デジモン・データ種。
オメガシャウトモンとジークグレイモンに加え、バリスタモン、ドルルモン、スターモンズ、スパロウモンがグレートクロスしたアルダーバースト形態。タイキ、キリハ、ネネの三人のジェネラルが力を合わせることで実現し、今までのデジクロスよりも巨大となっている。第2期第13話（通算第43話）にてキャニオンランドのデスジェネラルであるグラビモンとの戦いで初登場。第3期では第23話（通算第77話）で登場し、制限のため、タイキ、キリハ、ネネ、ユウの4人でグレートクロスした。
英語版での名称はX7（タイムズセブン）。
シャウトモンX7（クロスセブン） スペリオルモード
究極体・合成型デジモン・データ種。
第2期第24話（通算第54話、第2期最終話）でのダークネスバグラモンとの最終決戦にて全てのデジモンとタイキ、キリハ、ネネ、ユウの4人のジェネラル（およびアカリとゼンジロウ）の力を結集したファイナルクロスにより誕生したアウェイキング形態。シャウトモンX7の構成デジモンの他、クロスハートとブルーフレアの全デジモン（改心した元バグラ軍のデジモンも含む）とデジメモリから現れた15体のデジモン、さらにデジタルワールドから駆け付けたデジモンたちがデジクロスしたもの。ボディの周辺には無数のデジモンのデータがXの字に渦巻き、身体は何倍にも巨大化し頭と背中と足から翼が生え、全身が金色と純白に輝いている。マイクが変化した「ファイナルクロスブレード」による一撃でダークネスバグラモンを倒した。
漫画版ではデザインが異なり、身体の周辺には無数のデジモンのデータがXの字に渦巻いてはおらず、頭と背中から翼も生えず、ファイナルクロスブレードも装備していない。
英語版での名称はX7F Superior Mode（タイムズセブンエフ スペリオルモード）。
ジジシャウトモン、シャウキュートモン、ドンシャウトモン、シャニタモン、ポーンシャウトモン
第24話のシノビゾーンにてカラテンモンを笑わせるべく、タイキがシャウトモンに施したデジクロスの数々。ジジシャウトモンはジジモン、シャウキュートモンはキュートモン、ドンシャウトモンはドンドコモン、シャニタモンはモニタモン、ポーンシャウトモンはポーンチェスモンとのデジクロス。シャウキュートモンはキュートモンからは嫌がられ、ポーンシャウトモンは兜で鼻を挟んでしまい、結局どれもウケなかった。
デジモンウェブのデジモン図鑑ではドンシャウトモンは「漢魂形態」、シャニタモンは「強行偵察形態」と表記されている（どちらも成熟期・合成型デジモン・データ種）。
英語版での名称はシャウキュートモンのみCuteShoutmon（キュートシャウトモン）。
メタルシャウトモン
第3期第2話（通算第56話）終了後のミニコーナー「デジモン紹介コーナー」にて登場。メタルティラノモンとデジクロスした姿で、頭部がシャウトモン、鼻や下半身がメタルティラノモンの一部になっている。ひたすらヘビーメタルの歌声で奏でる（その際、タギルからは「声が大きいだけなんですけど〜！」と突っ込まれた）。
クロスアップ
第3期では今までと違いデジクロス後の名称はタギルと同様の掛け声で統一されており、それぞれの名称は決まっていない。
オメガシャウトモン&ドルルモンデジクロス形態
ドルルキャノンを構えたオメガシャウトモンがサゴモンを炙り出し、アレスタードラモンをアシストした。
シャウトモン&ピノッキモンデジクロス形態
武器のハンマーを使い「バーニングハンマー」でギガブレイクドラモンを圧倒した。
シャウトモン&チビカメモンデジクロス形態
X2プラス同様チビカメモンの甲羅と尻尾を身に着け、水中を自由に泳ぎ回る。頭にはチビカメモンの帽子を被っている。
バリスタモン
声 - 草尾毅
成熟期・マシーン型デジモン・ワクチン種。
カブトムシのような頭部を持つデジモン。無口だが非常に頼れるシャウトモンの相棒である。一人称は「オレ」で、「ンガ」が口癖。戦闘では硬い装甲を活かした格闘戦や腹部のスピーカーからの高周波攻撃で相手を圧倒する。また、腹部には様々なものを収納・取り出すことができ、ハリボテを作ることも得意で、第2期第9話（通算第39話）でのサイバーランドではタイキとシャウトモンと自身のハリボテを作り、スプラッシュモンを欺くために使用した。
芸術を好んでいるらしく、ヘブンゾーンでは絵画や彫刻を見て感嘆していた（しかしその真価を理解しての態度だったかは不明となっている）。
元ゴールドランドのデスジェネラルであったオレーグモン（当時はゴールドゾーンの支配者だった）により、音波攻撃の強化用デジモンの「ダークボリューモン」として生み出されたが、力の強大さゆえに暴走して時空の歪みに飲み込まれ、グリンゾーンへ流れ着いた折にシャウトモンに修復されて現在の姿となった。記憶と共に名前を失っていたが、無茶ばかりで里の面々から「鉄砲玉」のあだ名を頂戴していたシャウトモンが、自分の相棒となってくれることを願い、鉄砲玉に対する「砲台（バリスタ）」の名を贈って現在の名前を得た。
名前の由来に関して、劇中ではシャウトモンが「弾丸小僧」と呼ばれていた自らの相棒となってもらうべく「砲台」を意味する名を付けたとされている。
第3期ではシャウトモンたちと共にタイキのクロスローダーに入った。その後、第24話（通算第78話）ではゼンジロウのクロスローダーに転送されている。
設定的な意味での名前の由来は、音楽のバリストから。
バリバステモン
声 - 草尾毅
バリスタモンとバステモンがデジクロスした形態。タイキはこれを戦いに役立てるために利用したが、その異様な姿を見たシャウトモンは「もう笑いをとらなくていい」と困惑しており、喋り方が大きく変わる。第2期第24話（通算第54話、第2期最終話）ではこの姿でアルティメットスピーカーを放ち活躍した。
クロスアップ
バリスタモン&リボルモンデジクロス形態
第3期第24話（第78話）で登場。ゼンジロウのクロスローダーでリボルモンとデジクロスした姿。リボルモンのテンガロンハットと赤いスカーフを身に着け、両手と胸のスピーカーが銃口に変化し、3つの砲塔から放つ強力な連射を放つ。
必殺技は胸の銃から強力な音波を纏ったエネルギー弾を発射する「ヘヴィ・ザ・ショット」。
ダークボリューモン
声 - 草尾毅
第2期第10話（通算第40話）および後第11話（通算第41話）で登場したバリスタモンのかつての姿で、クワガタムシのような頭部を持つ。ゴールドランドがゾーンだった時にオレーグモンが作った。一人称は「俺」で、尊大な口調で話す。
オレーグモンが放つ音波を増幅する能力を持ち、「究極の破壊兵器」および「世界の破壊者」と呼ばれていたが、起動実験の際に発生した時空の歪みに飲み込まれ、グリンゾーンへ流れ着いた折にシャウトモンに修復されてバリスタモンとなった。
ゴールドランドでの戦いでオレーグモンの配下デジモンであるマーメイモンとデプスモンに捕らわれ、アルティメットスピーカーの力を手に入れ再びこの姿となった。その後シャウトモンとデジクロスしてX2になり、心の中にいるバリスタモンと対話したことで自我を取り戻し再びバリスタモンへと戻った。
ドルルモン
声 - 櫻井孝宏
成熟期・獣型デジモン・ウィルス種。
頭や肩、尻尾の先にドリルが付いたデジモン。一人称は「俺」。キュートモンの保護者的存在で、行動を共にしている。高速技を得意とし、頭部のドリルを飛ばしたり、尻尾のドリルで風を起こしたりして戦う。かつてはタクティモンの右腕として幾つものゾーンを滅ぼしていたという過去があるが、仲間を捨て駒のように扱うバグラ軍を毛嫌いして離反した。なぜかキュートモンの言葉に弱く、キュートモンにせがまれたことはほとんど断れない。度々タイキたちがピンチになると現れ助けてくれるが、「仲間は必要ない」と言ってクロスハートへの加入は拒否していた。しかしやがて自分をあくまで信じようとしたタイキに心を開き、正式に仲間となった。
クールで皮肉屋な性格だが、第18話のフォレストゾーンでは尻尾のドリルにスターモンズをデジクロスしてヘリコプターのプロペラ役にされたり、第27話のスイーツゾーンでは料理対決のときにミキサーのかわりに尻尾のドリルで半ば強引に手伝わされたりと損な役に回されることもある。
また、同じクロスハートのリボルモンとはウマが合うようで、フォレストゾーンにて二人で捜索に出たときは抜群のコンビネーションを見せた。
第3期ではシャウトモンたちと共にタイキのクロスローダーに入った。その後、第24話（通算第78話）ではキュートモンと共にアカリのクロスローダーに転送されている。
シャウトモン＋ドルルキャノン
成長期・強化型デジモン・データ種。
シャウトモンとデジクロスしたドルルモンが変形した砲撃形態。全エネルギーを凝縮した必殺技を放てる半面、この形態の時は照準担当のデジモンが必要でまたエネルギー充填時には無防備になってしまう。
第2期第10話（通算第40話）でオレーグモンによって洗脳された際は、彼の量産型ダークネスローダーでデジクロスされた。
第3期では第2話（通算第56話）にてオメガシャウトモンともクロスした。
漫画版では未登場。
クロスアップ
ドルルモン&ポーンチェスモンズデジクロス形態
第3期第24話（第78話）で登場。アカリのクロスローダーでポーンチェスモンズとデジクロスした姿。鎧を纏い、全身のドリルを自在に伸ばすことができる。
必殺技は尻尾のドリルを回転させ無数のエネルギーの槍を伴った竜巻を発生させて攻撃する「ドルルチェックメイト」。
スターモン
声 - 島田敏
成長期・メジャー型デジモン・データ種。
星の姿をしたデジモン。過去のスターモンとは同名だが異なるデジモンである。
サングラスをかけたような目が特徴であり、陽気な性格。仲間のことを「ブラザー」と呼び、タイキのことは「ジェネラル」と呼んでいる。
スターモンの意思は絶対で、彼に率いられているピックモンたちはスターモンの意思に従って行動している。
個々の戦闘能力は今一つだが、数の多さを活かし入り組んだダンジョンの索敵などを行うこともできる。
彼とピックモンズを含めて「スターモンズ」と呼称されており、後半のデジクロスの際はそれで統一される。ピックモンズはスターモンの分身体扱いで、第3期ではスターモンズとして1体扱いで召喚が可能となった。
シャウトモン＋スターソード
成長期・強化型デジモン・データ種。
シャウトモンとデジクロスしたスターモンとピックモンズが変形した剣結合形態。
第3期および漫画版では未登場。
ピックモンズ
スターモンに率いられているデジモンたちの総称でスターモンの分身体。三種類の個体が存在する。
スターモンのメテオスコールの掛け声で相手に降り注ぐ。ピックモン同士でクロスすることによりゴムのように伸びる白い紐になり、第2期第24話（通算第54話、第2期最終話）ではスターモン、ドルルキャノン、リボルモンと組み合わせて活躍した。
第3期でもタイキのクロスローダーに転送されている。
ピックモンの名前の由来は、ギターピックから。
ピックモン
声 - 桑島法子
幼年期II・マイナー型デジモン。
銀色のデジモンで、サングラスのような目を始めスターモンと良く似た顔立ちをしている。スターモンとデジクロスしてスターソードとなり、シャウトモンの武器となる。X4の際はより多くのピックモンがデジクロスしてリーチが長くなったスターソードDXになる。
チビックモン
声 - 菊池こころ
幼年期I・スライム型デジモン。
黄色く柔らかい形のピックモン。一匹の他の個体よりは大きなチビックモンが存在し、その口の中からさらに小さなピックモンが召喚され、人海戦術などが可能になる。スターモンとデジクロスすることでスターアックスになる。
アニメ『デジモンアドベンチャー:』では第38話、第61話、第67話（最終話）で登場している。
レアピックモン
声 - 岸尾だいすけ
たらこ唇が特徴の赤いピックモンで、1体しかいない。スターソードの先端にデジクロスすることで主にゼンジロウが使用するための武器、レアスターソードになる。デジクロスする際、その世界などに合わせた台詞を叫ぶのが特徴。
アニメ『デジモンアドベンチャー:』では第67話（最終話）で登場しており、本作品では2体登場している。
キュートモン
声 - 桑島法子
成長期・妖精型デジモン・ワクチン種。
ウサギのような姿をしたデジモン。一人称は「ボク」で、涙や悲しみが大嫌い。語尾に「キュ」が付く。
離れ離れになった両親を探している時にドルルモンと出会い、それ以来一緒に旅をしている。女性的な外見だが、一人称は「ボク」で、自分でも「男の子」と自称しており、両親からも「男の子」と言われている。ドルルモンと共にクロスハートへ加入した。
自身の身の丈の2倍はある岩を持ち上げて投げるなど力は強いが、戦闘に参加することは少ない。治癒能力やバリアを発生させる能力を持ち、また音波攻撃も可能である。
スイーツゾーンで両親と再会し、両親の許しを得て改めてクロスハートとして戦うことを決意する。アカリにはよく懐いている。
第3期ではシャウトモンたちと共にタイキのクロスローダーに入った。第5話（通算第59話）では性格上、ユウが落ち込んでいるところを気にして彼のクロスローダーに入り、彼を励まそうとしたが、アイルに「可愛いデジモン」としてハントされそうになったが、タギルたちやダメモンと再会したユウに助けられた。その後、第24話（通算第78話）ではドルルモンと共にアカリのクロスローダーに転送されている。
アニメ『デジモンアドベンチャー:』では第54話で登場している。
グレイテストキュートモン
第2期第14話（通算第44話）でタイキが時間稼ぎのためにドンドコモン、ナイトモン、ポーンチェスモンズ、バステモン、チビカメモン、ジジモンとデジクロスした形態。複数のデジモンを倒す高い破壊力を持つが、打たれ弱い。
必殺技の「グレイテストソニックウェーブ」の発動時には挿入歌の「ドンドコモンで盛り上がれ！」がBGMとして流れた（ただし、海外版ではBGMに差し替わる）。
ジジモン
声 - 島田敏
シャウトモンたちの故郷である「微笑みの里」の長老。タイキたちに同行している。アーケロモンとは旧知の仲。デジタルワールドの歴史について詳しく、タイキたちに教えてくれる。デジタルワールドが分裂した理由を知っているようである。
第3期でもタイキのクロスローダーに転送されている。
リリモン
声 - 菊地こころ
元々は微笑みの里の住民で、シャウトモンとは幼馴染であり、第2期第1話（通算第31話）でドラゴンランドにてタイキとシャウトモンと再会し、続く第2話（通算第32話）にて解放後にクロスハートに加入し、行動を共にするようになる。第24話（通算第54話、第2期最終話）の最終決戦ではフラウカノンによる砲撃やブルーフレアのボムモンを投げ付け、バグラ軍と戦った。
第3期では未登場。
ドンドコモン
声 - 櫻井孝宏
成長期・楽器型デジモン・ワクチン種。
和太鼓のような姿をしたデジモン。リリモンと同様、元々は微笑みの里の住民で、彼と共にタイキたちに同行している。江戸っ子口調である。ヘブンゾーンでは像を壊した犯人として警察に捕まえられたことがある。
第3期でもタイキのクロスローダーに転送されている。
アニメ『デジモンアドベンチャー:』では第53話、第60話、第67話（最終話）で登場している。
チビカメモン
声 - 白石涼子
体の一回り小さいカメモン。ヘルメットが完全に目を覆っていないため、表情豊かである。元はアイランドゾーンの住民で、ネプトゥーンモンとの戦いでシャウトモンX2とデジクロスをして共に戦ったのをきっかけにクロスハートに加入する。
シャウトモンのことを慕ってはいるが、シャウトモンが修行のために寝床を逃げ出した時はデジノワを独り占めしているとキュートモンと一緒に疑ったことがある（後に真実を知ってそのことを反省している）。
第3期でもタイキのクロスローダーに転送されている。
漫画版本編では登場していないが、単行本第2巻のカバー裏ではナイトモン、ポーンチェスモン、バステモン、リボルモン、ワイズモンと共に登場した。
ゴーレムジジカメモン
第2期第24話（通算第54話、第2期最終話）においてユウが使用し、ジジモン、ブルーフレアのゴーレモンとデジクロスした形態。
必殺技は空高くジャンプしオナラで勢いをつけた体当たりを繰り出す「テイルスラストブースター」（海外版『Digimon Fusion』で技名が判明）。
ナイトモン
声 - てらそままさき
レイクゾーンにてバステア城の守護隊長であったデジモン。湖に沈み消えかかっていたのをタイキに助けられ、恩義を感じるようになる。バグラ軍を共に殲滅したことで、タイキに尊敬の意を表しクロスハートに加入した。
単体での戦闘力が高く集団戦の際はポーンチェスモンズと共によく呼び出され、彼らと共に盾を掲げることでバリアを張ることもできる。
一人称は「私」で、非常に丁寧で真面目な口調で会話する。攻撃やデジクロスする際に「ナイトォ！」と叫ぶ口癖がある。
第3期でもタイキのクロスローダーに転送されている。
漫画版の単行本第2巻のカバー裏ではチビカメモン、ポーンチェスモン、バステモン、リボルモン、ワイズモンと共に登場した。
ナイトモン ワイズソードモード
第2期第24話（通算第54話、第2期最終話）においてユウが使用し、ワイズモンとデジクロスした形態。剣に羽飾りが付き、首にワイズモンのローブに似たスカーフを巻いている。
必殺技は「ワイズソード」（海外版『Digimon Fusion』で技名が判明）。
ポーンチェスモンズ
声 - てらそままさき
従来の姿と言うべきの白いタイプであり、バステア城にて兵士をしていた。
ナイトモンと共にデジクロスし、シャウトモンX4Kになったことからクロスハートに加入する。顔を覆う兜は戦闘時以外は外している姿が見られる。
ピックモンズのように意思統一がなされているわけではなく、フォレストゾーンにてアカリとゼンジロウの「ラブラブダンス」の際、ほとんどはナイトモンと共に一緒に踊っていたが、1体だけベルゼブモンらと一緒に離れた場所にいるなど性格に差がある。
第3期でもタイキのクロスローダーに転送され、第24話（通算第78話）ではドルルモンとキュートモンと共にアカリのクロスローダーに転送されている。
漫画版の単行本第2巻のカバー裏ではその内の1体がチビカメモン、ナイトモン、バステモン、リボルモン、ワイズモンと共に登場した。
ポーンガオスモン
第2期第24話（通算第54話、第2期最終話）においてユウが使用し、ブルーフレアのガオスモンズとデジクロスした形態。雑兵として活躍した。
バステモン
声 - 河西智美
猫の女神とも呼ばれるデジモン。一人称は「わたくし」。元々はレイクゾーンのバステア城の姫であった。しかし一日の3分の2は寝ており、口調はお淑やかだが、大変ワガママでマイペースな姫である。行動原理も猫そのもの。
タイキに惚れ込みベタベタしていたところをアカリに嫉妬され、アカリがリリスモンに惑わされる原因を作った。クロスハートにも軽いノリで加入したようである。バステア城からデジメモリを持ってきていたが、第22話でのアルカディモン（完全体）との戦いまで言い忘れていたなど惚けた面も見せる。
ネズミ型のデジモンを前にすると表情が豹変し、第2期第23話（通算第53話）では残酷な一面を見せ、チューチューモンを捕食してしまった。
第3期でもタイキのクロスローダーに転送されている。
漫画版本編では登場していないが、単行本第2巻のカバー裏ではチビカメモン、ナイトモン、ポーンチェスモン、リボルモン、ワイズモンと共に登場した。
リボルモン
声 - 皆川純子
拳銃のような体をしたデジモンで、サンドゾーンの住民。スコピオモンたちに追われていたタイキたちを助け、トレジャーハンターを名乗ってファラオモンの下へタイキたちを誘った。実はファラオモンの部下で、タイキたちがコードクラウンを得るに相応しいかを探るために近づいた。タイキたちと共に戦い、サンドゾーンが無事なところを見届けた後はクロスハートへの加入を志願した。
主に捜索などを得意としている他、戦闘でも高い能力を持っており、第2期第9話（通算第39話）でのサイバーランドでは大活躍を果たす。
第3期でもタイキのクロスローダーに転送され、第24話（通算第78話）ではバリスタモンと共にゼンジロウのクロスローダーに転送されている。
漫画版本編では登場していないが、単行本第2巻のカバー裏ではチビカメモン、ナイトモン、ポーンチェスモン、ワイズモンと共に登場した。
ワイズモン
声 - 速水奨
第22話から登場。デジタルワールドが分裂した直後からゾーンの狭間を漂う本の中で研究に没頭していた知識欲旺盛なデジモン。一人称は「私」。アルカディモン（完全体）の襲撃で仲間と離れ離れになったタイキを偶然発見し、実験動物として解剖しようとするが、空腹だったのを助けてくれたため止める。その後、タイキにデジタルワールドの正体と真実を話し研究に戻ろうとするが、タイキの「ほっとけない」という言葉に心を動かされ、手を貸した。そして、実験動物であるタイキの研究を続けたいという理由でクロスハートに加入した。
加入後は仲間のデジモンの身体を解析することでブラストモンの分身能力に気付くなど、チームの一員として行動する姿も見られるようになり、知識面でタイキによく頼りにされている姿が見られた。
第2期からはいくつかデジクロスにも加わって共に戦い、データを改竄するなどクロスハートの頭脳としてチームを大きく支えるようになった。
第3期ではシャウトモンたちをタイキのクロスローダーに転送するマシーンを完成させ、クロスハートのメンバーを送り込んでいる。自身も一緒に転送しているかは不明だが、クロスローダー越しに通信している場面は存在する。
漫画版本編では登場していないが、単行本第2巻のカバー裏ではチビカメモン、ナイトモン、ポーンチェスモン、リボルモンと共に登場した。
ガルルモン、ホークモン、トゲモン、アグニモン、アグモン、パタモン、テイルモン、ブイモン、エンジェモン、ギルモン、ガオモン
第1話冒頭でのタイキの夢の中に登場。

### ネネのクロスローダー
第3期では一部のデジモン（モニタモンズ、モニモン）は登場していない。
スパロウモン
声 - 菊池こころ
成長期・鳥型デジモン・データ種。
小型戦闘機のような姿をしたデジモンで、他を圧倒する非常に高い飛行能力を持つ。一人称は「僕」。
過去の体験を通じてネネを心から慕っているが、ネネの敵となる可能性がある者には一転、可愛らしい口調とは裏腹に敵意を剥き出しにする。
ネネがキリハに共闘を求めた時にリロードされるまでは登場していなかった。
最初はクロスハートに敵意を露わにしていたが、ヘブンゾーンでネネが窮地に陥った際、協力を申し出たタイキの言葉が嘘でないと気付き、チームの垣根を越えてシャウトモンらとのデジクロスに応じ、その後はネネがタイキと共に行く道を選んだことや、ネネ自身がクロスハートの一員と宣言したことにより正式に加入する。
ネネに懐いているが、第2期第10話（通算第40話）でオレーグモンによって洗脳された際はネネが落ち込むようなことを口走ったことがあった。
第2期第24話（通算第54話、第2期最終話）の最終決戦後はメルヴァモンと共にデジタルワールドに帰還した。
経緯は不明だが、第3期ではメルヴァモンと共にネネのクロスローダーに戻っている。
シャウトモン＋ジェットスパロウ
成長期・強化型デジモン・データ種。
シャウトモンとデジクロスし、スパロウモンが変形した音速巡航形態。シャウトモンだけでなく、タイキやネネ、ハイビジョンモニタモン、ドラコモンなども搭乗している。
第3期では未登場。
モニタモンズ
声 - 丸山優子
成長期・ブラウン型デジモン・データ種。
いつもネネに付き従っているブラウン管テレビ型の忍者デジモン。一人称は「私」または「俺」。主に3体で行動し、画面内に同時に登場した数の最大は3体いるが、番組終了後のミニコーナー「モニタモンの策敵ってステキ」や公式サイトでは「1匹見かけたら周囲に30匹はいる」とも注釈されている。モニタモン同士の情報の共有化ができ、これはあるモニタモンが隠れて見聞きした情景を違う場所にいるネネが別のモニタモンを通じて知ることができる。これにより他のジェネラルよりも情報収集能力において有利な位置に立つことができる。
デジモンウォッチングが趣味で、直接戦闘には参加せず、中立的に実況するような言動が多い。
ネネがタイキと共に行く道を選んだことや、ネネ自身がクロスハートの一員と宣言したことによりクロスハートに正式に加入する。
第24話でシノビゾーンの住人である赤い落ちこぼれモニタモンズの3体がクロスハートに加わった。
番組終了後のコーナー「モニタモンの策敵ってステキ」で、それぞれの話に登場したデジモンを紹介している。自身の地デジ化が待ちきれない様子。
ハイビジョンモニタモン
成熟期・液晶薄型デジモン・データ種。
第24話で初登場した赤い落ちこぼれモニタモンズの3体がネネのクロスローダーの力でデジクロスした形態。体色は黒で、落ちこぼれとは思えないほど素早くなり、技も強力になるなど、戦闘力が大幅に上昇している。
第2期第24話（通算第54話、第2期最終話）では2体同時に登場した。
モニモン
声 - 菊池こころ
幼年期II・ブラウン型デジモン。
登場は僅かで、ネネに抱えられていることが多い。
ネネがタイキと共に行く道を選んだことや、ネネ自身がクロスハートの一員と宣言したことによりクロスハートに加入する。
第24話ではシノビゾーンの住民として他のモニモンが登場している。
第2期第24話（通算第54話、第2期最終話）で初めて「突破」によるワープ能力を行使した。
アニメ『デジモンアドベンチャー:』では第67話（最終話）で登場している。
メルヴァモン
声 - 白石涼子
究極体・神人型デジモン・ウィルス種。
第2期オープニング映像で本編よりも先に先行登場し、本編では第5話（第35話）から登場。ハニーランドでレジスタンス活動をしていたデジモン。一人称は「私」。武器は大剣である「オリンピア改」。イグニートモンの姉で姉御肌で豪快な性格であり、考えて行動することが苦手である。
左腕の巨大な蛇である「メデュリア」（声 - 草尾毅）はメルヴァモンにいつも口うるさく小言を言っているという設定だが、本編では鳴き声しか発しない。
当初は強い者の下に付き、弱い者に手を上げる弟とデジハニーを吸われ、苦しみ続ける仲間たちの間に揺れながら、弟がこれ以上仲間に手をかけぬように倒してでも止めようとしていたが、ネネの活躍で倒さずに止めることができ、その後ザミエールモンを倒した後はハニーランドをイグニートモンやスティングモンたちに任せ、自身はネネを助けるためにクロスハートに加入すると共に彼女のパートナーデジモンになる。
ベルゼブモンとは当初、無口で無愛想な男と認識していたが、戦闘でタッグを組むことになった間に認識が変わり、傷が回復していないベルゼブモンを気遣って手を貸すなど少しずつ気にかけるようになった。
第24話（通算第54話、第2期最終話）でベルゼブモンが復活した際は彼に飛びついて、涙を流しながら復活と再会を喜んだ。最終決戦後はスパロウモンと共にデジタルワールドに帰還した。
経緯は不明だが、第3期ではスパロウモンと共にネネのクロスローダーに戻っている。
ジェットメルヴァモン
究極体・強化型デジモン・ウィルス種。
メルヴァモンとスパロウモンがデジクロスした形態。第5話（通算第35話）にてグランディスクワガーモン ハニーモードとの戦いで初登場。飛行能力が備わって、両肩にスパロウモンの手と銃が装備される。
メルヴァモン ワイドハイビジョンソード
第7話（通算第37話）で登場。メルヴァモンにハイビジョンモニタモンとワイズモンがデジクロスした形態。メルヴァモンの野性的直感に加え、オリンピア改に2体のデジモンの探査能力が加わっている。
必殺技は見えない敵をピンポイントで見抜き攻撃する「メルビジョンマインドスキャン」（海外版『Digimon Fusion』で技名が判明）。
クロスアップ
メルヴァモン&ベルゼブモンデジクロス形態
第3期第24話（第78話）で登場。ベルゼブモンとデジクロスした姿。ベルゼブモンの翼や装飾が追加され、青いベレンヘーナの他、メデュリアにベレンヘーナSDXが装備されており、装飾はベルゼブモンとは左右逆になっている。銃とオリンピア改を武器にヴァンデモンの群れと戦った。
必殺技は左腕の砲門から2重螺旋状の桃色のエネルギーを纏った緑色のビームを発射する「セクシー・ザ・キャノン」。
ベルゼブモン
声 - 岸尾だいすけ
究極体・魔王型デジモン・ウィルス種。
リリスモンの攻撃で瀕死の状態に陥ったバアルモンが女神の力を受けて転生した姿。一人称は「俺」。機械のような身体に漆黒の翼が生え、右腕が機関銃と一体化した巨大な銃である「ベレンヘーナSDX」を装備しているなど、『テイマーズ』のブラストモードに近いデザインとなっている。また、ベレンヘーナSDXを外すとガトリング砲が現れ、第2期第18話（通算第48話）での魔獣リリスモンとの戦いではこれを武器に戦った。
サンドゾーンの一件でタイキたちに協力するようになるが、クロスローダー無しで単独でデジタル空間を移動できるため離れて行動することが多く、一定のゾーンでは登場しないこともある。合流の際はほぼ必ず黒い羽が一枚落ちてくる演出がある。第2期では単独行動をやめ、タイキたちに同行するようになった。
ブライトランドのヘルズフィールドでの戦いでは第16話（通算第46話）・第17話（通算第47話）にてリリスモンとの決着をつけるため戦うも負傷し、転生した特殊な存在（元々既に死亡した存在）のため、傷が治らないと悟り、続く第18話（通算第48話）にて魔獣リリスモンに変貌したリリスモンと再び相見え共に一度消滅したが、第24話（通算第54話、第2期最終話）でダークストーンがタイキの手に渡ったことでデッカードラモンと共に復活し、メルヴァモンと再会を果たした後に彼らを助け、最終決戦後はデジタルワールドに帰還した。
第3期では経緯は不明ながらタイキのクロスローダーには入らず、第23話（通算第77話）でキリハたちと共に登場し、続く第24話（通算第78話）でのシャウトモンの台詞からメルヴァモンの傍に居るためにネネのクロスローダーにいたことが判明し、それを茶化されていた。
漫画版でも登場したが、ここではバアルモンの転生した姿とは明かされていない。出番はほとんど無く、台詞を発することは無かった。
ベルゼブモン&スターモンズデジクロス形態
第19話で登場。ベルゼブモンとスターモンズがデジクロスした形態。ベルゼブモンの左腕の銃にスターモンの顔が追加されている。「メテオキャノン」による広範囲攻撃が可能になり、フォレストゾーンでコンゴウモン率いる数百体のグランクワガーモン部隊を一掃した。
ベルゼブモン&リボルモンデジクロス形態
第26話で登場。ベルゼブモンとリボルモンがデジクロスした形態。ベルゼブモンの左腕の銃がリボルモンの砲身に変化している。「デス・ザ・キャノン・スパイラル」で、シノビゾーンに現れたブラストモンの分身を撃退した。
バアルモン
声 - 岸尾だいすけ
完全体・魔人型デジモン・フリー種。
バグラ帝国に雇われていたデジモン。一人称は「俺」で、無口で感情を表に出すことは少ない。
ブラストモンの攻撃を避ける、気付かれぬうちにタクティモンの背後に立つなど高い戦闘力を持つ。バグラ帝国では客人としての扱いだが、三元士からは嫌われている。
元々はサンドゾーンで大いに栄えていたサンドリアの都を守る「女神の戦士団」の生き残りであり、幼少のころから戦士になるための修行を重ねており、師であり女神の戦士団でトップの実力を持つエンジェモンに次ぐ実力を持っていたが、女神に戦士として選ばれず、苦悩の日々を送っていた。ある日、戦士団の仲間たちが何者かに操られ、互いに殺し合わされる事件が起き、唯一操られていなかったバアルモンは身を守るために戦士団と戦わざるを得なくなり、戦士団が全滅することとなる。仲間を手にかけたことを深く気にしており、バグラ軍に協力しながら戦士団を操った者を探していた。
サンドゾーンを訪れたタイキの命を狙っていたが、後に和解する。その後、女神の戦士団を壊滅に追い込んだ張本人であるリリスモンと対峙するが、彼女の毒牙を受け瀕死の状態に陥ったが、タイキの想いと女神の力を受けてベルゼブモンに転生した。
漫画版では未登場。

### ユウのクロスローダー
トワイライト時代限定のデジモンは含まず、第3期に加入したデジモンを記す。
ダメモン
声 - 菊池正美
成熟期・突然変異型デジモン・ウィルス種。
ツワーモンの仮の姿であるデジモン。一人称は「ミー」（漫画版での一人称は「私」）、二人称は「ユー」（そのため、ユウの名前を初めて知った際には混乱していた）。英語交じりの口調で話す。第2期までは背中に相棒のチューチューモンを乗せていた。
当初はリリスモンのペットとして初登場し、三元士の戦略にことあるごとに「ダメダメ！」とダメ出しをするが、影で三元士をけしかけたり、リリスモンのスパイとして活動したりしていた。
ダークナイトモンの部下としてユウをデジタルワールドに引き込んだ存在であったが、やがてユウに情が湧くようになり、消滅直前にはユウに「様」を付けるのをやめている。
常にダークナイトモンの計画を邪魔せぬよう、デジモンが傷つかない存在として振る舞っていたが、ヘルズフィールドでの戦いにおいて第18話（通算第48話）で負傷し、続く第19話（通算第49話）でユウに「これからは一人で生きていかないといけない」と言い残して一度消滅してしまうが、その後は第3期第5話（通算第59話）でユウの心が強くなったことでようやく引き寄せられ、初めてユウと出会った公園にて改めて「ダメモン」として復活する。その際に「ユウが一人になっても戦えるほど強い心を持てるまで待っていた」と明かした。
東映アニメーション公式サイトなどで名前が一般募集され、この名前に決まった。名前が決まるまでは「？モン」と表記されていた。
ツワーモン
声 - 菊池正美
成熟期・突然変異型デジモン・ウィルス種。
ダメモンの真の姿で、デジ忍法により武人変化したデジモン。初期は英語交じりの口調だったが、第2期以降は侍口調で話すことが多くなった。一人称は「ミー」または「拙者」。
第2期ではユウのボディーガードを名乗り行動を共にしている。ユウへの忠誠心は強く、常に気にかけている様子が見られる。
第3期ではダメモンが転生したことで、こちらが正体ではなくなり、ツワーモンは「超進化した姿」として生まれ変わっている（チューチューモンとは決裂したため、背中の操縦席は失っている）。また、デジ忍法を使用することが多くなった。
クロスアップ
ツワーモン&スーパースターモンデジクロス形態
第3期第24話（通算第78話）で登場。スーパースターモンとデジクロスした姿。胴体を中心にスーパースターモンの顔が追加され、手足も変化した。身体を手裏剣のように回転させ敵を切り裂く。無数の小さな星型手裏剣を放つ「デジ忍法・星嵐」でヴァンデモンの群れを蹴散らした。
スーパースターモン
声 - 三ツ矢雄二
高級ホテルのデジクオーツを拠点としていたデジモン。スターモン曰く「最もノリが良くてクールな奴が進化できる」という存在。自身が認めたスーパースターを誘拐し、デジクオーツにコレクションしており、タイキもコレクションに加えようとするが、ハンターたちの連携により計画が失敗に終わる。最後はユウによってハントされた。ハントされた後は素直に負けを認め、指示に従うことを承諾した。
スーパースターモン&ガネモンデジクロス形態
第9話（通算第63話）終了後のミニコーナー「デジモン紹介コーナー」にて登場。タギルがクロスローダーを使用しガネモンとデジクロスした姿で、尖っている体が丸くなってしまった（スターモンからは「尖ってなくっちゃ、スーパースターじゃねぇし！」と突っ込まれた）。
スターアーミーズ
スーパースターモンの小型の分身で、スターモンズのピックモンのような雑兵。攻撃や偵察などに使用される。
ナイトチェスモン
声 - 佐々木望
カードゲーム「シーモンスターカード」のレアカードを欲するヒロヤ（声 - 斎賀みつき）に取り付いてレアカードを集めさせ、その欲望を吸収していたデジモン。最初は小さく、体色は白色であったが、欲望を吸収するにつれて大きくなり、体色も黒く変化する。ヒロヤがランキング1位になった際にルークチェスモンに超進化した。
ルークチェスモン
声 - 佐々木望
ナイトチェスモンが超進化した姿。ヒロヤの欲望の増加が見込めないとして彼を見限り、別の子供たちに取り付いて欲望を吸収し続けた。その結果、圧倒的な巨体と数百倍もの攻撃力と防御力を得た。しかし、力に頼らないユウの戦略の前に敗れ、ハントされた。
ルークチェスモン&リボルモンデジクロス形態
第20話（通算第74話）終了後のミニコーナー「デジモン紹介コーナー」にて登場。タイキがクロスローダーを使用しリボルモンとデジクロスした姿で、リボルモンのテンガロンハットと赤いスカーフ（赤いスカーフは破れている）を身に着け、両手が銃口に変化し、テンガロンハットに銃が追加されている。右腕の銃口から攻撃を放ったが、体が大きすぎるために威力が小さくなってしまい、困惑の表情をしていた（これにはシャウトモンも「威力が小さくなっちまってるじゃねえか！」と突っ込まれた）。

### タギルのクロスローダー
ガムドラモン
声 - 渡辺久美子
成長期・小竜型デジモン・ワクチン種。
タギルのパートナーとなったデジモンで、新主役デジモン。尻尾にサンゾモンに付けられた緊箍児をはめている。先端がハンマーのような形状をした尻尾は自在に伸ばすことができ、お好み焼きのコテやスクリューとして使うなど器用に扱う。小さな羽で飛ぶことも可能。
一人称は「おれっち」で、下町のべらんめえ口調で話す。やんちゃな性格で自身も「暴れん坊として知られている」と称し、デジタルワールドでは怪盗のベツモンと一緒に弱いものを虐めるようなデジモン相手に暴れまわっていた。しかし、デジモンキングとなったシャウトモンには頭が上がらず、睨まれると極端に恐れることもしばしばだが、時折反抗的な態度をとって対抗心をむき出しにする。
デジモン界のスーパースター、あるいは王者を目指しており、「人間と手を組むとすごい力を得られる」という話を聞いたことでクオーツモンによってデジクオーツに自身が落とされた際、デジクオーツに迷いこんできたタギルを勧誘し、パートナー関係を結ぶ。
最初はタギルを利用するために近づいたが、タギルの捨て身の行動で命を助けられた後で「似たもの同士」と言われたことで初めて意気投合し、超進化の力を得た。その後は喧嘩もするがお互いに強い信頼関係で結ばれるようになっていく。
クオーツモンを倒し、デジクオーツが崩壊したことでデジモンと人間が元ある場所に帰り、別れることになるが、その際タギルと互いの絆を確かめ合い、再び会うことを約束して別れた。その後活気を失っていたタギルと再会し、二人で再びデジモンハントへ出た。
漫画版本編では登場していないが、単行本第3巻のカバー裏では、彼のパートナーであるタギル、リョウマ、レン、アイルと共に登場し、Web漫画ではシルエットで登場しており、本編の第21話（最終話）では「XROS HEART」のライブの観客として描かれている。
ガムクロックモン
第1話（通算第55話）終了後のミニコーナー「デジモン紹介コーナー」にて登場。クロックモンとデジクロスした姿で、柱時計型の外見をしており、耳が針、尻尾が振り子になっている。振り子になった尻尾を回して攻撃するが、小さすぎるため時計屋のおやじからは「それじゃ敵に当たらないぞ…」と突っ込まれた。
クロスアップ
ガムドラモン&コテモンデジクロス形態
ガムドラモンがコテモンの着衣を装備する。武器として竹刀を使う。
アレスタードラモン
成熟期・竜型デジモン・ワクチン種。
緊箍児が解かれたガムドラモンが超進化した姿（初進化時はメタルティラノモンにより緊箍児ごと尻尾を噛み砕かれた状態で進化した）。特殊なラバー装甲をまとい、巨大化した翼で高速飛行能力も手に入れた。尻尾のテイルアンカーが武器。必殺技は尻尾で切りかかる「スピンカリバー」と無数の光となって相手に斬り進んで行き通り抜ける「プリズムギャレット」などがある。
エカキモンのUMAを倒す際はショウタの描いた消しゴムを尻尾に装着し戦った。第76話のクオーツモンとの戦いでは、太一、大の言葉によりタギルとの絆でスペリオルモードに高次元（スペリオル）進化を遂げた。最終回ではブレイブスナッチャーを手に、仲間や歴代英雄の力を背負いクオーツモンに立ち向かった。
クロスアップ
アレスタードラモン&メタルティラノモンデジクロス形態
ラバー装甲がメタルティラノモンのように硬い装甲に変化し頭と手袋にも装甲が追加される。
アレスタードラモン&サゴモンデジクロス形態
クチバシを始めとしたサゴモンの特徴と武器を得る。カマイタチのような斬撃を放つことが可能。ベストハンターを決めるリョウマとの戦いでも使用された。
アレスタードラモン&ドーベルモンデジクロス形態
下半身がドーベルモンの体になり、アレスタードラモンのパワーに加えドーベルモンのスピードを得る。
アレスタードラモン&スパロウモンデジクロス形態
シャウトモンX5（制限のため未登場）のように頭、背中、左腕にスパロウモンを装備し、高い飛行能力が備わる。
アレスタードラモン×ブロッサモンデジクロス形態
翼が草に変わり、胸にブロッサモンの顔、背中と尻尾から多数の蔦が生え相手を補足する。
アレスタードラモン&ギガブレイクドラモンデジクロス形態
頭部や下半身にギガブレイクドラモンの特徴が現れる。自身では力を制御できずに暴走してしまうが、ギガブレイクドラモンのように頭部に現れるレバーで操縦することができる。
タギルの操縦によりクロスアップ・サブマリモンと共に「インフィニティプリズムギャレット」でダゴモンを撃破した。
アレスタードラモン&オーガモンデジクロス形態
頭、腕にオーガモンの特徴が現れ、骨棍棒を武器とする。
アレスタードラモン&アスタモンデジクロス形態
リョウマのアスタモンとダブルクロスした姿。アスタモンの衣装を纏い、二丁のマシンガンによる連続攻撃が可能となった。
アレスタードラモン スペリオルモード
完全体・竜型デジモン・ワクチン種。
パートナーであるタギルを守りたいという思いから、緊箍児の力によりさらなるパワーアップを遂げたアレスタードラモンの新たな姿。第76話では単独でクオーツモンの一部を倒すほどの力を見せる。
口が開いて牙は剥き出しとなり、手足からは金の鱗が生えており爪も鋭くなった。胸には金の宝珠が現れ、尻尾のテイルアンカーと翼は金色となってさらに巨大化した。
クロスアップ
アレスタードラモン スペリオルモード&ブレイブスナッチャーデジクロス形態
クオーツモンにより砕かれたブレイブスナッチャーをデジクロスで修復し合体した姿。頭や腕にバグラモンの特徴が現れ、尻尾にブレイブスナッチャーを装着している。クオーツモンのルーツを破壊しハントした。
メタルティラノモン
声 - 岸尾だいすけ
タギルが初めてハントした肉体改造で機械化した肉食恐竜の姿をしたサイボーグ恐竜型デジモン。デジクオーツでリョウマたちに狙われていたが、アスタモンをも退けるパワーを見せつけた。
その後タギル、ガムドラモンと戦いガムドラモンの尻尾を緊箍児ごと噛み砕くが、超進化したアレスタードラモンによって倒されタギルに捕獲される。
防御力に優れる反面、素早い相手を苦手としている。また、タギルがチェックするときは大人しくなり、お座りするなどの姿が見られる。
サゴモン
声 - 千葉繁
河童のような外見をした沙悟浄型デジモンで、奇声を発するのが特徴。
小学校で「消えたい」などとネガティブな感情を抱いている子供たちを探しては、デジクオーツに引き込んでいたデジモン。ただでさえ素早い動きを誇っていたが、加えて「消えたい」と願う子供たちの心を利用して姿を消す能力を得たことでさらに強化され、タギルたちを苦しめた。しかし駆け付けたシャウトモンの加勢もあって盛り返され、最後はタギルによって捕獲された。
ギガブレイクドラモン
声 - 岸尾だいすけ
ピノッキモンが檜トキオ（声 - 岡村明美）らロボット部の人間を唆して作り上げさせたブレイクドラモンを紫色にした機竜型デジモン。強大な破壊力を持つが、未完成であるために暴走しており、リョウマは「制御できないデジモンは不要」として手を引いている。最後はタギルが捕獲した。
ギガブレイクダメモン
第3話（通算第57話）終了後のミニコーナー「デジモン紹介コーナー」にて登場。ユウがクロスローダーを使用しダメモン（この時点では復活していない）とデジクロスした姿で、頭部およびドリルがダメモンのような外見になっているが、ドリルを回した際に目を回していた（その際、シャウトモンは「ダメだー！ 全然強そうに見えねー！」と突っ込まれ、ユウは画面外で「やっぱりダメダメ〜…」とダメモンの口癖を真似していた）。
ブロッサモン
声 - 草尾毅
須藤ミホ（声 - 水橋かおり）の心の闇に惹かれ現れたお花型デジモン。通常のブロッサモンとは色が違い、レン曰く「レアな種類」らしい。ミホの「成績上位者を妬む」気持ちを利用していた。多数の触手による強力な拘束攻撃に優れており、レンも手を焼いていた。ミホが改心したことで動揺したところを巻き返されクロスハートの連携に敗れ、タギルが捕獲した。
ドンドコッサモン
第4話（通算第58話）終了後のミニコーナー「デジモン紹介コーナー」にて登場。タイキがクロスローダーを使用しドンドコモンとデジクロスした姿で、バチを装備している。乱れ打ちした際に自分の顔を叩いてしまい、ダメージを受けていた（その際、タギルに「自分の顔を叩くのか、痛そー！」と突っ込まれた）。
コテモン
声 - 納谷六朗
剣崎ムサシ（声 - 大浦冬華）に剣を教えた剣士型デジモン。デジクオーツにいながら、理性を失っていなかった。温和な性格であり、「強さ」を追い求めるあまり暴走するムサシに「本当の強さを学んで欲しい」という願いから、タギルにも剣術を仕込んでいる。レンによってハントの対象として狙われるが、襲い掛かってきたヤシャモンを打倒するためにタギルのクロスローダーへと自ら入り、そのまま仲間となった。
コテボルモン
第6話（通算第60話）終了後のミニコーナー「デジモン紹介コーナー」にて登場。リボルモンとデジクロスした姿で、リボルモンのテンガロンハットと赤いスカーフを身に着け、両手が銃口に変化している。ガムドラモンからは「剣士なのに拳銃使っていいのか？」と言ったが、銃口に変化した左手で彼を攻撃し「それで剣道するのかー!?」と突っ込まれた。
パグモン
声 - 西村ちなみ
お好み焼きの匂いが大好きなデジモン。店主をデジクオーツに引き込み、お好み焼きを焼かせていたが、タギルによって捕獲された。後にパグモンのせいでジャガモンのハントに失敗した際にタギルとガムドラモンが一時的に喧嘩別れする原因を作った。タギルがお好み焼きを食べさせるとなぜか体色が白くなり増殖して暴走し、町中の料理店をデジクオーツに引き込んだが、ガムドラモンの活躍によって元に戻り、反省してクロスローダーに戻った。
パグバステモン
第7話（通算第61話）終了後のミニコーナー「デジモン紹介コーナー」にて登場。バステモンとデジクロスした姿で、お尻にくっついてしまった。
ハーピモン
声 - 櫻井孝宏
ネネの父の娘を思う気持ちに漬け込んで悪さをしていた鳥人型デジモン。ネネに近付く男を排除するため、ネネの周辺で怪現象を起こしていた。ジェットメルヴァモンを撃退するなど強力なデジモンであったが、最後はスパロウモンとクロスしたアレスタードラモンの「ウィングスパイラルシュレッダー」によって敗れ、タギルに捕獲された。
ハーピモン&ジジモンデジクロス形態
第10話（通算第64話）終了後のミニコーナー「デジモン紹介コーナー」にて登場。タイキがクロスローダーを使用しジジモンとデジクロスした姿だが、ハーピモン自体はジジモンの頭部を鳥の巣にしていた。
フレイウィザーモン
声 - 阪口大助
人のやる気を吸い取って自分の力にする能力を持つ火炎魔術師型デジモン。やる気を吸い取った人間の性格や性質を自分に反映することもでき、タギルのやる気を吸い取った際はヒーローさながらの不屈の精神を得て、シャウトモンたちを苦しめるが、タギルが新たなやる気を捻出したことで逆転され、捕獲される。
声を担当した阪口は第2期で登場したメルヴァモンの弟であるイグニートモンも担当している。
フレイウィザーモン&ワイズモンデジクロス形態
第11話（通算第65話）終了後のミニコーナー「デジモン紹介コーナー」にて登場。タイキがクロスローダーを使用しワイズモンとデジクロスした姿で、本（漫画）を出現させたが、自分の魔法で燃やしてしまい、焦げてしまった。
オーガモン、フーガモン
声 - 大友龍三郎（オーガモン）、高戸靖広（フーガモン）
デジクオーツでラーメン店を経営していた二匹の鬼型デジモン。特製の激辛ラーメンが辛すぎるスープのせいでデジクオーツで流行らず、解決策として人間を利用することを考え、ラーメン店主のカツジ（声 - 山崎たくみ）をデジクオーツに引き込む。二匹の打ったコシのある麺は元々完成度が高く、カツジの特製スープと組み合わせることで話題性のある美味しい味となるが、「美味い」と言われることに快感を覚えるがゆえに少しでも不満を述べる客がいれば「美味い」と言うよう脅すなど悪い兆候が出始める。その後父を取り戻そうとするカツジの息子であるマサル（声 - 浦和めぐみ）とのラーメン勝負に敗れ、激昂し戦いとなるが、タギルに倒され二匹とも捕獲される。二匹とも根は悪い性格ではなく、捕獲された後はカツジに「良ければ麺の作り方を教える」と協力的な態度となった。
オーガモンの声を担当した大友は第2期で登場した元ブライトランドのデスジェネラルであったアポロモン（闇の人格であるウィスパードも含む）の配下デジモンであるセトモンも担当している。
オーガモン&メルヴァモンデジクロス形態
第12話（通算第66話）終了後のミニコーナー「デジモン紹介コーナー」にて登場。ユウがクロスローダーを使用しオーガモンとメルヴァモンがデジクロスした姿で、体はメルヴァモン、頭部はオーガモンとなっており、左目をウインクする仕草（この仕草はシャウトモン（第1期本編（瞳の中でする）および第2期の主題歌である『New World』のジャケットのみ）と元バグラ軍でゴールドランド（再統合前はゴールドゾーンだった）のデスジェネラルであったオレーグモン（第2期第10話（通算第40話）のみ）もやっている）を披露し、そのおぞましい姿を見たユウは姉のネネにメルヴァモンを借りたことを謝罪した。
フェレスモン
声 - 堀川りょう
タギルのクラスの転校生の田村マコト（声 - 小林ゆう）の前に現れたデジモン。天使を名乗り、友達が欲しいというマコトの願いを叶えると言い、タギルとタイキ以外の全生徒を操り「友達」とした。真の目的は、操った者たちをデジタルデータ化し、自らと一体化させることであった。マコト以外を吸収するも、タギルの説得によりマコトが正気を取り戻すと、堕天使の本性を現し襲い掛かったが、アレスタードラモンとオメガシャウトモンに倒されタギルに捕獲された。
フェレスモン&スターモンズデジクロス形態
第15話（通算第69話）終了後のミニコーナー「デジモン紹介コーナー」にて登場。タイキがクロスローダーを使用しスターモンズとデジクロスした姿で、スターモンズがハンマーに変化したが尖っており、フェレスモンは持てず右手を怪我してしまった。
ベツモン
声 - 岸尾だいすけ
デジタルワールド一の怪盗を自称するデジモン。かつてはコソ泥だったが、ガムドラモンに見出され相棒となり、彼を兄貴と呼んで慕っていた。ガムドラモンと一緒にデジタルワールド中を暴れ回っていたが、強大なゴクウモンと対峙した際、ガムドラモンを見捨てて一人で逃げてしまう。その後、デジクオーツに落ち記憶を失い、変装でハンターを騙して衣服を奪って暴れていた。人を拐って工場で着ぐるみを作らせていたが、当初は戦うのをためらい、進化できないでいたアレスタードラモンに倒されハントされたことにより記憶が戻り、ガムドラモンとも和解する。
ベツモン&オメガシャウトモンデジクロス形態
第17話（通算第71話）終了後のミニコーナー「デジモン紹介コーナー」にて登場。タイキがクロスローダーを使用しオメガシャウトモンとデジクロスした姿だが、体を金色に塗っただけだった。
エカキモン
声 - 山口勝平
成長期・突然変異型デジモン・データ種。
絵を舐めることで描かれたものを実体化させる能力を持つデジモン。絵を描くのが好きなタギルの同級生のショウタ（声 - 野田順子）のイマジネーションに惹かれて現れ、彼の描くUMAを実体化させるが、タギルたちのデジモンによって消されてしまう。怒ったショウタが描いた最強のUMAを実体化させるも、制御できずに暴走してしまう。
UMAを消すためにタギルたちに協力し、ショウタがイマジネーションした消しゴムを装着したアレスタードラモンの「イレイザーフロッグショット」でようやくUMAを消すことに成功する。UMAを倒した後は反省し、自らタギルのクロスローダーに入った。純粋にショウタの創造力に惹かれての行動であり、人間を利用するなどの悪意は無い。
エカキモン&シマユニモンデジクロス形態
第18話（通算第72話）終了後のミニコーナー「デジモン紹介コーナー」にて登場。シマユニモンとデジクロスした姿で、体の色は白と黒になってしまった。
ダゴモン
声 - 飯塚昭三
「海の邪神デジモン」と呼ばれる凶暴なデジモンで、アイル曰く「可愛くない、むしろ酷い」姿をしている。海底のデジクオーツの宝であるデジタマと、それを守るプレシオモンを吸収して力を得ようとしていた。ミズキを操って結界を解除させ、プレシオモンに迫るも、クロスアップしたアレスタードラモンとサブマリモンの攻撃によって倒され、捕獲された。
ジョーカーモン
声 - 高木渉
完全体・魔人型デジモン・ウィルス種。
デジモンランドの支配人。バコモンたちを使い、子供たちをデジモンランドへ集めていた。セフィロトモンと共にタギルたちを攻撃するが、バコモンによって阻止され、最終的にセフィロトモンと共に捕獲された。
セフィロトモン
声 - 岸尾だいすけ
デジモンランドの真のオーナー。デジモンランドのスペシャルアトラクション「超ハイスピード天空回転コースター」に扮しており、体内でアトラクションを楽しむ子供たちの笑いから力を得ていた。受けた攻撃を吸収し、同じ技を3倍にして返す能力を持つ。デジモンランドをさらに繁栄させる力を得るべくタギルたちを捕食しようとし、強大な力をもって襲い掛かった。しかし、バコモンによって子供たちの笑いの力を封じられると弱体化し、アレスタードラモンたちの攻撃で倒されタギルに捕獲された。
漫画版では第16話にてジュピターゾーンでの戦いでバグラ軍のデジモンとして4体登場している。

## ブルーフレア
キリハをジェネラルとするチーム。作中のテロップでは「青の軍」とも表記される（第1期のみ）。第2期ではバグラ軍を倒すためにクロスハートと協力している。
第3期では一部のデジモン（サイバードラモン、デッカードラモン、ゴーレモン、ガオスモン、ボムモン、ドラコモン）は登場していない。
グレイモン
声 - 草尾毅
成熟期・恐竜型デジモン・ウィルス種。
キリハの配下であるティラノサウルスタイプの恐竜型デジモン。ウィルス種の個体と同様に体色が青く、直立姿勢から恐竜らしい前傾姿勢になり、鼻先の角が金属の刃になり、2本の曲がった角の間には金属装甲、尻尾の先には刃が追加されるなど、デザインが若干異なっている。
一人称は「俺」。非常に無口で、主に唸り声をあげて話すなど凶暴な性格だが、それらはキリハのことを信じ、キリハの意思を信じたゆえでの行動や言動であり、裏切ったキリハの命令も信頼して実行するほどである。
また、一度命を救われたシャウトモンに対して借りを返そうとしたり、非力ながらもダークネスバグラモンに立ち向かおうとするドラコモンの姿に感化されるなど、情に厚く義理堅い面も持つ。シャウトモンのことは当初「ちび助」と呼んでいたが、第2期で行動を共にするようになってからは名前で呼ぶようになり、シャウトモンからは逆にメタルグレイモン時を含めて「グレイモンのオッサン」と呼ばれている。
第1期ではあまり喋ることはなかったが、第2期からは度々会話するシーンが増えている。
第2期第24話（通算第54話、第2期最終話）の最終決戦後はメイルバードラモンと共にデジタルワールドに帰還した。
経緯は不明だが、第3期ではメイルバードラモンと共にキリハのクロスローダーに戻っている。
メタルグレイモン
声 - 草尾毅
完全体・サイボーグ型デジモン・ウィルス種。
グレイモンとメイルバードラモンがデジクロスしたグレイモンの力とメイルバードラモンの装甲を兼ね揃えた戦術強化型形態。
従来のメタルグレイモンを意識したデザインではあるが、デザインが全く異なっている。メイルバードラモンの翼が反対向きになってメタルグレイモンの翼となり、尻尾にはメイルバードラモンの首と頭が付き、メイルバードラモンの尻尾（トライデントテイル）が左腕（トライデントアーム）となり、メイルバードラモンの背中のパーツが頭部となる。胸と足にも鎧が付いている。メイルバードラモンの足裏だった部分、尻尾があった部分、翼の8箇所の発射口、メイルバードラモンの頭部、胸のアーマーの合計13個所の発射口と追尾からビームである「ギガデストロイヤー」を発射する。
メタルグレイモン＋サイバーランチャー
完全体・強化型デジモン・ウィルス種。
メタルグレイモンとサイバードラモンがデジクロスした武装重火器形態。サイバードラモンが変形した強力な長距離砲「サイバーランチャー」を構える。
デッカーグレイモン
声 - 草尾毅
完全体・強化型デジモン・ウィルス種。
メタルグレイモンとデッカードラモンがデジクロスした強襲突撃形態。右腕にデッカードラモンの頭部が構成する砲塔を装備し、足はキャタピラと化している。多数の敵へ複数の必殺技を同時に使用することができ1体で軍団を相手に戦えるだけの力を持つ。
第1期でのみ登場し、第2期・第3期および漫画版では未登場。
ジークグレイモン
声 - 草尾毅
究極体・サイボーグ型デジモン・ウィルス種。
メタルグレイモンが超進化した姿。第2期第2話（通算第32話）にてドラゴンランドのデスジェネラルであるドルビックモンとの戦いで初登場。右腕と尾が「プラズマレールガン」、左腕が「トライデントファング」に変化した。周囲のものを一瞬で吹き飛ばす破壊力を備え、接近戦にも対応できるまでの機動力も持つ。
第13話（通算第43話）ではグラビモンに唆されたキリハの命令に従いオメガシャウトモンと戦ったこともあった。X7では右足と左肩、背中の翼を構成する。
メイルバードラモン
声 - 岸尾だいすけ
成熟期・マシーン型デジモン・データ種。
キリハの配下である猛禽タイプ飛行型のマシーン型デジモン。一人称は「俺」。キリハの腹心にして、彼の移動手段も兼ねる。凶暴なグレイモンに対し比較的冷徹な性格である。
序盤はグレイモンが登場しない分代わりにメイルバードラモンの台詞が多かったが、メタルグレイモンが登場してからは、メタルグレイモンにデジクロスしている状態が多いため会話するシーン自体は少なくなった。
第2期第24話（通算第54話、第2期最終話）の最終決戦後はグレイモンと共にデジタルワールドに帰還した。
経緯は不明だが、第3期ではグレイモンと共にキリハのクロスローダーに戻っている。
メイルバードラモン&ゴーレモンデジクロス形態
グリンゾーンで登場。メイルバードラモンとゴーレモンがデジクロスした形態。メイルバードラモンの尾にゴーレモンの上半身が追加されている。「トライデントテイル」でシャウトモンたちを蹴散らすが、すぐにクロスオープンされた。
サイバードラモン
声 - 草尾毅
完全体・エイリアン型デジモン・ワクチン種。
キリハの配下であるデジモン。従来とは姿や設定が全く異なる別の存在であり、種族もサイボーグ型からエイリアン型に変更されている。技の名前を叫ぶ以外、台詞はほとんど無い。キリハの命令には忠実で、第2期第13話（通算第43話）でタイキへの攻撃を止めようとしたデッカードラモンをゴーレモンと共に躊躇なく攻撃した。第24話（通算第54話、第2期最終話）の最終決戦ではドラコモンとデジクロスしサイバードラコモンになり、バグラ軍を相手に戦った。最終決戦後はゴーレモンとガオスモンとボムモンとドラコモンと共にデジタルワールドに帰還した。
アニメ『デジモンアドベンチャー:』では第28話で野生のデジモンとして登場している。
デッカードラモン
声 - 矢田耕司
成熟期・サイボーグ型デジモン・ウィルス種。
巨大なワニのような姿を持つサイボーグ型デジモン。一人称は「ワシ」で、老人のような口調で喋る。元々はフォレストゾーンに存在する伝説のデジモンで、普段は聖域の奥の祭壇の上で鎮座し、他者の強い“愛の心”（男女間の恋愛感情に限らず何かしらの強い心そのもの）に反応してその力を貸すと言われている。その力を得ようとしたトワイライトのダークナイトモンを拒絶したが、自身はキリハの心に強い愛を感じ、彼にコードクラウンを渡すと同時にブルーフレアに加入する。
第2期では暫く登場しなかったが、後に第10話（通算第40話）および第11話（通算第41話）でのゴールドランドで再登場し、第13話（通算第43話）でキャニオンランドのデスジェネラルであるグラビモンに唆されてタイキたちを襲うキリハに離反し、彼を目覚めさせるためにサイバードラモンやゴーレモンの攻撃を受けて負傷し、その後キリハがタイキたちを倒さなかったことで苛立ちを募らせたグラビモンの「グラビティー・バン」からタイキたちを守るために自ら身代わりとなったこと（その時にキリハを愛の戦士として認めた理由を語り、「家族からの愛情」が彼の背中を押し続けていたからであり、仲間の大切さを思い出したキリハが正気に戻っている）で命を落とし消滅したが、第24話（通算第54話、第2期最終話）でダークストーンがタイキの手に渡ったことでベルゼブモンと共に復活し、キリハと再会を果たした後に彼らを助け、最終決戦後は描写は無いもののベルゼブモンと共にデジタルワールドに帰還した。
漫画版では第11話でのキリハの紹介の1コマしか登場シーンが無い。
アニメ『デジモンアドベンチャー:』では第28話、第32話で野生のデジモンとして登場している。
デッカードラモン フロートモード
第2期第10話（通算第40話）および第11話（通算第41話）でのゴールドランドで登場。デッカードラモンが変形した姿で、他者を背中に乗せて航海することが可能。
ゴーレモン
キリハの配下であるデジモン。グリンゾーンで初登場し、メイルバードラモンとデジクロスし、「トライデントテイル」でシャウトモンたちを蹴散らすが、すぐにクロスオープンされ足蹴にされるなど使い捨ての強化パーツ程度の扱いをされていた。
第2期ではブルーフレアの雑兵として多数の個体が登場しドラゴンランドで全滅させられたかと思われたが、後にキャニオンランドで再登場し、デッカードラモン相手に戦い、第24話（通算第54話、第2期最終話）でユウが使い、クロスローダーでクロスハートのデジモンであるジジモンとチビカメモンとデジクロスし、ゴーレムジジカメモンになり活躍した。最終決戦後は描写は無いもののサイバードラモンとガオスモンとボムモンとドラコモンと共にデジタルワールドに帰還した。
漫画版では当初はレインゾーンでのトワイライトの雑兵として登場していたが、レインゾーンでの戦いの後に経緯は不明ながらクロスハートに加入した。
ガオスモン
成長期・爬虫類型デジモン・ウィルス種。
キリハの配下であるデジモン。多数おり、ブルーフレアの雑兵として存在している。第2期第24話（通算第54話、第2期最終話）でユウが使い、クロスローダーでクロスハートのデジモンであるポーンチェスモンズとデジクロスし、ポーンガオスモンになり活躍した。最終決戦後は描写は無いもののサイバードラモンとゴーレモンとボムモンとドラコモンと共にデジタルワールドに帰還した。
ボムモン
幼年期I・スライム型デジモン。
キリハの配下であるデジモン。多数おり、ブルーフレアの雑兵として存在している。最終決戦後は描写は無いもののサイバードラモンとゴーレモンとガオスモンとドラコモンと共にデジタルワールドに帰還した。
『デジモンアクセル』で初登場した従来のボムモンとはデザインが異なる。
ドラコモン
声 - 浦和めぐみ
第2期第1話（第31話）から登場。一人称は当初は「おいら」だったが、後に「僕」で統一される。元々はドラゴンランドのバグラ軍所属のデジモンであったが、嫌気が差して脱走し、追っ手に追い詰められたところをタイキとシャウトモンに助けられる。建造物の弱点を見破る能力を持つ。
ドラゴンランドの地下に逃走用の抜け道をたくさん掘っている。クロスハートのメンバーの救出時は、非力ながらも竜のプライドを持ってタイキたちに協力し、その姿を見たキリハの誇りを取り戻させた。その後、ドルビックモンを倒しドラゴンランドを解放した後はブルーフレアに加入した。第13話（通算第43話）ではデッカードラモンと共に裏切ったキリハを止めようとした。第24話（通算第54話、第2期最終話）の最終決戦ではサイバードラモンとデジクロスしサイバードラコモンになり、バグラ軍を相手に戦った。最終決戦後は描写は無いもののサイバードラモンとゴーレモンとガオスモンとボムモンと共にデジタルワールドに帰還した。
声優は日本語版では女性が担当していたが、英語版では男性が担当している。また、日本語版で声を担当した浦和は第3期第12話（通算第66話）にて登場したカツジの息子であるマサルも担当している。
ドラコモン&サイバードラモンデジクロス形態
第24話（通算第54話、第2期最終話）でサイバードラモンとドラコモンがデジクロスした形態。ドラコモンにサイバードラモンの装飾が追加され、体も少し大きくなっている。口から火を吹く攻撃で、バグラ軍を相手に戦った。
必殺技は「デスディバイダー」。
英語版での名称はCyberDracomon（サイバードラコモン）。
ヴォルクドラモン
第3期第14話（通算68話）で登場。ある南の島に出現した火山の如き体を持つ巨大な竜型デジモン。存在するだけでも周辺では火山活動のような現象が発生する。
時計屋のおやじが開催したハンティングゲームのターゲットおよび賞品とされ、このデジモンを狩らせるべくタギルやリョウマたちの他多数のハンターが集められた。非常にレアかつ強力なデジモンで、オメガシャウトモンとアレスタードラモンを遥かに圧倒するパワーを有しており、呼ばれたハンターのほとんどがあっさり棄権してしまったほどであったが、最後はキリハのジークグレイモンによって撃破、ハントされた。キリハはタギルに譲ろうとしたが、タギルがそれを固辞したため、そのままキリハが所有することになった。
ヴォルクドラモン&ツワーモンデジクロス形態
第14話（通算68話）終了後のミニコーナー「デジモン紹介コーナー」にて登場。ユウがクロスローダーを使用しツワーモンとデジクロスした姿で、外見上は変わりは無い。「デジ忍法 変わり身の術」で富士山に早変わりした。

## ハンターの所有デジモン
第3期より登場するクロスハートに関係しないデジモンハンターの所持デジモン。パートナーデジモンはテレビ朝日公式サイトの記述による。

### リョウマのチーム
それぞれ数多くのデジモンを捕獲しているが、劇中で召喚・捕獲が描写されたもののみを記述する。
リョウマのクロスローダー
サイケモン
声 - 櫻井孝宏
リョウマの所持するパートナーデジモン。登場する際は、基本的にアスタモンの姿のため登場は少ない。
アスタモン
サイケモンが超進化した姿。リョウマのチーム内では最強の力を持つとされている。クールな性格で、滅多に喋ることはない。しかし、その正体は、「クオーツモン」の端末の一部であり、リョウマを操る「黒幕」である。クオーツモンが最初にデジクオーツに引き込んだデジモンでもある。
クロスアップ
アスタモン&トリケラモンデジクロス形態
トリケラモンの頭部の意匠が現れた左手による打撃を行う。
アスタモン&ケルベロモンデジクロス形態
両肩と両足にケルベロモンのアーマーが追加され、炎による攻撃を行う。
ジャガモン
声 - 菊池こころ
ポテトチップスが嫌いなため、ポテトチップスを食べる人間たちを襲っていたデジモン。穴を掘って身を隠すため捕獲が難しく、ガムドラモンを苦戦させたが、サイケモンによって倒され、リョウマに捕獲された。
トリケラモン
リョウマの所持するデジモン。
ケルベロモン
リョウマの所持するデジモン。
レンのクロスローダー
ドラクモン
声 - 岸尾だいすけ
レンの所持するパートナーデジモン。人の心の闇につけ込み、願望を表面化させるかのような力を操る。さらにそれを応用して人間の強い欲望を極限まで高めてから吸収することで、パワーアップが可能となる。
ヤシャモン
ドラクモンが超進化した姿。二刀流で戦う。ドラクモンの時より好戦的な性格になり、口数も多くなる。
プテラノモン
レンの所持するデジモン。主に乗り物として使用されている。
ピコデビモン
レンが100体目に捕獲したデジモン。
アイルのクロスローダー
オポッサモン
声 - 白石涼子
アイルの所持するパートナーデジモン。一人称は「あたち」。アイルにとても懐いており、他のデジモンにアイルが興味を示すと自分をよくアピールし、可愛いと言われた自分以外のデジモンには嫉妬して敵意を見せている。
チョ・ハッカイモン
オポッサモンが超進化した姿。オポッサモン以上に性格が乱暴になり口調も変わる。豚の着ぐるみを着ており、三つのトゲが付いた鍬のようなものが武器。頑丈な頭部と怪力からアレスタードラモンには「石頭」、「馬鹿力」と言われた。可愛さはギリギリらしい。
クロスアップ
オポッサモン&キャンドモンデジクロス形態
強大な炎の弾を発射する。
キャンドモン
アイルの所持するデジモン。
パラサイモン
声 - 飛田展男
アイルの所持するデジモン。他のデジモンに寄生し、そのデジモンの能力を上げることができる。暴走すると、アイルの言うことも聞かなくなる。アイル曰く「キモかわいい」。
声を担当した飛田は第1期で登場したマッドレオモン（後にレオモンに転生する）を担当している。

### その他
時計屋のおやじのクロスローダー
クロックモン
声 - 丸山優子
時計屋のおやじに付き添う時計の形をしたデジモンで、ハントの観察を目的としている。時間を操る能力を持ち、歴代の戦士たちを呼び出す力を発揮した。第25話（第79話、第3期最終話）でデジタルワールドに引き戻されたが、最後はガムドラモン同様、再び時計屋のおやじと行動している。
声を担当した丸山は第1期から第2期で登場したモニタモンも担当している。また、第8話（通算第62話）では老婆の声も担当している。
ヒデアキのクロスローダー
ドーベルモン
声 - 橋詰知久
ヒデアキの所持するデジモン。素早い動きが特徴である。基本的に無口で言葉をあまり発さない。
バリドーベルモン
第8話（通算第62話）終了後のミニコーナー「デジモン紹介コーナー」にて登場。タイキがクロスローダーを使用しバリスタモンとデジクロスした姿で、バリスタモンは犬小屋になった。
ガネモン
声 - 龍田直樹
デジタルワールドからデジクオーツに落ちてきたデジモン。落ちた際に自分の仲間であるゼニモン（声 - 岸尾だいすけ）、コゼニモン（声 - 白石涼子）が散ってしまい困っていたところを、丁度レジを狂わせていたゼニモンたちをハントしていたタギルとヒデアキに出くわしたことで彼らの捕獲を手伝ってもらうよう要請する。実は金に汚く欲深い性格であり、ゼニモンたちを放って商店街から金を奪っていた張本人であった。金を体内に取り込むことでパワーアップすることが可能である。ゼニモンたちを巧みに操って攻防共に高い戦闘力を見せたものの、アレスタードラモンとドーベルモンのデジクロスの前に敗れ、ヒデアキにハントされる。ハントされた後は盗んだ金を全てゼニモンたちを使い元に戻していた。
キイチのクロスローダー
ロコモン
声 - 竹本英史
キイチの所持する機関車の形をしたデジモン。一人称は「私」。中にはドッグモンとパンプモン（声 - 赤羽根健治）が同乗している。
子供たちが喜んでくれるという理由で夜な夜なキイチと一緒に子供たちを乗せて世界旅行をしていたが、そのせいで乗客全員が寝不足になったことで問題となる。さらにレンの甘言に惑わされてスピード狂に目覚めて一度はレンのデジモンとなってしまうが、それが自分の本来の姿でないことに気づき改心する。その後はパラサイモンに操られて暴走するも、タギルの協力もあってガムドラモンがパラサイモンを引き離した後は怒りを爆発させて蒸気を最大まで上げてレン達を追い払った。そしてキイチの元へと帰り、その後は程度を弁えて旅行に出かけるようになった。世界中を飛び回れるため、時にはタギルたちのために外国へ向かうための交通手段になることもある。
声を担当した竹本は第2期で登場した元ブライトランドのデスジェネラルであったアポロモンの配下デジモンであるマルスモンも担当している。
ロコモン&ドルルモンデジクロス形態
第13話（通算第67話）終了後のミニコーナー「デジモン紹介コーナー」にて登場。タイキがクロスローダーを使用しドルルモンとデジクロスした姿で、ドルルモンはタイヤとなった。
ミズキのクロスローダー
サブマリモン
声 - 日比愛子
ミズキの相棒。背中に人を乗せて水中を高速で移動することができ、海底に潜る際は、ミズキを乗せている。ミズキには従順なようでダゴモンに操られた状態のミズキの命令通りプレシオモンを攻撃した。
サブマリモン&ジークグレイモンデジクロス形態
第19話（通算第73話）終了後のミニコーナー「デジモン紹介コーナー」にて登場。タギルがクロスローダーを使用しジークグレイモンとデジクロスした姿で、頭部がサブマリモン、下半身がジークグレイモンで構成されており、胸にジークグレイモンの頭文字である「ZG（英名である「Zeke Graymon」の略）」が刻まれている。
クロスアップ
サブマリモン&プレシオモンデジクロス形態
海を愛するミズキの心に力を貸したプレシオモンとサブマリモンがクロスアップした姿。クロスアップ・アレスタードラモンと共闘し、ダゴモンを倒すのに一役買った。

## 過去作のパートナーデジモン
デジモンアドベンチャー
アグモン⇒ウォーグレイモン⇒オメガモン
声 - 坂本千夏
太一のパートナーデジモン。アグモン状態のシルエットで登場した後、ワープ進化後の状態で本格的に登場。再登場した際はセイバーズのアグモンが空を飛んでいたことを羨ましがっていた。メタルガルルモンとの合体によってオメガモンに進化した。
メタルガルルモン⇒オメガモン
ヤマトのパートナーデジモンであるガブモンが進化した姿。ウォーグレイモンと融合してオメガモンとなった。
ガルダモン
空のパートナーデジモンであるピヨモンが進化した姿で、シルエットでの登場。
テントモン
声 - 櫻井孝宏
泉光子郎のパートナーデジモン。自分の素性を伝えないまま、合体（オメガモン）やジョグレス進化（インペリアルドラモン）・エンシェントスピリットエボリューション（スサノオモン）とそれぞれの進化の違いをアカリとゼンジロウに解説した。原作通り関西弁で話す。なお、パートナーの光子郎は未登場。
パルモン⇒リリモン
ミミのパートナーデジモンで、進化した姿であるリリモンはシルエットでの登場。
ゴマモン
声 - 竹内順子
丈のパートナーデジモン。他の仲間よりも出遅れたことを丈に伝えた。
エンジェモン
ヤマトの弟である高石タケルのパートナーデジモンであるパタモンが進化した姿で、シルエットでの登場。
エンジェウーモン
太一の妹である八神ヒカリのパートナーデジモンであるテイルモンが進化した姿で、シルエットでの登場。
デジモンアドベンチャー02
ブイモン⇒マグナモン⇒（エクスブイモン⇒パイルドラモン）インペリアルドラモン
大輔のパートナーデジモン。劇中では原作では失われたはずのマグナモンの姿で現れ、長時間の戦いによりブイモンの姿に戻ってしまうが、その後スティングモンとジョグレス進化してインペリアルドラモン（ドラゴンモード）へと進化、さらにファイターモードへの変形も行った。
アクィラモン
井ノ上京のパートナーデジモンであるホークモンが進化した姿でシルエットでの登場。
アンキロモン
火田伊織のパートナーデジモンであるアルマジモンが進化した姿でシルエットでの登場。
スティングモン⇒インペリアルドラモン
賢のパートナーデジモンであるワームモンが進化した姿。ブイモンとジョグレス進化してインペリアルドラモンになった。
デジモンテイマーズ
ギルモン⇒デュークモン
啓人のパートナーデジモン。啓人自身とのマトリクスエボリューションの一体化によりデュークモンへ進化、その後グラニと融合してクリムゾンモードにパワーアップした。
セントガルゴモン
李健良のパートナーデジモンであるテリアモンが進化した姿で、シルエットでの登場。
レナモン⇒サクヤモン
留姫のパートナーデジモンで、進化した姿であるサクヤモンはシルエットでの登場。
ジャスティモン
秋山遼のパートナーデジモンであるサイバードラモンが進化した姿で、シルエットでの登場。
ベルゼブモン
アイとマコトのパートナーデジモンであるインプモンが進化した姿で、シルエットでの登場。今回は『ベヒーモス』というバイクに搭乗している。クロスハートに所属しているベルゼブモンとは別個体。
グラニ
声 - 菊池正美
意思を持った箱舟「アーク」がパワーアップした生命体。デュークモンに力を貸した後、どこかへ飛び去っていった。
デジモンフロンティア
マグナガルルモン
正義の十闘士の一体でシルエットでの登場。源輝二がハイパースピリットエボリューションで闇・雷・鋼・水のスピリットの力で進化した姿。
フェアリモン
正義の十闘士の一体でシルエットでの登場。織本泉が風のヒューマンスピリットで進化した姿。
ブリッツモン
正義の十闘士の一体でシルエットでの登場。柴山純平が雷のヒューマンスピリットで進化した姿。
チャックモン
声 - 渡辺久美子
正義の十闘士の一体。氷見友樹が氷のヒューマンスピリットで進化した姿。原作と同様に拓也のことを「拓也兄ちゃん」と呼ぶ。
デジモンセイバーズ
アグモン⇒シャイングレイモン
声 - 松野太紀
大のパートナーデジモン。ウォーグレイモンと同じく、初登場時はアグモン状態のシルエットだった。原作と同じく、大を「アニキ」と呼んでいる。再登場の際はアグモン・バーストモード状態で大を乗せて空から登場し、「あのアグモンは空も飛べる」と太一のアグモンに驚かれていた。シャイングレイモンバーストモードも登場している。なお、喋ったのは第76話のみでありそれ以外では終始無言だった。
原作でのシャイングレイモンは掌に大を乗せるほどの巨大な体だったが、本作ではウォーグレイモンと同じくらいの大きさに縮小している。
レイヴモン
イクトのパートナーデジモンであるファルコモンが進化した姿で、シルエットでの登場。

## バグラ帝国
第1期から第2期における主な敵組織。デジタルワールドを支配しようと企む悪の帝国。正式名称は『新生帝国バグラ』。
後に改心し離脱した一部のデジモンは除き全滅したが、漫画版では改心し離脱したデジモンはおらず、一部の者は生存している。
バグラモン
声 - 草尾毅
究極体・魔王型デジモン・ウィルス種。
バグラ軍の皇帝。ダークナイトモンの兄で、究極の破壊の日「D5」の実現を目論む。一人称は「私」。
第29話ではソードゾーンの戦いの後に全てのコードクラウンを手にし、タイキたちを超次元ストームで人間界へと飛ばし、第2期ではデジタルワールドを七つの国へと再統合し、最後は第22話（通算第52話）でタイキたちが大魔殿に辿り着いた後、ダークストーンを体内に取り込み、D5を開始するまでになる。
次元を超えるほどの力でシャウトモンたちを圧倒するが、ダークナイトモンに裏切られ強制デジクロスによって肉体を乗っ取られてしまうが、続く第23話（通算第53話）でダークナイトモンの思惑を見抜いており（「上手くいかないことも見抜いていた」とのことで、実際その通りになった）、逆にダークナイトモンの肉体を吸収してダークネスバグラモンとなり、人間界へ侵攻する。
不完全な人間を滅ぼし世界を作り替えるという理想や信念を抱いていた。
ダークネスバグラモン
究極体・合成型デジモン・ウィルス種。
第2期第23話（通算第53話）から第24話（通算第54話、第2期最終話）で登場。バグラモンがダークナイトモンを取り込んだ形態。ダークナイトモンが取り込んだ姿とは異なり、バグラモンがメインとなった姿である。
向かってきたシャウトモンX7を発生させた障壁だけで合体解除し、そんな状況でも飛びかかってきたシャウトモンを消滅させた後、「エターナルダークメア」でクロスハートを全滅に追い込んだかに見えたが、デジメモリに宿ったウォーグレイモンとエグザモンの特殊空間に避難していて無事であった。その後、強大な力によって次元を越え、人間界へ侵攻し、クロスハートと最終決戦を繰り広げる。配下のデジモンたちを招集して差し向けるが、キリハ、ネネ、ユウの連続デジクロスでほとんどが倒され、デジメモリの力でダークストーンに侵入してきたタイキたちに対しては幻影を差し向けたが、シャウトモンとベルゼブモンが復活し、彼らの活躍でコードクラウンに戻ったダークストーンを奪い返されてしまう。一方、現実世界で戦っていた他のメンバーには、着弾すると怨念のような青い炎が発生し敵味方のデジモンを巻き込む「バルフィアイズ」の巨大な火災旋風で足止めしていたが、総攻撃によりこちらも消し止められた。コードクラウンがタイキたちに手を貸し、次々にデジモンたちが復活しただけでなく、デジタルワールド中から集結したデジモンたちがデジクロスしたシャウトモンX7：スペリオルモードに対し「弱者のデータの集まりだ」と侮蔑しながらも、それに対抗するためアストラルスナッチャーと現実世界の破片（瓦礫）を吸収し、同等の大きさを誇るメガダークネスバグラモンに巨大化するも、「ファイナルクロスブレード」による一撃を受け消滅した。
しかし完全に消滅したわけではなく、第3期で人間の老人である時計屋のおやじとして転生し、タイキの守ろうとした世界に興味を抱き、世界を救うために行動していた。詳細は時計屋のおやじの項を参照。
漫画版では未登場。

### 三元士
バグラ軍の最高幹部。バグラモンは最も多くのコードクラウンを集めた三元士を後継者に指名するとしており、互いに競い合いながら各地のコードクラウンを狙う。
後に第30話（第1期最終話）でタクティモン、第2期第18話（通算第48話）でリリスモンとブラストモンが倒され全滅した（ただし、バグラモンからは特に彼らの死を気にしていなかった模様）。
漫画版ではタクティモンは第19話で倒されたが、リリスモンとブラストモンが最後まで生存するという展開になっている。
タクティモン
声 - 島田敏
究極体・魔人型デジモン・データ種。
バグラ帝国が誇る三元士の一人にして最強の存在で、武人のような姿をしている。「蛇鉄封神丸」と呼ばれる無双の剣や背中に装備された「タネガシマ」という大砲を使用して戦う。
一人称は「私」で、「パーフェクト」という言葉を好み、失敗した部下には容赦がなく、本人曰く「失敗した部下に2度もチャンスを与えることは珍しい」というほどである。
「蛇鉄封神丸」は封印によって抜刀することができなくなっており、その封印はバグラモンしか解くことができない。
第29話ではソードゾーンにてタイキやキリハたちと闘い、封印を解いた「蛇鉄封神丸」で圧倒するもシャウトモンX5Bとデッカーグレイモンによって人間界へ飛ばされ、続く第30話（第1期最終話）ではそこでデジタルパワーを吸収し続け巨大化し、破壊の限りを尽くし荒れ狂ったが、最期はオメガシャウトモンに倒され、彼が人間界に遺した太刀である「蛇鉄封神丸」は第2期第22話（通算第52話）でバグラモンが人間界に侵攻するための鍵となった。
リリスモン
声 - 桑島法子
究極体・魔王型デジモン・ウィルス種。
三元士の一人で紅一点。一人称は「あたし」または「私」。鏡を介して他人を操る技「鏡の幻想」を使うなど、様々な術を使う。
高飛車な性格で、第13話でバリアを破れなかったブラストモンの配下であるスコピオモンをムゲンドラモンに吸収させるなど、冷酷非道な面が目立つ。
本人曰くキレると「爆発」してしまうようで、実際に爆発すると言動が激しくなり、周囲のデジモンたちを無理矢理合体させ強化・使役するようになる。
第2期ではブラストモンと共にデジタルワールド再統合後はデスジェネラルの台頭により、ランドの支配などの重要な任務からは外されている。休暇から復帰した後にはダークナイトモン直属の部下に配属され、ユウのダークネスローダーでブラストモン・イビルモンズと強制デジクロスし露出の多い格好となっている。その後はしばらく登場しなかったが、第16話（通算第46話）で再登場しブライトランドのヘルズフィールドにてベルゼブモンと戦うも、続く第17話（通算第47話）で敗れ、さらに続く第18話（通算第48話）では復讐を果たすためアポロモン・ウィスパードに唆され、彼の量産型ダークネスローダーでブラストモンと強制デジクロスし、魔獣リリスモンへと変貌し暴走するも、最期はベルゼブモンによって止めを刺されブラストモン共々消滅した。
漫画版ではブラストモンと共に最後まで生存し、悲劇的な最期を遂げたアニメ版とは逆の展開になった。
『デジモンカードゲーム』では原作設定の七大魔王とは別に、バクラ軍のタイプ特徴を持つ本作品設定のリリスモンが収録されている。
英語版での名称はLaylamon（レイラモン）。
魔獣リリスモン
第2期第18話（通算第48話）で登場。リリスモンとブラストモンがアポロモン・ウィスパードの量産型ダークネスローダーで強制デジクロスした姿。リリスモンが上半身、ブラストモンが下半身を構成している。意思はほとんどリリスモンになっている。ヘルズフィールドの負のパワーを宿しており、周囲を消滅させる能力を持つ。ヘルズフィールドにて全てを破壊するべく暴走するが、ベルゼブモンやシャウトモンX7の前に敗北し、最期はベルゼブモンによって止めを刺されブラストモン共々消滅した。
英語版での名称はEvilbeast Laylamon（イビルビーストレイラモン）。
ブラストモン
声 - 岸尾だいすけ
究極体・鉱物型デジモン・ワクチン種。
三元士の一人で宝石で出来た身体を持つ。一人称は「俺」または「俺様」。攻撃的な性格で、渋く重苦しい喋り方が特徴。また、オネエ口調になったり、関西弁になったりと、度々口調が変わる。タクティモンを「タクちゃん」（漫画版では呼ばない）、リリスモンを「リリたん」（第2期から。漫画版では「リリちゃん」）とあだ名で呼ぶ。また、変わった技名を付ける癖があり、キリハから「最悪のネーミングセンスだな」と言われた。
宝石を食料にしていて、特にダイヤモンドを好んでおり、ドルルモン曰く「宝石のことになると手が付けられない」らしく、サンドゾーンの宝をコードクラウンではなく宝石の一種だと思い込んでいた。
自身の体の破片から分身（顔こそ本人だが、体は痩せている）を作り出し、意志を乗り移らせて操る能力を持つ（漫画版ではその能力は使用しなかった）。
第26話でシャウトモンX5Bに敗れ、頭部だけとなり、所持していた全てのコードクラウンがクロスハートに奪われ、戦線離脱となった（本人曰く「体が元通りになるまで何百年も掛かる」らしいため）。
第2期では休暇から復帰した後にはダークナイトモン直属の部下に配属され、ユウのダークネスローダーでリリスモン・イビルモンズと強制デジクロスし鉄球型の武器となっている。その後は暫く登場しなかったが、第16話（通算第46話）で再登場しブライトランドのヘルズフィールドにてベルゼブモンと戦うも、続く第17話（通算第47話）で敗れ、さらに続く第18話（通算第48話）ではアポロモン・ウィスパードの助けを経て、彼の量産型ダークネスローダーでリリスモンと強制デジクロスしし魔獣リリスモンの下半身を構成したが、最期はベルゼブモンによって止めを刺されリリスモン共々消滅した。
漫画版ではリリスモンと共に最後まで生存し、悲劇的な最期を遂げたアニメ版とは逆の展開になった。
チーフデザイナーの渡辺けんじは、最初はサメ型のキャラを描くつもりだった。

### デスジェネラル
第2期で登場した新幹部で、再統合後のデジタルワールドの各ランドを支配する「七将軍」または「バグラ七将軍」と呼ばれるデジモンたち。ダークナイトモンから量産型ダークネスローダーを与えられており、強制デジクロスの力を操る。また、これを使用し配下デジモンと強制デジクロスを行い、ダークネスモードに強化する（行ったのはアポロモン・ウィスパード、ドルビックモン、ネオヴァンデモン、グラビモン、スプラッシュモンのみで、ザミエールモン、オレーグモンは除く）。なお、量産型ダークネスローダーにはそれぞれの軍団を表すマークがあり、このマークはバグラ軍のフラッグおよび彼らの体にも描かれている。
また、倒されると量産型ダークネスローダーが破壊される描写があり、描写があったのはネオヴァンデモン（シャウトモンDXの「ビクトライズバンキング」によって破壊された）、スプラッシュモン（倒された後に破壊された）のみ。
ドルビックモン、ネオヴァンデモン、ザミエールモン、グラビモン、スプラッシュモンはダークナイトモンに利用されていたことを悟り、グランドジェネラモン敗北と共にアポロモン・ウィスパードの後を追うように悲劇的な最期を迎えた。
オレーグモン、アポロモン（台詞は無し）は第24話（通算第54話、第2期最終話）でダークストーンがタイキの手に渡ったことで再び復活し彼らを助けた後、シャウトモンX7 スペリオルモードの一部になりダークネスバグラモンと戦い、最終決戦後は描写は無いもののデジタルワールドに帰還した（これにより、クロスハートに加入した期間は短かった）。
オープニング映像（海外版も含まれる）での登場順はドルビックモン、ネオヴァンデモン、ザミエールモン、グラビモン、スプラッシュモン、オレーグモン、アポロモンとなっている。
漫画版本編では登場しなかったが、単行本のカバー裏に収録されているオマケ漫画「ばぐら家の横顔 第0回」にて登場し、第2巻のカバー裏ではドルビックモン、ネオヴァンデモン、スプラッシュモン、オレーグモンが登場し（他のデスジェネラルであるザミエールモン、グラビモン〈2体共この時点では既に倒されている〉、アポロモン〈この時点ではオープニング映像での登場〉は登場していない）、ハンナモンによって集められ、登場しなかったことを怒っており、ドルビックモンが必殺技の1つである「ドラゴンブレストニックファイア」を繰り出し、作者の中島諭宇樹を攻撃した。続く第3巻のカバー裏では、それぞれの特性や属性に因んだ家事を担当しているが、ここではアニメ版とは違い戦う気は全く無い（ただし、アニメ版では復活後にアポロモン・ウィスパードの後を追うように悲劇的な最期を迎えたドルビックモン、ネオヴァンデモン、ザミエールモン、グラビモン、スプラッシュモンが生存するという展開になっている）。
公式設定では「ビッグデスターズ」という組織になっており、アポロモン以外の六人（ドルビックモン、ネオヴァンデモン、ザミエールモン、グラビモン、スプラッシュモン、オレーグモン）が所属している。
英語版での名称はDark Generals（ダークジェネラルズ）。
ドルビックモン
声 - 堀秀行
究極体・竜人型デジモン・ウィルス種。
第1話（通算第31話）から第2話（通算第32話）、第20話（通算第50話）から第21話（通算第51話）で登場。ドラゴンランドを支配するデスジェネラルで、「火烈（かれつ）将軍」または「火烈のドルビックモン」と呼ばれ、周囲の地形を操る能力を持つ。
基本カラーは赤、属性は炎、紋章は炎のエンブレム（バグラ軍のフラッグおよび量産型ダークネスローダーのマークも同様）、紋章の位置は両胸に配置。配下は竜型デジモンで統一されている。一人称は「俺」。
地の利を活かした戦いを得意とし、「徹底的に敵を追い、取り囲み、焼き尽くす」ことを必勝戦法としているが、竜哭の花の花粉を苦手とする弱点がある。
オメガシャウトモンを圧倒し、捕らえたクロスハートのメンバーを処刑しようとしたが、タイキたちに防がれた後、全ての配下デジモンたちを強制デジクロスさせ彼らに襲い掛かるが、キリハのメタルグレイモンが超進化を遂げたジークグレイモンの「ファイナルストライクス」を受け敗北し、捨て台詞を残して消滅した。
最終決戦でダークストーンの力により心を抜き取られた状態で復活する（抜き取られた心は他のデスジェネラルと同様にプリズンランドにある）。七人のデスジェネラルが強制デジクロスしたグランドジェネラモンには頭と胸が使用されている。
必殺技は「タイラントコルブラント」と「バーニング・ザ・ドラゴン」（技の表記は無い）と「ドラゴンブレストニックファイア」。
漫画版では「お料理将軍・中華のドルビックモン」になる。
ドルビックモン ダークネスモード
第1話（通算第31話）から第2話（通算第32話）で登場。ドルビックモンがファンロンモンや配下デジモンたちと強制デジクロスした形態。ほとんどファンロンモンとクロスした状態で登場している（日本語版では呼称されなかったが、海外版ではDorbickmon Darknessmode One（ドルビックモン ダークネスモード1）という名称になっている）。後に捕らえていたクロスハートのメンバーを奪還されてしまったことに対する怒りで、ファンロンモンだけでなく、全ての配下デジモンたちを強制デジクロスで取り込み大きな翼が生えた姿になった（この時は「変幻デジクロスだ！」と叫び、強制デジクロスを発動させた。日本語版では呼称されなかったが、海外版ではDorbickmon Darknessmode Two（ドルビックモン ダークネスモード2）という名称になっている）。
ネオヴァンデモン
声 - 黒田崇矢
究極体・アンデッド型デジモン・ウィルス種。
第3話（通算第33話）から第4話（通算第34話）、第20話（通算第50話）から第21話（通算第51話）で登場（また、それ以前に第1話（通算第31話）にてシルエットの状態で初登場している）。ヴァンパイアランドを支配するデスジェネラルで、「月光（げっこう）将軍」または「月光のネオヴァンデモン」と呼ばれ、不死の力を持つ。
基本カラーは紫、属性は闇、紋章は三日月のエンブレム（バグラ軍のフラッグおよび量産型ダークネスローダーのマークも同様）、紋章の位置は胸に配置。配下は堕天使型デジモン（公式設定ではアンデッド型デジモン）で統一されている。一人称は復活前は主に「私」を使用していたが、復活後は「俺」も使用。
タイキたちが城に潜入してくることは予測済みであり、タイキのクロスローダーを奪い、棺桶から起床するという余裕に満ちた登場を披露した。その後ロップモンにクロスローダーを奪い返され、城のバリア装置を破壊されても戦況は変わらず、シャウトモンX5と交戦し、「メテオインパクト」を受け止め、「ナイトメアレイド」で彼のエネルギーを吸い取り、配下デジモンであるレディーデビモン、デビモンたちと強制デジクロスすることでダークネスモードとなり、さらにメタルグレイモンを強制デジクロスさせキリハを驚愕させ、戦意を一時喪失させた。その後、メタルグレイモンを奪還するためにタイキたちが地下神殿に突入し、シャウトモンと白のロップモンに覚醒しかけていたロップモンを取り込み一時は優位に立ったと思われたが、白いロップモンの力によって強制デジクロスが解け、最初に強制デジクロスした姿（ダークネスモード1）に戻る。その際不死の力の源であったロップモンたちを失い、新たに誕生したシャウトモンDXの「トライデントジャスファング」と「ビクトライズバンキング」を受け敗北し、量産型ダークネスローダーを破壊されるも、身体の大部分を失いながらも頭部だけで生き残っていたが、潜んでいたベルゼブモンに踏み潰され、情けない断末魔を上げて消滅した。
最終決戦でダークストーンの力により心を抜き取られた状態で復活する（抜き取られた心は他のデスジェネラルと同様にプリズンランドにある）。七人のデスジェネラルが強制デジクロスしたグランドジェネラモンには左腕と翼が使用されている。
得意技は「ナイトメアレイド」と「ブラッディストリームグレイド」。必殺技は「ギャディアックレイド」。
漫画版では「お料理将軍・イタリアンのネオヴァンデモン」になる。本作品では瞳のハイライトは独自のものになっている。
英語版での名称はNeoMyotismon（ネオミオティスモン）。
ネオヴァンデモン ダークネスモード
第3話（通算第33話）から第4話（通算第34話）で登場。ネオヴァンデモンが配下であるレディーデビモン、デビモンたちと強制デジクロスした形態。翼が大きくなり、肩には髑髏のマークがついている（日本語版では呼称されなかったが、海外版ではNeoMyotismon Darknessmode One（ネオミオティスモン ダークネスモード1）という名称になっている）。戦闘力は段違いに上がり、必殺技が強化された。さらにメタルグレイモンと強制デジクロスした際には翼は禍々しく変化し、左腕はトライデントアームのような形になり、蛇のようになった下半身の先にはメタルグレイモンの頭部がついている姿に変貌した（日本語版では呼称されなかったが、海外版ではNeoMyotismon Darknessmode Two（ネオミオティスモン ダークネスモード2）という名称になっている）。
必殺技は「ギャディアックレイド」の強化版である「ギガギャディアックレイド」。
ザミエールモン
声 - 矢尾一樹
完全体・魔人型デジモン・データ種。
第5話（通算第35話）から第6話（通算第36話）、第20話（通算第50話）から第21話（通算第51話）で登場（また、それ以前に第1話（通算第31話）にてシルエットの状態で初登場し、英語版では喋っている）。ハニーランドを支配するデスジェネラルで、「木精（もくせい）将軍」または「木精のザミエールモン」と呼ばれ、通常のデジモンよりも遥かに小さい体を持ち、高速移動ができる。デジモンの負のエネルギーから生まれるデジハニーが好物で、メルヴァモンとイグニートモンの姉弟を戦わせるなど性格は残忍である。
基本カラーは緑、属性は木、紋章は木の葉のエンブレム、紋章の位置は両肩に配置。バグラ軍のフラッグおよび量産型ダークネスローダーのマークは木のエンブレム、紋章の位置は胸に配置。配下は昆虫型デジモン（公式設定では妖精型デジモンと植物型デジモン）で統一されている。一人称は基本的には「私」だが、最期のみ「俺」（復活後は使用しなかった）で、「ひゃっひゃっ」と笑うのが特徴。
また、量産型ダークネスローダーを使用し、自身に強制デジクロスを行うことは無く、配下のグランディスクワガーモンに使用した。
実は巨大な体の持ち主であるが、あまりに巨大で強すぎるために敵をすぐ倒してしまうという理由から、デジハニーを摂取することで小さな体になっていた。また、巨大な体になっても高速移動ができる。
タイキたちをハニー遊園地に招待し、スノードーム型のアイスアトラクションで3分間逃げ切るよう課したり、スモールマウンテンでは溶岩地帯を5分間駆け抜けさせ、観覧車を射的場がわりにしたりと彼らを甚振っていたが、キリハたちがデジハニーの貯蔵庫を制圧するための時間稼ぎをされていたことに気付き、彼らの作戦によりデジハニーを摂取できなくなったが、巨大な体こそ自身の本気の姿だと言った後はシャウトモンX4とジェットメルヴァモンの二人掛かりを相手にし、さらに駆け付けたメタルグレイモン相手でも余裕の表情を見せ、さらにシャウトモンDXをも圧倒し「ザ・ワールドショット」で止めを刺そうとした際に、ジェットメルヴァモンが破壊した観覧車を避けた時に高速移動直後の一瞬の隙を突かれてシャウトモンDXの「ブレイブビートロックダブルクロス」を受け敗北し、消滅した。
最終決戦でダークストーンの力により心を抜き取られた状態で復活する（抜き取られた心は他のデスジェネラルと同様にプリズンランドにある）。七人のデスジェネラルが強制デジクロスしたグランドジェネラモンには腹と尾が使用されている。
得意技は「アローランス」（技の表記は無い）と「タービュランスアロー」。必殺技は「ザ・ワールドショット」。ただし、公式設定での得意技である「スナイプヘッドショット」と「ボウカッター」と「フットショット」は未使用。
漫画版では「耳かき将軍・梵天のザミエールモン」になる。
スプラッシュモン
声 - 緑川光
完全体・水棲獣人型デジモン・ウィルス種。
第8話（通算第38話）から第9話（通算第39話）、第20話（通算第50話）から第21話（通算第51話）で登場（また、それ以前に第1話（通算第31話）にてシルエットの状態で初登場し、喋っている）。サイバーランドを支配するデスジェネラルで、「水虎（すいこ）将軍」または「水虎のスプラッシュモン」と呼ばれ、水を操り、自在に姿を変えることができる。また、自身の身体の一部から「ドリッピン」を作り出す能力を持つ。
基本カラーは水色と白、属性は水、紋章は黒と白の中に青が入っている三重丸型のエンブレム、紋章の位置は爪先に配置。バグラ軍のフラッグおよび量産型ダークネスローダーのマークは雫のエンブレム、紋章の位置は肩と手の甲と爪先に配置。配下はサイボーグ型デジモンで統一されている。一人称は「私」。
また、クロスハートのメンバーがドリッピンを服用した時の効果を妄想して（赤のドリッピンを服用した時の喧嘩、桜色ドリッピンを服用した時の自分に見惚れる姿をする妄想）面白がる一面も持つ。
部下さえも信じることができず、サイバーランドのバグラ軍は全てドリッピンに操られた人形のデジモンであり（そのため、シャウトモンたちに倒されても消滅しなかった）、タイキたちがサイバーランドに訪れる以前にドリッピンを使ってこの国の住民デジモンたちを争わせ全滅させた策略家でもある。
タイキたちから負のエネルギーを引き出すべく、赤や桜色のドリッピンを用いて罠を仕掛けるが、ドルルモンに悉く阻止され、罠の存在に勘付かれると、それを機に動き出し次々と彼らの姿に変身し（この時にスプラッシュモンの顔の模様があることが特徴）、絆を断とうとする作戦を立てる。手始めにキュートモンの姿に変身して彼を捕らえ、この時に彼から必殺技である「ドリルバスター」や「ドルルトルネード」を食らうが、液体の体を貫通するだけで無傷だった（わざとやられた素振りもした）。その後、ドルルモンの姿に変身しメタルティラノモン（偽物）の軍団を操り襲わせ、タイキたちとネネを分断させ、ジェットメルヴァモンの攻撃を受けるも正体を現し、「ハイドロプレッシャー」で彼女を負傷させ、ネネが戻した後にクロスローダーを黒色ドリッピンに奪わせ、さらに檻に変形させ彼女を檻に捕らえる（その後、ドルルモンとキュートモンとリボルモンが駆け付け、リボルモンの「ジャスティスブリット」で檻を破壊し彼女を救出した）。その後はネネの姿に変身し、タイキたちに腕を負傷しドルルモンが攫われたことを唆し、黒色ドリッピンが潜んでいるビルに入らせ爆殺したと思わせた後にタイキの姿に変身し、キリハにネネたちが攫われたことを唆し、倉庫に案内した後に腹を痛めてしまう素振りを行うも、彼の行動を怪しんだキリハによってデジメモリ型の小型爆弾を掴まされて正体を見破られ、その際に「ビードラウン」でキリハを始末しようとするが、ドルルモンの「ドリルバスター」によって事なきを得ており、さらに奪ったネネのクロスローダーもリボルモンに奪還され（その後は描写は無いものの、リボルモンはネネにクロスローダーを返却した）、爆殺したと思っていたタイキたちもバリスタモンの作ったハリボテのおかげで難を逃れ、既に企みに勘付いていた彼らは密かにリボルモンをリロードし、本拠地に潜入したキュートモンに同行させてドルルモンの救出を行わせていた。その後、タイキたちにこの国を一人で動かしていたと指摘された後に動揺し、量産型ダークネスローダーを使用し、強制デジクロスを行った。
虎のような真の姿を現した水の身体は打撃や衝撃、光線の攻撃を防ぐが、蒸発だけは防げず、これにより、シャウトモンDXの「ブレイブビートロックダブルクロス」を受け敗北し、徐々に蒸発した後に消滅し、量産型ダークネスローダーを破壊された。
最終決戦でダークストーンの力により心を抜き取られた状態で復活する（抜き取られた心は他のデスジェネラルと同様にプリズンランドにあるが、元の人型の姿をしている（原理は不明））。復活後は真の姿をしているため、七人のデスジェネラルが強制デジクロスしたグランドジェネラモンには下半身が使用されている。
得意技は「ハイドロプレッシャー」と「ビードラウン」。ただし、公式設定での得意技である「ポイゾナスフォース」は未使用。
漫画版では「洗濯将軍・漂白のスプラッシュモン」になる。
後のアニメ『デジモンゴーストゲーム』では第27話で登場。ただし、本作品では変身能力の披露やドリッピンを召喚せず、真の姿になることはなかった。声は三浦祥朗が担当。
スプラッシュモン ダークネスモード
第9話（通算第39話）、第20話（通算第50話）から第21話（通算第51話）で登場。スプラッシュモンが全てのドリッピンを吸収・強制デジクロスを行い巨大化し（海外版ではSplashmon Darkness Mode One（スプラッシュモン ダークネスモード1）という名称になっている）、さらにスーツを脱いで虎のような真の姿を現す（巨大化した際に「この姿は窮屈で、脱いでいた方が動きやすい」という理由で真の姿になった。海外版ではSplashmon Darkness Mode Two（スプラッシュモン ダークネスモード2）という名称になっている）。
必殺技は「タイガータイフーン」。
アニメ『デジモンアドベンチャー:』では第21話で登場。本作品では喋らず（ただし、虎の咆哮や唸り声はある）、人型の姿は披露されなかった。
ドリッピン
第8話（通算第38話）から第9話（通算第39話）で登場。スプラッシュモンが作り出したスライムのような姿をした水の精霊。
他人を信用できなくなる作用を持つ赤のドリッピン、自分に見惚れさせ腑抜けにする作用を持つ桜色ドリッピン、痺れの作用を持つ黄色のドリッピン（液体状態での登場）、人形を操る瑠璃色ドリッピンや緑色のドリッピン（緑色は液体状態での登場）、大爆発を起こしたり、檻に変形し、さらに人形を操る黒色ドリッピン、第9話（通算第39話）で「ビードラウン」を発動した際には紫色のドリッピンが登場している。
ホエーモンの内部にいた少女であるルカはクロスハートのメンバーと親しく接するが、実は彼らを貶めるために送り込まれ瑠璃色ドリッピンが操った人形であった。
英語版での名称はSplashers（スプラッシャーズ）。
オレーグモン
声 - 塩屋浩三
究極体・海獣型デジモン・ワクチン種。
第10話（通算第40話）から第11話（通算第41話）、第20話（通算第50話）から第21話（通算第51話）、第24話（通算第54話、第2期最終話）で登場（また、それ以前に第1話（通算第31話）にてシルエットの状態で初登場し、喋っている）。ゴールドランド（再統合前はゴールドゾーンだった）を支配するデスジェネラルで、「金賊（きんぞく）将軍」または「金賊のオレーグモン」と呼ばれ（第9話（通算第39話）の次回予告（第10話（通算第40話）予告）後の提供時の煽り文では「海賊将軍」とも呼ばれた）、「金賊団」と呼ばれる海賊団を結成しており、普段は「金賊号」と呼ばれる海賊船で航海している。他のデスジェネラルと違って部下からの信頼も厚く、またタイキたちの能力と仲間を大事にする性分を見抜いてスカウトしたり、敵の戦略に賞賛を送ったりとその度量の深さが窺える。性格は陽気かつ豪快で、デスジェネラル内では珍しく仲間を大事な存在と謳っており仲間思いの性格も持ち合わせているため、その想いも本物である。そのため量産型ダークネスローダーを使用し、自身に強制デジクロスを行うことは無かった（ただし、洗脳したシャウトモンとドルルモンをデジクロスさせ、ドルルキャノンを使用した）。ただし、敵に対しては冷酷かつ残酷な一面も持ち（第11話（通算第41話）での本人曰く「悪党だから」）、近隣の村を容赦無く襲撃したり、デジモンたちへの洗脳も辞さない残酷な性格でもある。また、バリスタモン（元はダークボリューモン）を作った張本人でもある。武器は連結が可能な「デュアルトマホーク」と呼ばれる超重量の双斧。体中に宝箱を持ち、デュアルトマホークの他にも「スルト」と「ヨルムンガンド」という魔人を収納している。
基本カラーは金色、属性は音波、紋章は鍵型のエンブレム、紋章の位置は胸に配置。バグラ軍のフラッグおよび量産型ダークネスローダーのマークは光芒（四芒星）のエンブレム、紋章の位置は両肩の側面に配置。配下は水棲獣人型デジモン（公式設定では水棲型デジモンと海獣型デジモン）で統一されている。一人称は「俺」または「俺様」。
初登場時には少しふざけた態度を見せたり、他にも笑顔を見せたり、左目をウインクするといった仕草も見せ、敵でありながらコミカルな一面も見せていた。また、超重量級の鎧で覆われているため海に入ると沈んでしまうが、スルトとヨルムンガンドを呼び出し引き揚げることでカバーされている。
「ガッポガッポ！ ビバ、オレーグナ！」（本人曰く「聞けば誰でも俺様に跪くこの国の魔法の呪文」）という掛け声があり、この能力でクロスハートのデジモンたちを手に入れることを画策し、まんまとシャウトモンたちを洗脳する（操られたデジモンは目が渦巻状になり、前述の掛け声を呪文のように連呼するようになる。また、一部のデジモンは性格が変わってしまう（ただし、直属の部下に関しては行っていない）。また、バリスタモンにはこの洗脳が全く効かず、ワイズモンはマシーン型だから音波の効果が薄いと勘違いしていた。キリハ曰く「マシーンボディに近い」デジモンのサイバードラモンがあっさり洗脳されていたためそれは間違いだった。しかし、偶然にも一瞬洗脳が解け見切ったシャウトモンのマイクが角に当たったことで正体が露呈し、頭部にある4本の角から特殊な音階を使用・自分のデジパワーを増幅し、空間を振動させ、デジモンのプログラムを書き換えるというものであり、タイキの策（バリバステモンの「ソニックダンシング」で救出した）により仲間の洗脳を一旦解除されてしまうが、それも策の内でバリスタモンを手に入れることに成功し、彼をダークボリューモンに再覚醒させた上にタイキを捕らえ（その後は描写は無いものの、仲間を再度洗脳した）、さらにネネを人質に取るが、キリハたちによって救出されたことやダークボリューモンがバリスタモンに戻ったことで形勢逆転され、再度洗脳した仲間をシャウトモンのシャウトをバリスタモンが増幅する形で解除され、戦闘ではシャウトモンX4Sと互角に戦うが、仲間を次々と倒されていき（デプスモンとマリンデビモンたちはメタルグレイモンの「ギガデストロイヤー」、マーメイモンはジェットメルヴァモンの「スパイシーハードラヴ」で倒された）、最後は自らがバリスタモンに付けた機能を逆に利用され敗北し、潔く負けを認め、タイキたちの仲間の絆の強さを称え、彼らを激励し、豪快に笑いながら消滅した。
最終決戦でダークストーンの力により心を抜き取られた状態で復活する（抜き取られた心は他のデスジェネラルと同様にプリズンランドにある）。七人のデスジェネラルが強制デジクロスしたグランドジェネラモンには右腕が使用されている。プリズンランドでは第21話（通算第51話）にて当初はタイキと敵対する姿勢を取っていたが、全く仲間意識の無い他のデスジェネラル六人（アポロモン・ウィスパード、ドルビックモン、ネオヴァンデモン、ザミエールモン、グラビモン、スプラッシュモン）と仲間を身を呈して守ろうとするタイキたちを見て比べ、彼らに共感し、悪党をやめて改心し、彼らに反旗を翻し、バグラ軍を裏切り、その後アポロモン・ウィスパードとの分離で復活したアポロモンからデスジェネラルを復活させるリヴァイブサーキットの破壊を託され、彼の「ソルブラスター」でタイキたちと共にプリズンランドから脱出するが、リヴァイブサーキット破壊の際にグランドジェネラモン（劣化版）の攻撃を受け、致命傷を負い、破壊後もシャウトモンX7を援護したが、勝利後に力尽き、人格が消滅した彼の後を追うように再び消滅した。
得意技は「デュアルトマホークブーメラン」（第11話（通算第41話）では連結して使用することもあった）。必殺技は「バイキングヴュッフェ」（後にアニメ『デジモンアドベンチャー:』で再登場した際は未使用） と「ドリームカムズトゥルー」（技の表記は無い）。ただし、公式設定での必殺技である「エイジオブディスカバリー」は未使用。
漫画版では「お料理将軍・バイキングのオレーグモン」になる（バイキング〈海賊〉繋がりから）。
アニメ『デジモンアドベンチャー:』では第60話、第64話、第67話（最終話）で登場（担当声優の塩屋は同作品ではトノサマゲコモンも担当している）。ただし、声があったのは第60話のみで、本作品ではスルトとヨルムンガンドの召喚は行わなかった。
スルト、ヨルムンガンド
声 - 岸尾だいすけ（スルト）、櫻井孝宏（ヨルムンガンド）
第11話（通算第41話）で登場。オレーグモンの両肩の宝箱に収められている龍に似た姿を持つ魔人。
左肩に入っているスルト（赤い体に目は薄緑色になっており、頭部に2本の角がある）は陽気な性格でラッパーのように喋り、1つだけ願いを叶えてくれる。一人称は「ミー」。右肩に入っているヨルムンガンド（青い体に目は赤色になっており、背中に龍のヒレがある）は陰気な性格でネガティブな口調で喋り、必要以上のことは口にしない。一人称は「私」。二人共バリスタモンによって異次元へと飛ばされてしまい、その後の消息は不明になっている。
グラビモン
声 - 中原茂
完全体・種族不明のデジモン・ウィルス種。
第12話（通算第42話）から第14話（通算第44話）、第20話（通算第50話）から第21話（通算第51話）で登場（また、それ以前に第1話（通算第31話）にてシルエットの状態で初登場している）。キャニオンランドを支配するデスジェネラルで、「土神（どしん）将軍」または「土神のグラビモン」と呼ばれ、背部に計8本の触手を使用して重力を操ることができる。また、それぞれの触手から重力を操る光線を発射することができ、重力爆弾も使う。デスジェネラル一の策士および策略家で、自陣には玉座を構え、いかなる事態においても余裕な態度を崩さない。城塞は中華風で、宝物庫にはトロイの木馬じみた彫像や刀剣、コインなどが収蔵されている。
基本カラーは銀色、属性は重力、紋章は十字架のエンブレム、紋章の位置は太股に配置。バグラ軍のフラッグおよび量産型ダークネスローダーのマークは地割れのマーク、紋章の位置は胸に配置。配下は聖獣型デジモンで統一されている。一人称は「私」。
護衛のアヌビモンをメイルバードラモンとグレイモンに屠られ、生身で突っ込んできたキリハを触手で捉えようとしたが、伏兵として召喚したサイバードラモンによって逆に自分が拘束されてしまい、ジークグレイモンに倒されたかのように見えたが、実はクロスハートを引き付けるための囮であり、ケンタルモンとサジタリモンの軍勢を展開して彼の作戦の裏を突き敗北に追い込んだだけでなく捕らえた彼の心の闇を刺激し、バグラモン直々の推薦だと称してデスジェネラルに加わるよう揺さぶりをかけ唆し、続く第13話（通算第43話）でタイキたちと戦わせたが、デッカードラモンの叫びもありキリハを手駒にすることには失敗し、結果として「グラビティー・バン」でデッカードラモンを殺害し、それがきっかけでシャウトモンX7が新たに誕生し、さらに続く第14話（通算第44話）で圧倒され、「クロスバーニングロッカー」により一度は死にかけたが、コアを自在に移動できる能力でタイキの左腕にコアを埋め込む。触手から再生した後は城の中で偵察を行っていたハイビジョンモニタモンを人質に取り、一騎打ちを申し出た上にクロスハートがグレイテストキュートモンを囮に使っていることも承知済みであり、城の中にはウェンディモンやアヌビモンを配置して迎撃させるという隙のなさを見せた。何度倒されても余裕の態度を見せ、強制デジクロスでダークネスモードと化し、圧倒的なパワーとスピードでX7を指揮しているキリハごと圧倒し、タイキを人質に取って再びキリハに揺さぶりを掛けたが、殺すことができず降伏することを選び、その証としてクロスローダーを渡せと要求するも、「負け犬の癖に目が死んでいないところが気に食わない」という理由で「オクタグラビティ」で殺そうとしたが、その際にタイキが自ら囮になったことで慌ててコアを脱出させるも（タイキとキリハは攻撃が当たる寸前にメルヴァモンが助けたため、無事であった）、その隙にX7の「ダブルフレアバスター」（技の呼称は無い）を受け敗北し、再生および移動を無力化し撃ち落とされ、キリハにコアを握り潰されて消滅した。
最終決戦でダークストーンの力により心を抜き取られた状態で復活する（抜き取られた心は他のデスジェネラルと同様にプリズンランドにある）。七人のデスジェネラルが強制デジクロスしたグランドジェネラモンには右腕と触手が使用されている。
得意技は「オクタグラビティ」。必殺技は「ハイグラビティープレッシャー」と「グラビティー・バン」。
漫画版では「お料理将軍・土鍋のグラビモン」になる。
アニメ『デジモンアドベンチャー:』では第61話、第64話で登場。その時は『クロスウォーズ』の個体とは違い、善良なデジモンになっている。ただし、声があったのは第61話のみ。
グラビモン ダークネスモード
第14話（通算第44話）で登場。グラビモンが配下デジモンたちと強制デジクロスした形態。肩にヒポグリフォモン、腰にサジタリモン、太股にケンタルモン、脚にケルベロモンのパーツが合わさり、頭部からクロスモンとサンダーバーモンを合わせた翼が生えている。シャウトモンX7を翻弄する戦闘力を持つ。
アポロモン
声 - 田中秀幸
究極体・神人型デジモン・ワクチン種。
第15話（通算第45話）、第19話（通算第49話）から第21話（通算第51話）、第24話（通算第54話、第2期最終話）で登場（また、それ以前に第1話〈通算第31話〉にてシルエットの状態で初登場している）。ブライトランドを支配するデスジェネラルで、「日輪（にちりん）将軍」または「日輪のアポロモン」と呼ばれ、正義の心を持つ。
基本カラーはオレンジ（橙色）、属性は太陽、紋章は太陽（日食）のエンブレム（バグラ軍のフラッグのマークも同様）、紋章の位置は火球に配置。配下は獣型デジモンで統一されている。一人称は「私」。
住民を罰するたびにその償いとして自分自身を傷つけていき、結果として右腕はほとんど動かなくなっている。実力は確かだが、バグラモンには及ばないため、他のデスジェネラルを倒して自身の元へ辿り着く強い戦士の登場を心待ちにしていた。配下のデジモン（セトモン、マルスモン）との戦いでタイキの実力を確かめ、彼らと共にバグラモン討伐に乗り出そうとするが、キリハやネネからは信用されず一蹴され、クロスハートとブルーフレアが揉めている中で、暴発したメタルグレイモンの「ギガブラスター」からタイキを守ったことや前述の出来事を語ったことでその誇りと気高さを認められる。しかし、ユウの乱入によってもう一つの人格であるウィスパードが目覚めてしまい、体を乗っ取られ、正真正銘の悪のデスジェネラルになってしまうが、第19話（通算第49話）でヘルズフィールドでの戦いを経てブライトランドに戻ってきたタイキたちとの死闘の末に意識はわずかに残っており、自身が傷つけた動かない筈の右腕で放とうとした左腕の動きを抑制し、その際に彼らに「倒してほしい」と懇願するように微笑み、彼の支配から解放され、彼らに未来を託して消滅した。
最終決戦でダークストーンの力により心を抜き取られた状態で復活する（抜き取られた心は他のデスジェネラルと同様にプリズンランドにあるが、ウィスパードが存在している）。復活後は右腕の傷が修復している。七人のデスジェネラルが強制デジクロスしたグランドジェネラモンには左腕と背中の飾りが使用されている。第21話（通算第51話）でウィスパードがデスジェネラルのあり方に疑問を持ったことで、彼と分離し、彼の「アロー・オブ・ウィスパード」を修復した右腕で受け止め、「フォイボス・ブロウ」で彼を葬った。その後、デスジェネラルを復活させるリヴァイブサーキットの破壊を正義に目覚めたオレーグモンに託し、「ソルブラスター」でタイキたちと彼をプリズンランドから脱出させるも、直後に他のデスジェネラル五人（ドルビックモン、ネオヴァンデモン、ザミエールモン、グラビモン、スプラッシュモン）の一斉攻撃を受け、プリズンランドからタイキたちと共に帰還した彼に先んじて引導を渡される格好で再び消滅した。
得意技は「アロー・オブ・アポロ」。必殺技は「フォイボス・ブロウ」と「ソルブラスター」（技の表記は無い）。
漫画版では「録画将軍・深夜アニメのアポロモン」になる。
公式設定ではオリンポス十二神族に所属するデジモンだが、本作品ではデスジェネラルに所属している。
アポロモン・ウィスパード
声 - 田中秀幸
第15話（通算第45話）から第21話（通算第51話）まで登場（第20話（通算第50話）ではアポロモンの体を借り喋っていたが、本人は喋らなかった）。アポロモンの離反を恐れたバグラモンとダークナイトモンが密かにプログラムしていたアポロモンのもう一つの人格で、光り輝く太陽の中にある暗黒の黒点のごとき闇の人格であり、「ウィスパード」とも呼ばれる。
基本カラーは青と黒、属性は暗黒、紋章は黒い太陽（日食）のエンブレム（バグラ軍のフラッグおよび量産型ダークネスローダーのマークも同様）。紋章の位置と配下はアポロモンと同様。一人称は「俺」または「俺様」。
ずっと目立たないように裏に潜んでおり、アポロモン本人もその存在に気付いていなかったが、第15話（通算第45話）でユウによって表面化し、アポロモンの体を乗っ取る。その後、セトモンを含めた自分の部下を率いてヘルズフィールドでユウと合流し、連合軍との戦いとなるが、ほとんどは部下に任せ自分から戦ったのはせいぜいデッドリーアックスモンと強制デジクロスしてアポロモン ダークネスモード（ウィスパード）となりメタルグレイモンに一撃を加えた程度で、ユウが強制デジクロスを発動した時には、自分が巻き込まれないためにあっさり逃げ、第18話（通算第48話）でリリスモンとブラストモンを強制デジクロスさせ魔獣リリスモンに変貌・暴走させるなどして、ダークナイトモンを結果的に亡き者にしようと企んだ。その最中にタイキたちよりも先にブライトランドに帰還し、続く第19話（通算第49話）でその悪行を悔やむアポロモンを嘲笑うかのように住民のデジモンを攻撃しようとするが、ヘルズフィールドから戻ってきたタイキたちが駆け付けたことで失敗に終わる。そして、彼らを動揺させるためにアポロモンの姿をして戦うも、迷いを断ち切ったタイキには通用せず、逆に追い詰められる。最後は最終奥義である「嘆きの太陽」でブライトランドを消滅させようとしたが、微かに残っていたアポロモンの意識に彼が傷つけた動かない筈の右腕で放とうとした左腕の動きを抑制され、驚愕している隙にシャウトモンX7の「セブンビクトライズマキシマム」を受け敗北し、撃墜した際に下半身が消し飛ばされた後に消滅した。
最終決戦で他のデスジェネラル六人（ドルビックモン、ネオヴァンデモン、ザミエールモン、グラビモン、スプラッシュモン、オレーグモン）と共にプリズンランドで復活し、第21話（通算第51話）で事実上のリーダー格として「自分が一番強い」という理由で指揮を執り、彼らに指示を出すが、彼らからは反感を買っており、それを気にせず、仲を取り持とうとするオレーグモンに対して「我々は仲間などではない。敵でないだけだ！」と一蹴したが、そのことがきっかけで彼がバグラ軍を裏切り、その事実と諦めない彼らやデスジェネラルへの疑問から、「正義の心が芽生えた」とアポロモンに指摘されて動揺したことで、彼と分離し、「アロー・オブ・ウィスパード」で彼らを始末しようと放つも、彼に修復した右腕で受け止められ、彼の「フォイボス・ブロウ」を受け他のデスジェネラル五人（ドルビックモン、ネオヴァンデモン、ザミエールモン、グラビモン、スプラッシュモン）に先んじて引導を渡される格好で最期を迎えた。
得意技は「アロー・オブ・ウィスパード」。必殺技は「嘆きの太陽」。
アポロモン ダークネスモード（ウィスパード）
第17話（通算第47話）で登場。アポロモン・ウィスパードがデッドリーアックスモンと強制デジクロスした形態。ウィスパードがビッグアックスモードに変形したデッドリーアックスモンを武器として使用する。
グランドジェネラモン
特異型デジモン（『デジモンジントリックス』より）。
第20話（通算第50話）で登場。ダークストーンの力によって蘇った七人のデスジェネラル（ダークナイトモンは「オールデスジェネラル」と呼んでいる）がダークナイトモンのダークネスローダーによって強制デジクロスした姿。頭と胸がドルビックモン、腹と尾がザミエールモン、下半身がスプラッシュモン、右腕がグラビモンとオレーグモン、左腕がネオヴァンデモンとアポロモン、翼がネオヴァンデモン、背中の飾りがアポロモンで構成される。ダークナイトモン曰く「最強最悪の破壊神」。
劣化版
第21話（通算第51話）で登場。裏切ったオレーグモンと人格が消滅したアポロモンのパーツが抜けた姿。やや貧相になったが、戦闘能力はまだ高く、シャウトモンX7の「セブンビクトライズ」を押し返すほどの余力を持っている。疲労が溜まれば、ダークナイトモンに利用され、プリズンランドにいた五人のデスジェネラル（ドルビックモン、ネオヴァンデモン、ザミエールモン、グラビモン、スプラッシュモン）の心も苦痛に苛まれる仕組みになっており、最期はシャウトモンX7とオレーグモンの共闘によって倒された。

### トワイライト
元々はネネをジェネラルとしていたチーム。作中のテロップでは「黒の軍」とも表記される（第1期のみ）。
第21話でダークナイトモンがネネを見限り、ネネもクロスハートに身を寄せた後は、ジェネラル不在のダークナイトモンの私軍となり、さらに第2期でのデジタルワールド再統合後はダークナイトモンがバグラ軍に加入したため、実質バグラ軍の中のチームとなった。第2期ではユウがトワイライトのジェネラルとして表面的に活動していたが、最終的に壊滅した。
一方、漫画版ではバグラ軍に加入しなかった。
スカルナイトモン
声 - 小杉十郎太
成熟期・アンデッド型デジモン・ウィルス種。
ダークナイトモンがクロスオープン（デジクロスの解除）し、デッドリーアックスモンと分離した姿。一人称は「私」。第29話にてバグラモンの前に現れた際に彼の弟であることが判明する。
胸部のほぼ全面にドクロを思わせる意匠をもつ不気味な姿をしている。体格は小ぶりだが単体でシャウトモンX4と拮抗するほどの戦闘力を持つ。
ダークナイトモンの意思や自我のほとんどはスカルナイトモンの方にある。
なお、時計屋のおやじ（=バグラモン）の発言から、彼も兄と同じように転生している可能性が示されている。
アニメ『デジモンアドベンチャー:』にも登場し、本作品ではダークナイトモンに超進化できるという設定になっている。声は園崎未恵が担当。
デッドリーアックスモン
声 - カーク・ソーントン
成熟期・魔獣型デジモン・ウィルス種。
スカルナイトモンの相棒。常に寡黙で機械のようにスカルナイトモンに付き従う。膂力に秀で、単体でもメタルグレイモンを押し返すほどの力を持つ。
ダークナイトモンとなる以外に、デッドリーアックスモンが巨大な斧となってスカルナイトモンに武装される粉砕戦橆形態のビッグアックスモード（漫画版では未登場）、さらに騎乗する突撃形態の騎馬モード（どちらも成熟期・強化型デジモン・ウィルス種）にもデジクロスすることができる。
義兄弟の盃を交わした仲と言われているが、シャウトモンからはスカルナイトモンが心の底ではデッドリーアックスモンすら信用していないことを指摘されていた。
最期まで言語を発することは無く、ダークナイトモンへの合体状態のまま消滅した（ただし、海外版では鳴き声を上げている）。
アニメ『デジモンアドベンチャー:』ではスカルナイトモンがダークナイトモンに超進化できるという設定になっているため直接の登場は無いが、武器としては登場している。
英語版での名称はAxemon（アックスモン）。
ダークナイトモン
声 - 小杉十郎太
完全体・暗黒騎士型デジモン・ウィルス種。
自称「貴族」を名乗る不気味な雰囲気を纏った謎多きデジモン。その正体はスカルナイトモンとデッドリーアックスモンがデジクロスした形態である。一人称は「私」。メタルグレイモンをも一撃で倒すほどの実力を持つ。
ダークネスローダーの起動に必要な闇の力を探すため、ネネを脅迫して無理矢理協力させていた。第21話でついにダークネスローダーの復活を達成し、用済みとなったネネを放り出し、ダークネスローダーの力で配下のスカルグレイモン、スカルサタモンと強制デジクロスした（しかし、クロスハートとの戦いで解除された）。その後もダメモン（ツワーモン）を使い、バグラ軍の情報や動向を収集していた。
第2期でのデジタルワールド再統合後はバグラ軍の魔殿提督となり、デスジェネラルこと七将軍を統べている（しかし、後に彼らを信用していなかったことが明かされた）。第22話（通算第52話）でバグラモンがD5を発動させた際、隙を見てバグラモンを攻撃し、デジクロスの力に目を付けたのはバグラモンを吸収するためであったことを明かし、ダークネスローダーの力でバグラモンを取り込む（海外版ではDarkest AxeKnightmon（ダーケストアックスナイトモン）という名称になっている）も、続く第23話（通算第53話）でバグラモンの強大な力を使いこなせず、シャウトモンからは「バグラモンより弱い」と言われ、またバグラモンにはその思惑を見抜かれており、「格好ばかり気にして理想と信念を持っていない」と完全に見限られ、精神をバグラモンに貫かれて消滅し、残った肉体はバグラモンのものになり、ダークネスバグラモンになった。
アニメ『デジモンアドベンチャー:』にも登場し、本作品ではスカルナイトモンが超進化した姿として登場している。声はスカルナイトモンと同じく園崎未恵が担当。
英語版での名称はAxeKnightmon（アックスナイトモン）。
スーパーダークナイトモン
第21話で完成したばかりのダークネスローダーの強制デジクロスの力で配下のスカルグレイモン、スカルサタモンとデジクロスした姿。ツインランスにスカルグレイモンの特徴が現れ、左肩にはスカルサタモンの特徴として棘が生え、マントが翼に変化している。
ムソーナイトモン
完全体・強化型デジモン・ウィルス種。
第2期で登場。ダークナイトモンとツワーモン（チューチューモンも含む）がデジクロスした暗黒鳴動形態。頭部にはチューチューモンがクロスしツワーモンが変化した「ツワモンバスター」という砲台を武器としている。
ツワーモン（ダメモン）
クロスハートを参照。
デッドリーツワーモン
第2期第7話（通算第37話）から登場。ツワーモンとデッドリーアックスモンがデジクロスした姿。メタルグレイモンを圧倒する戦闘力を持つ。
英語版での名称はRuthless Tuwarmon（ラースレスツワーモン）。
デッドリーツワーモン ヘルモード
第2期第17話（通算第47話）で登場。ツワーモンがデッドリーアックスモンや周囲のデジモンたちと強制デジクロスし、ヘルズフィールドの地獄の力を吸収した姿。チューチューモンの席にユウが乗れるほど巨大化し、全身に棘が生えている。ユウの指揮によりオメガシャウトモンを圧倒する戦闘力を持つが、シャウトモンX7には歯が立たなかった。
英語版での名称はRuthless Tuwarmon Beast Mode（ラースレスツワーモン ビーストモード）。
チューチューモン
声 - 赤羽根健治
成長期・獣型デジモン・ウィルス種。
いつもツワーモン（ダメモン）の背中に乗っているデジモン。相棒のツワーモン（ダメモン）が息絶えそうな際も、悲しむ素振りなどは一切見せずに様子を傍観する冷たい性格である。実際には大きな体を持つが、データを圧縮して小さな姿となっていた。第22話（通算第52話）でバグラ大魔殿にてユウを監視するも、続く第23話（通算第53話）でタイキとメルヴァモンとナイトモンたちが現れ、本来の姿である巨大な体になり彼らを襲ったが、バステモンに捕食され消滅した。
スカルグレイモン、スカルサタモン
声 - 草尾毅（スカルグレイモン）
ダークナイトモンの配下デジモンたち。第21話でダークネスローダーの力でダークナイトモンと強制デジクロスされた。
ガードロモン
ダークナイトモンの配下デジモン。大群でクロスハートとブルーフレアと交戦したが、両チームのデジモンの一斉攻撃により全滅する。
ドウモン
声 - 荻野晴朗
第2期第7話（通算第37話）で登場。各ランドに封印されているツワーモンの部下の一体。ハニーランドに封印されており、結界や幻術を用いるが、メルヴァモン ワイドハイビジョンソードに倒される。
他のランドの封印されているデジモンは登場しなかった。

### その他のバグラ軍関係者
トループモン
声 - 橋詰知久
成熟期・アンデッド型デジモン・データ種。
バグラ帝国の兵隊となるガスマスクを被ったような姿の人造デジモン。
特殊ゴムの体にデジモンのエネルギーを詰め込んで造られ、集団行動を基本とし命令したことを遂行するのみの兵士。
アニメ『デジモンアドベンチャー:』では第19話、第38話で登場している。
ドルルモン
クロスハートを参照。
イビルモン
声 - 赤羽根健治、橋詰知久、砥出恵太
第12話から登場したブラストモンの主な配下デジモン。全部で3体いる。語尾に「イビル」を付けるのが特徴。主に報告や伝達、およびブラストモンが食べる鉱物の調達を担う。
第2期ではリリスモン・ブラストモンと共にデジタルワールド再統合後はデスジェネラルの台頭により、ランドの支配などの重要な任務からは外されている。休暇から復帰した後にはダークナイトモン直属の部下に配属され、ユウのダークネスローダーでとリリスモン・ブラストモンと強制デジクロスし、彼らはリリスモンの胸を隠している。その後は暫く登場しなかったが、第16話（通算第46話）で再登場し、第18話（通算第48話）でブライトランドのヘルズフィールドでの戦いで負傷し、リリスモンを救出した後に力尽きて消滅した。
アルカディモン
第22話で登場。ゾーンの狭間に住むリリスモンの配下デジモンで彼女のペットでもある。ゾーン移動中のクロスハートを襲撃し、タイキ以外のメンバーを全員捕らえて餌にしようとするが、駆け付けたタイキとワイズモンの活躍で形勢逆転され、デジメモリで召喚されたダークドラモンの「ギガスティックランス」とシャウトモンX5の「メテオインパクト」によって下半身を消し飛ばされ、上半身もリリスモンが様子を見に来た頃には既に遅く彼女の前で消滅した。
本作品では完全体の姿で登場し、特殊な技や能力は使わなかった。
漫画版では第16話にてジュピターゾーンでの戦いでバグラ軍のデジモンの1体として究極体の姿で登場し、こちらでは純粋にリリスモンの配下デジモンになっている。
ポーンチェスモン、ナイトチェスモン、ルークチェスモン、ビショップチェスモン
バグラ大魔殿を守るバグラモン直属の親衛隊で、いずれも黒色の個体である。

## 各世界のデジモン
順は住民、バグラ軍。

### グリンゾーン
緑溢れる世界。シャウトモンたちの故郷である「微笑みの里」もここに存在する。クロスハートのデジモンはこのゾーン出身者が多い。
英語版での名称はForest Zone（フォレストゾーン）。
シャウトモン、ジジモン、リリモン、スターモン、ピックモンズ、ドンドコモン
クロスハートを参照。
サンフラウモン
成熟期・植物型デジモン・データ種。
微笑みの里の住民。ヒマワリのような姿をしたデジモン。
マッドレオモン→レオモン
声 - 飛田展男
成熟期・アンデッド型デジモン・ウィルス種。
タクティモンの配下デジモン。デジタルワールドへ来たばかりのタイキたちに襲い掛かるが、返り討ちに遭う。その後捨て身でタイキたちに勝負を挑み、最終的にはデジクロスしたシャウトモンX3に敗れ消滅した。
全てのコードクラウンの所有者が決まった後は、善良なデジモンであるレオモンへと転生した。元々はグリンゾーンの住民だったことが示唆されている。その後、第2期第24話（通算第54話、第2期最終話）の最終決戦ではシャウトモンX7 スペリオルモードの一部になった。
漫画版本編では登場しないが、特別編1のあらすじには登場し、本編では代わりに同じポジションとしてマッハレオモンが登場している。
マッドレオモン アームドモード
成熟期・強化型デジモン・ウィルス種。
マッドレオモンがマンモンやプテラノモンたちを吸収した凶器乱舞形態。体の半分が機械化され、右腕はチェーンソーになっている。シャウトモンとバリスタモンの二体がデジクロスした下半身と右肩のパーツが無い状態のシャウトモンX3とスターソードの攻撃で撃退された。
マッドレオモン オロチモード
マッドレオモンがオロチモンを吸収した形態。全身にオロチモンの意匠が残っている。シャウトモンX2に撃退された。
マッドレオモン ファイナルモード
マッドレオモンがハヌモンたちを吸収した形態。シャウトモンX2とドルルモンの攻撃で撃退された後、自爆を試みたが、シャウトモンX3に倒された。
マンモン、ライノモン、プテラノモン
バグラ軍の雑兵で、大量にいる。その後、第2期第24話（通算第54話、第2期最終話）での最終決戦にて登場した。
シーラモン
声 - 橋詰知久
地中に隠れアカリたちを襲撃しようとしたが、ドルルモンに踏み潰された。
ミノタルモン
オロチモンの入った檻を牽引していた。その後、第2期第24話（通算第54話、第2期最終話）での最終決戦にてバグラ軍の雑兵として登場した。
オロチモン
マッドレオモンがグリンゾーン制圧のため遣した巨大なデジモン。
マッドレオモンと融合してシャウトモンらを追い詰めたが、デジクロスしたシャウトモンX2に倒された。
ドリモグモン
地中に潜ってデータを操作し、村の地下から巨大な植物を張り巡らせたが、ゼンジロウの手で倒される。
本作品ではドリモグモンと呼称されているが、姿としてはドリモゲモンそのものである。
ハヌモン
ドリモゲモンが張り巡らせた木を伝って高速移動による攻撃を行う。
大半はシャウトモンたちに倒されるが、生き残った者はマッドレオモンに吸収された。

### アイランドゾーン
周囲を海で囲まれた島国のような世界。デジモンたちは島の上で生活している。後にそれは守り神であるキングホエーモンの頭部であることが判明し、さらにその最奥にコードクラウンが眠っていることが分かった。海中の神社にはデジメモリが保管されていた。
アーケロモン
声 - 西村知道
アイランドゾーンの長老。ジジモンとは旧知の仲だが、物忘れが激しいために思い出すまで時間がかかっていた。酒癖がひどく、飲むと止まらなくなってしまう。
チビカメモン
クロスハートを参照。
シャコモン、プカモン
声 - 菊地こころ（シャコモン）、会一太郎（プカモン）
アイランドゾーンの住民。
キングホエーモン
声 - JB・ブラン
究極体・水棲哺乳類型デジモン・ワクチン種（『デジモンカードゲーム』より）。
アイランドゾーンの正体。通常のホエーモンより一回り大きく、体色は白で、頭部が岩や植物で覆われている。さらに体内は入り組んだダンジョンのようになっており、その最奥にコードクラウンが安置されていた。
アイランドゾーンのデジモンたちの守り神のような存在で、作中では単にホエーモンと呼称されている。
ネプトゥーンモン
声 - 真殿光昭
究極体・神人型デジモン・ワクチン種。
タクティモンの配下デジモンで、多数の水棲型デジモンを率いてアイランドゾーンを侵攻していた。
最後はシードラモンによって作り出した氷上で、意思を持つ槍「キングスバイト」を投げる必殺技である「ボルテックスペネトレート」でシャウトモンX4を苦しめるが、タイキの作戦によりX4に羽交い締めにされて自らがキングスバイトに刺された。しかし、死に際に「ウェーブオブデプス」でアイランドゾーンを滅ぼそうとしたが、キングホエーモンが深層に潜ったことにより難を逃れた。
全てのコードクラウンの所有者が決まった後は、善良なデジモンとして復活し、元々はアイランドゾーンの住民だったことが示唆されている。
本作品では頭部のデザインが従来とは若干異なり、従来のデザインが魚の兜を被った人型であるのに対し、本作品では深海魚の顔のようになっている。また、キングスバイトは「ボルテックスペネトレート」使用時には穂先が一つになる。
本来はオリンポス十二神族に所属するデジモンだが、本作品では配下デジモンになっている。
ギザモン、ハンギョモン
声 - 会一太郎（ギザモンの隊長） 、小原雅人（ハンギョモンの隊長）
ネプトゥーンモンの雑兵で大量にいる。
マンタレイモン
ネプトゥーンモンの配下デジモン。タイキたちに乗っ取られた上、アカリの操縦による砲撃とオクタモンの襲来により倒された。
本作品では従来のデザインとは違い、操縦室があったりと軍艦のようになっている。
オクタモン
声 - ニール・キャプラン
軟体型デジモン。
ネプトゥーンモンの配下デジモン。水中戦でシャウトモンX2を追い詰めるも、チビカメモンとデジクロスしたシャウトモンX2プラスMに敗れた。
フライモン
声 - 沼田祐介（隊長）
昆虫型デジモン。
ネプトゥーンモンの配下デジモン。キングホエーモンの体内にあるコードクラウンを狙ってその体の中に進入し、同じくキングホエーモンの中に入ってきたシャウトモンを毒針で苦しめたが、キングホエーモンの手で自分たちだけ体外へ追い出された。
エビドラモン
声 - パトリック・ザイツ
ネプトゥーンモンの配下デジモン。シャウトモンたちからコードクラウンを奪おうと現われた。凄まじいパワーでシャウトモンX2を圧倒するが、デジメモリから召喚されたリヴァイアモンの「ロストルム」で形成逆転されシャウトモンX2のスターアックスで倒された。
第3期第7話（通算第61話）では別個体がモブデジモンとして登場している。
シードラモン
成熟期・水棲型デジモン・データ種。
第6話で登場。追い詰められたネプトゥーンモンが大量に呼び寄せた。口からのブレスで海面を凍らせる。
アーケロモンの命と引き換えにデジメモリとコードクラウンを奪おうとしたが、メイルバードラモンの「プラズマキャノン」に怯む。その後、デジメモリで召喚されたマリンエンジェモンの「オーシャンラブ」でネプトゥーンモン共々幻惑させられるも、すぐに目覚めて「アイスアロー」で海上を氷のフィールドに変えタイキたちの動きを封じたが、ドルルモンの乱入で脱出されてしまった。倒されることは無かった。

### マグマゾーン
火山で覆われた世界。タイキたちによって解放される前は、地元のデジモンたちがコードクラウンを探すためにバグラ軍により重労働を強いられていた。
ベアモン、コテモン、ゴツモン、チューモン、プレイリモン、パンプモン
声 - 橋詰知久（ベアモン）、菊池こころ（プレイリモン）
マグマゾーンの捕虜だったが、解放された後はマグマゾーンを見守る。
エンシェントボルケーモン
声 - 梁田清之
究極体・古代鉱物型デジモン・ウィルス種。
タクティモンの配下デジモンで、オカマ口調で話す。怒ると背中の火山が噴火するが、冷やされると冷静になり、口調も優しくなる。
シャウトモンX4を追い詰めるも、タイキの作戦で体の噴火口に岩を詰め込まれ、自らのマグマで大爆発を起こして文字通り自爆したが復活する。部下たちを取り込んで強化し、再びクロスハートの面々と激突するが、最終的にはシャウトモンX3に敗れ消滅した。
全てのコードクラウンの所有者が決まった後は、善良なデジモンとして復活し、元々はマグマゾーンの住民だったことが示唆されている。
元々は十闘士に所属するデジモンだが、本作品では配下デジモンになっている。
合体エンシェントボルケーモン
エンシェントボルケーモンたちがメラモンたちを吸収した形態。
デスメラモン
声 - 麻生智久
エンシェントボルケーモンに近しい配下デジモン。マグマゾーンにやって来たタイキたちへ真っ先に襲い掛かる。
再度タイキたちと対峙した際、裏切ったブルーメラモンを処刑するが、自身は逆にシャウトモンの技を受けて倒された。
その後は第2期第24話（通算第54話、第2期最終話）でダークストーンがタイキの手に渡ったことでブルーメラモンと共に復活し彼らを助けた後、最終決戦ではシャウトモンX7 スペリオルモードの一部になりダークネスバグラモンと戦い、最終決戦後は描写は無いもののデジタルワールドに帰還した（これにより、クロスハートに加入した期間は短かった）。元々は善良なデジモンであったと示唆されている。
ブルーメラモン
声 - 三浦祥朗
デスメラモンの配下デジモン。タクティモンの部下として3年前にとあるゾーンの侵攻をしていた際に自信が属していた小隊が捨て駒にされ、彼の一斉攻撃に巻き込まれるも、ドルルモンによって救われた過去を持つ。
後にその時の借りを返すために檻に囚われたタイキとドルルモンを助け、一行をクロスローダーの元へ案内し彼らに助力するが、それを見たデスメラモンに処刑される際に彼の攻撃からドルルモンを庇って消滅した。
その後は第2期第24話（通算第54話、第2期最終話）でダークストーンがタイキの手に渡ったことでデスメラモンと共に復活し彼らを助けた後、最終決戦ではシャウトモンX7 スペリオルモードの一部になりダークネスバグラモンと戦い、最終決戦後は描写は無いもののデジタルワールドに帰還した（これにより、クロスハートに加入した期間は短かった）。元々は善良なデジモンであったと示唆されている。
メラモン
声 - 赤羽根健治
火炎型デジモン。
エンシェントボルケーモンやデスメラモンの率いる下級戦闘員で多数いる。
ユキダルモン
氷雪型デジモン。
エンシェントボルケーモンの怒りを静める係。従来の個体よりかなり小型である。

### レイクゾーン
大きな湖やオーロラがある世界。バステア城が聳え立つ。城の姫であるバステモンを始め多くのデジモンがクロスハートに加入している。
バステモン、ナイトモン、ポーンチェスモンズ
クロスハートを参照。
トイアグモン、パンダモン
声 - 橋詰知久（パンダモン）
レイクゾーンの住民。
アイスデビモン
声 - 高戸靖広
堕天使型デジモン。
リリスモンの配下デジモン。レイクゾーンでバグラ軍の指揮をしていた。アイスモンたちを吸収し巨大化し強化版になることができる。
緒戦での敗北の責任を負わされ、リリスモンの命令により目覚めさせたダイペンモンの青いアイスキャンディーに閉じ込められてしまう。さらにその後怒りが爆発したリリスモンの影響により、ダイペンモンに吸収された。
アイスデビモン強化吸収体
アイスデビモンがアイスモンたちを吸収した形態。
アイスデビモン ダイペンモン強化吸収体
怒りが爆発したリリスモンの能力により、アイスデビモンとダイペンモンが融合した形態。アイスデビモンとしての意思は消えている。
アイスモン
声 - ジョー・オフマン
アイスデビモン部隊の下級戦闘員で大量にいる。

### サンドゾーン
辺り一面に砂漠が広がる世界。地下には広い洞窟と遺跡があり、かつては宝石の産地として繁栄していたと言われている。
ファラオモン
声 - チョー
サンドゾーンの遺跡の主。遺跡の最深部でタイキたちの前に姿を現し、シャウトモンX4と戦った。しかし、タイキがファラオモンの真意を見抜き、悪意の無い者とは戦わないという姿勢を見せ付けたことで彼らを認め、サンドゾーンのコードクラウンとデジメモリを渡した。
普段は黄金の棺の中に隠れており勝負のときには光り輝く姿で現れるが、本来は霊体のような姿をしている。
リボルモン、バアルモン
クロスハートを参照。
エンジェモン
声 - 小林通孝
「女神の戦士団」の統率者的存在。バアルモンの師であったが、イーバモンに洗脳され凶暴化し、バアルモンの手で倒される。
ビッグマメモン
サンドゾーンの遺跡の番人。
手足を引っ込めて転がりながら侵入者に襲い掛かるが、ブラストモンのパンチによって倒される。
カラテンモン、シルフィーモン
「女神の戦士団」のメンバーで、バアルモンの回想に登場した。
コドクグモン
サンドゾーンの遺跡に生息しているドクグモンを小さくしたようなデジモン。
スコピオモン
声 - 高岡瓶々（隊長）、赤羽根健治
ブラストモンの配下デジモン。デザインの異なる隊長も存在する。
サンドゾーンの地下鉱脈でタイキたちを追い回したが、デジメモリで召喚されたホーリーエンジェモンの「ヘブンズゲート」で地上に放り出された。
イーバモン
声 - ニール・キャプラン
リリスモンの配下デジモンで、洗脳光線を利用して女神の戦士団のメンバーを同士討ちに追い込んだ張本人。最期はシャウトモンX4に敗れ消滅した。
ムゲンドラモン
声 - マイケル・ソリッチ
リリスモンが打開策として持ち込んだ切り札で彼女のペットでもある。強力な力を持っていると同時に大食漢でもあり、ピラミッドのバリアを食い破りながら進行し、仲間のスコピオモンをも吸収し、赤い体色のハイムゲンドラモンとなる。なお、最初は背中にムゲンキャノンを装備していなかったが、ハイムゲンドラモンになって初めて出現した。バアルモンが転生したベルゼブモンとシャウトモンX4Kによって倒された。
ハイムゲンドラモン
ムゲンドラモンがスコピオモンたちを吸収した形態。

### ヘブンゾーン
空に浮かぶ島々からなる世界。天使型デジモンをはじめとした芸術を愛する聖なるデジモンが多く暮らしている。警察組織の絶対的な統率により高い防御力を誇り、バグラ軍も手出しができなくなっている。一見、平和なゾーンだが、タイキたちが来るまでは暴君スラッシュエンジェモンにより、規則を破った者は容赦なく公開処刑されるという暴政が行われていた。かつては闇の力に覆われた暗黒の世界だったが、コードクラウンの力と住民たちの清き心によって、闇の力はコードクラウン共々闇の空中神殿に封印されていた。
英語版での名称はSky Zone（スカイゾーン）。
スラッシュエンジェモン
声 - 檜山修之
ヘブンゾーンの警察長官兼大統領で、規則を破った者は容赦なく公開処刑する暴君。持前のスピードでシャウトモンX4を苦しめたが、ベルゼブモンとデジクロスし新たに誕生したシャウトモンX4Bに敗れるもタイキの指示により止めは刺されなかった。後に改心し大統領の座を辞退するが、その厳しさはゾーンの秩序を守るため無意識に行っていたことであったことが判明する。
シャッコウモン
声 - 丸山優子
コードクラウンに選ばれたヘブンゾーン選挙管理委員で、封印を守ってきた。ルーチェモンが暴走した際にはクロスハートに全面協力し、事態が終息した際にはヘブンゾーンのコードクラウンをタイキたちに託した。
ユニモン、ペガスモン、ピッコロモン
声 - 菊池こころ（ピッコロモン）
ヘブンゾーンの警察の一員。
ガーゴモン
声 - 佐藤正治
ヘブンゾーンの警察の一員。階級は警部。コートとサングラスを着け、頭に回転灯を乗せている。
ドンドコモンを天使の像を壊した犯人であると決め付け逮捕した。また、警部以外の通常種も登場する。
プットモン
ヘブンゾーンの住民。罪を犯したとして処刑された。
キュピモン
ヘブンゾーンの住民。天使の像を壊した真犯人であると自首し処刑されそうになるが、シャウトモンX4Bらの活躍によって釈放される。
プッチーモン、ハーピモン、ピッドモン、バクモン
ヘブンゾーンの住民。
ルーチェモン
声 - 松野太紀
少年の姿をした天使型デジモン。一人称は「僕」。大統領選挙に立候補し、住民を厳しい規則から解放しようとしていた。しかし、それは仮初めの姿であり、正体はコードクラウン奪取のため潜伏していたリリスモンの配下デジモンだった。ネネと「ネネが闇の力を、自分がコードクラウンを手に入れるため互いに協力する」という協定を結んでいた。シャッコウモンから大統領の証を受け取った直後に正体である魔王型のフォールダウンモードと化し、ネネと共にヘブンゾーンのコードクラウンと封印された闇の神殿を解き放つ。
本来は七大魔王の一人だが、本作品ではリリスモンの配下デジモンとして登場している。
ルーチェモン：フォールダウンモード
ルーチェモンの本来の姿という設定。シャウトモンX4Bと戦い敗れるも、ネネとの協定を破り神殿に眠る暗黒の力を横取りした。
ルーチェモン：サタンモード
ルーチェモンが闇に呑まれ暴走した形態。ゲヘナの中にネネを捕らえ、ゾーンの闇の力とデータを無差別に吸収していくが、最終的にはスパロウモンがゲヘナの中からネネを救い出し、自身も新たに誕生したシャウトモンX5からの攻撃で神殿ごと倒される。

### フォレストゾーン
森一面の世界。強力なデジモンが多く生息しており、バグラ軍も侵攻を控えていた。「密林の聖地」という場所があり、そこには聖なるデジモンのデッカードラモンがいる。
英語版での名称はJungle Zone（ジャングルゾーン）。
デッカードラモン
ブルーフレアを参照。
スティングモン
声 - 織田優成
第18話から登場。フォレストゾーンを守るデジモンで大密林の警護を担当し、ライラモンとは恋人同士。アカリ・ゼンジロウ・ベルゼブモンを敵と誤解し襲い掛かるが、ライラモンの説得によりそれを止め、アカリたちを守り神と呼ばれるデッカードラモンの元に案内する。デッカードラモンがブルーフレアに加入した後は、フォレストゾーンを任された。
第2期第5話（通算第35話）でのデジタルワールド統合後はハニーランドで先陣切ってザミエールモンを倒そうとしたが、彼の配下デジモンであるハニービーモンたちに大量のパワーを奪われてしまうが、アジトに隠れて体力を回復し、続く第6話（通算第36話）でザミエールモンを倒した後はメルヴァモンからハニーランドを任された。
その後は第24話（通算第54話、第2期最終話）でライラモンと共に再登場し、最終決戦ではシャウトモンX7 スペリオルモードの一部なり、その後アカリ・ゼンジロウと再会を果たした後にデジタルワールドに帰還した。
ライラモン
声 - 笠原留美
第18話から登場。スティングモンと共にフォレストゾーンを守るデジモン。アカリとゼンジロウを恋人同士と誤解し、自分とスティングモンのことを「愛の戦士」と呼ぶ。
デッカードラモンに認められるための踊りである「ラブラブダンス」をアカリとゼンジロウに伝授するがらその踊りはクロスハートの一部のメンバーは直視できないほど恥ずかしげな内容だった。
第2期第5話（通算第35話）でのデジタルワールド統合後はハニーランドでレジスタンス活動を行っており、続く第6話（通算第36話）でザミエールモンを倒した後はメルヴァモンからハニーランドを任された。
その後は第24話（通算第54話、第2期最終話）でスティングモンと共に再登場し、最終決戦ではシャウトモンX7 スペリオルモードの一部なり、その後アカリ・ゼンジロウと再会を果たした後にデジタルワールドに帰還した。
スナイモン、アトラーカブテリモン（赤）、ウッドモン、クネモン、コクワモン、ミノモン、ゴキモン、ハニービーモン
フォレストゾーンの住民。そのうちのハニービーモンは複数の別個体が第2期でのデジタルワールド再統合後のハニーランドにてザミエールモンの配下デジモンとして登場している。
コンゴウモン
声 - 稲田徹
タクティモンの配下デジモン。フォレストゾーンの侵略を任されていたが、スティングモンに手を焼いていてほとんど侵攻が進んでいなかった。その後、切り札として数百体のグランクワガーモンの大軍を率いて総攻撃を掛けるも、スターモンズとデジクロスしたベルゼブモンの「メテオキャノン」でグランクワガーモン共々粉砕された。
アトラーカブテリモン（青）
タクティモンの配下デジモン。コンゴウモンと共にクロスハートと交戦した。
グランクワガーモン部隊
コンゴウモンに連れられ数百体の大群でフォレストゾーンを攻めるが、スターモンズとデジクロスしたベルゼブモンの「メテオキャノン」によりコンゴウモン共々全滅した。
漫画版では第16話にてジュピターゾーンでの戦いでバグラ軍のデジモンの1体として登場している。

### ダストゾーン
ゴミで満ち溢れた世界。暴君グランドロコモンの言うがままに住民たちがスクラップを集めさせられており、他人から盗んででも入手しなければならず、住民たちの間では争いが絶えない。
ピノッキモン
声 - 難波圭一
ダストゾーンの住民。一人称は「俺」。嘘をつくと鼻が伸びる。瓦礫の崩壊に巻き込まれ死んだと思われていたが、一人で生き抜いてきた。ダストゾーンから抜け出すべくクロスローダーを奪いグランドロコモンに献上するが裏切られ、彼の攻撃を受け窮地に陥るが、タイキたちやゾーンの仲間たちに助けられ、仲間を信じる心を取り戻す。その後のダークナイトモンとの戦いにも協力し、タイキにデジメモリを渡し彼らと別れた。
第2期第24話（通算第54話、第2期最終話）の最終決戦ではシャウトモンX7 スペリオルモードの一部になった。
第3期第3話（通算第57話）ではなぜか記憶を失ってデジクオーツにおり、子供たちを騙してギガブレイクドラモンを作らせて自分が最強のデジモンになろうとしておりタイキたちとも敵対していたが、彼らの捨て身の行動で記憶を取り戻し、再び仲間としてシャウトモンとデジクロスし共闘した。
グランドロコモン
声 - 佐々木望
走り出したら止まらず、その後には何も残らないというダストゾーンの暴君。側近のハグルモンと二人だけでダストゾーンから脱出しようと画策し、クロスローダーを手に入れるべくゾーンの住民たちを騙してスクラップを集めさせ、遂にはピノッキモンから入手するが、脱出しようとゲートを開こうとしていたところをタイキたちやガーベモン、ピノッキモンたちに妨害され失敗し、クロスローダーはタイキの手に戻り、最期はシャウトモンX4に倒された。
ガーベモン、メタルマメモン、トイアグモン（黒）、トレイルモン（ケトル）
声 - 桑原敬一（ガーベモン）、橋詰知久、赤羽根健治（メタルマメモン）
ダストゾーンの住民。
ハグルモン
声 - 菊池こころ
グランドロコモンの相棒。ピノッキモンに倒される。
タンクモン
声 - カイル・エベール
リリスモンに連れられたバグラ軍の配下デジモン。大群でダークナイトモンの配下デジモンたちと共にクロスハートとブルーフレアを襲撃するが、両チームのデジモンの一斉攻撃により全滅する。

### シノビゾーン
モニタモンたちが暮らす世界。森と林に覆われたゾーンだが、建造物は戦国時代の日本のようなものになっており城の最上部などがテレビになっている。住民全員が忍者の格好をしている。城の姫であるババモンはバグラ軍によって捕らえられていた。
英語版での名称はWarrior Zone（ウォリアーゾーン）。
モニタモン長老
声 - 菊池正美
モニタモンのリーダー格。髭が生えており、テレビのアンテナを模した杖を持っている。部下にたくさんのモニタモンを抱えているが、全員技術は未熟である。
漫画版でも登場。
モニタモンズ
声 - 丸山優子
ネネと行動を共にするモニタモンの仲間たちで、彼らとは衣装の色が異なる。
カラテンモン
声 - 八奈見乗児
シノビゾーンのコードクラウンの所持者。前の持ち主を笑わせた者がコードクラウンを受け取れるという規則に基づき、自分を笑わせた者にコードクラウンを譲る。女神の戦士団の個体とは無関係である。
ババモン
モニタ城の姫。ムシャモンによって囚われていたが、ゼンジロウたちの活躍で救出された。
漫画版ではグリンゾーンの微笑みの里の住民として登場している。
ムシャモン
声 - 長嶝高士
ブラストモンの配下デジモンで、モニタ城を占拠していた。時代劇を好んでおり、いつも城のテレビで鑑賞している。シノビゾーンの姫を人質にゾーンのコードクラウンを要求していた。城に潜入したゼンジロウとモニタモンたちに襲い掛かるが、モニタモンズがデジクロスしたハイビジョンモニタモンの攻撃で城から弾き出された末にシャウトモンX5の攻撃を受けて部下もろとも粉砕された。
漫画版ではタクティモンの配下デジモンとして複数体が登場している。
エテモン
声 - 幸野善之（親分）
シュリモンの部下の影の忍者軍団で、サルスーツの下に忍者の衣装を着ている。タイキたちを騙してコードクラウンを横取りしようとするが、返り討ちにされる。
その後は第2期第24話（通算第54話、第2期最終話）で復活し、元々は善良なデジモンであったと示唆されている。
シュリモン
声 - スティーブ・クレイマー
ムシャモンの側近で、本作品では体色の黒い個体が登場。ガイオウモンとアシュラモンを引き連れてクロスハートと交戦したが、最後にはシャウトモンX5の手でムシャモンや部下ごと討ち取られた。
漫画版ではネネと彼女の妹であるコトネのデジモンとして登場している。
アシュラモン、ガイオウモン
声 - デレク・スティーヴン・プリンス（アシュラモン）、カーク・ソーントン（ガイオウモン）
シュリモンの部下デジモン。シャウトモンX5に倒された。
そのうちアシュラモンは完全体、ガイオウモンは究極体であるが、本作品では配下デジモンになっている。
コテモン、チャツラモン、カブキモン、イガモン
声 - リアム・オブライエン（コテモン）、デレク・スティーヴン・プリンス（チャツラモン）、赤羽根健治（カブキモン）、橋詰知久（イガモン）、
コテモンはモニタ城の警備をしていたが、彼らを見つけたところをゼンジロウの剣で倒される。チャツラモンはコテモンやカブキモンと共にモニタ城の警備をしていた聖獣型デジモンで、ゼンジロウたちの凧を使った作戦を妨害したが、ドルルモンに倒される。カブキモンはモニタ城の警備をしていたデジモン。イガモンを引き連れてドルルモンと交戦したが、いつの間にか倒されていた。イガモンはムシャモン率いる軍団の下級戦闘員。
そのうちのチャツラモンは本来は十二神将（デーヴァ）の一体であるデジモンだが、本作品では成熟期のムシャモンの配下になっている。

### ディスクゾーン
何層もの光のディスクが地盤を構成している世界。老朽化が進んでおり、衝撃や振動に弱くなっている。バグラ軍とブルーフレア、クロスハートの戦いの影響で崩壊が致命的な段階まで進んでしまった。クロスハートの助けにより、住民たちはシノビゾーンへ避難することができた。
公式サイトなどでは「プリズムゾーン」と表記されている。
メルキューレモン
第25話で登場。ディスクゾーンのデジモンたちのリーダーだったが、メタルグレイモンに倒され、コードクラウンをキリハに渡した後に消滅する。
シーホモン
声 - 山田真一
第25話で登場。メルキューレモン亡き後の住民たちのまとめ役。クロスハートにディスクゾーンの現状を伝える。
ルナモン
声 - 今野宏美
第25話から第26話、第2期第10話（通算第40話）から第11話（通算第41話）、第24話（通算第54話、第2期最終話）で登場。ディスクゾーンの住民。一人称は「ボク」。シノビゾーンへ避難した後、シャウトモンからデジノワをもらってから彼を慕うようになり、彼からの激励の言葉が書かれたデジノワの空き箱を大事にしていた。
第2期第10話（通算第40話）・第11話（通算第41話）では経緯は不明ながらゴールドランドにてスパーダモン、コロナモンと共にオレーグモンに2回洗脳されていたが、シャウトモンたちの奮闘で解放され、オレーグモンを倒した後は金賊号で仲間を探す旅に出た。
その後、第24話（通算第54話、第2期最終話）の最終決戦ではシャウトモンX7 スペリオルモードの一部になった。
スパーダモン、コロナモンと共に漫画版でも登場し、こちらでは最後まで残留した。
パンバチモン
声 - 矢口真里
ディスクゾーンの住民。パンダとハチを合わせたような爬虫類型デジモン。「アニメ制作潜入ツアー!!デジモンができるまで」で行われた「アニメ愛テスト」で勝利した矢口真里本人が考案し、自ら声優を務めた。
トゲモグモン、サーチモン
声 - 菊池こころ（トゲモグモン）
ディスクゾーンの住民。
タンクモン、マンモン
タンクモンはダストゾーン、マンモンはグリンゾーンとは別個体。ブラストモンに吸収されてしまう。
バルブモン
空腹で帰っていったブラストモンが自分の代役として呼び出したデジモン。シャウトモンの不在により、デジクロスできないクロスハートを苦しめたが、最後はシャウトモンがグレイモン、メイルバードラモンと共に戻って来たことで逆転され、その直後にシャウトモンX4Kに倒される。その後、第2期第24話（通算第54話、第2期最終話）での最終決戦にてバグラ軍の雑兵として登場した。

### スイーツゾーン
お菓子の聖地。お菓子の家が建っており、データの雪が降っている。スイーツ好きのデジモンとたくさんのパティシエたちが暮らしている。バグラ軍に占領されており、支配者のマタドゥルモンが超甘党であるため、パティシエたちを集めてお菓子を作らせている。住民たちは地下に監禁され、ブレイクドラモンのエネルギー源にされていた。エネルギー源にされた住民のデジモンはレアモンへと変化させられ、スイーツゾーンの地下基地を群れで徘徊していたが、バグラ軍打倒の後は全員元の姿に戻った。
漫画版では本編よりも先に登場している。
スパーダモン
声 - 真田アサミ
成長期・武器型デジモン・フリー種。
第27話から第28話、第2期第10話（通算第40話）から第11話（通算第41話）、第24話（通算第54話、第2期最終話）で登場。スイーツゾーンの住民。一人称は「俺」または「僕」（漫画版での一人称は「僕」で統一されている）。バグラ軍に支配されたスイーツゾーンを救うための援軍を探していたところをクロスハートに出会い、彼らをゾーンへと招き寄せた。
その後はクロスハートのお菓子作りに協力し、ワルもんざえモンとの戦いではシャウトモンX4ともデジクロスしてシャウトモンX4Sとなり、その勝利に貢献した。
第2期第10話（通算第40話）・第11話（通算第41話）では経緯は不明ながらゴールドランドにてルナモン、コロナモンと共にオレーグモンに2回洗脳されていたが、シャウトモンたちの奮闘で解放され、その後はシャウトモンX4Sになり共に戦い、勝利後は金賊号で仲間を探す旅に出た。その後、第24話（通算第54話、第2期最終話）の最終決戦ではシャウトモンX7 スペリオルモードの一部になった。
ルナモン、コロナモンと共に漫画版でも登場し、こちらでは最後まで残留した。
コロナモン
声 - 井上富美子
第27話から第28話、第2期第10話（通算第40話）から第11話（通算第41話）、第24話（通算第54話、第2期最終話）で登場。スパーダモンの友達で、スイーツゾーンのパティシエの一人。一人称は「俺」。マタドゥルモンに監禁されていたが、ネネによって救出された。
キュートモンの両親と会ったことがあり、二人の生存をキュートモンたちに伝えた。
第25話・第26話に登場したルナモン同様ゲームからの初アニメ出演である。
第2期第10話（通算第40話）・第11話（通算第41話）では経緯は不明ながらゴールドランドにてスパーダモン、ルナモンと共にオレーグモンに2回洗脳されていたが、シャウトモンたちの奮闘で解放され、オレーグモンを倒した後は金賊号で仲間を探す旅に出た。その後、第24話（通算第54話、第2期最終話）の最終決戦ではシャウトモンX7 スペリオルモードの一部になった。
スパーダモン、ルナモンと共に漫画版でも登場し、こちらでは最後まで残留した。
キュートモン
クロスハートを参照。
キュートモン パパ、ママ
声 - 馬場圭介（パパ）、井上富美子（ママ）
キュートモンが探し求めていた両親。ブレイクドラモンの体内に捕らわれ、その回復能力を利用されていた。後にタイキとスパーダモンに助け出され、息子との再会を果たす。その後はキュートモンがクロスハートとして旅を続けるという決意を認め、旅立ちを見送った。
トーカンモン、ゲコモン、ドッグモン、エレキモン、フローラモン、デラモン、ゼリモン
スイーツゾーンの住民。
マタドゥルモン
声 - 平田広明
第27話から第28話で登場。タクティモンの配下デジモンで、スイーツゾーンの支配者的存在。一人称は「私」で、気障な性格でスペイン語混じりの言葉遣いが特徴。
自分が認めたお菓子職人としか面会せず、クロスハートとワルもんざえモンのスイーツ勝負ではクロスハートの作ったまずそうだが思いのこもっているサツマイモのケーキに軍配を上げた。
スイーツゾーンの住民を地下施設に監禁し、究極の破壊デジモンであるブレイクドラモンの製造に従事しているとされ、タクティモンから一筋縄では行かない奴と評価されている。最期はブレイクドラモンと共にシャウトモンX5に倒された。
その後は第2期第24話（通算第54話、第2期最終話）でダークストーンがタイキの手に渡ったことでワルもんざえモンと共に復活し彼らを助けた後、最終決戦ではシャウトモンX7 スペリオルモードの一部になりダークネスバグラモンと戦い、最終決戦後は描写は無いもののデジタルワールドに帰還した（これにより、クロスハートに加入した期間は短かった）。元々は善良なデジモンであったと示唆されている。
ワルもんざえモン
声 - 龍谷修武
第27話で登場。マタドゥルモン直属のパティシエ。クロスハートとのスイーツ作りの勝負では、バナナを知らないシャウトモンとバリスタモンを「バナナは皮を使うので中身は食べてしまえ」と騙したり、フルーツを全て持ち去って妨害するなど卑怯な性格である。
しかし結局は敗北し、マタドゥルモンの命令の元、もんざえモンたちと合体してギガワルもんざえモンになりクロスハートに襲い掛かるものの、シャウトモンX4Sに倒される。
その後は第2期第24話（通算第54話、第2期最終話）でダークストーンがタイキの手に渡ったことでマタドゥルモンと共に復活し彼らを助けた後、最終決戦ではシャウトモンX7 スペリオルモードの一部になりダークネスバグラモンと戦い、最終決戦後は描写は無いもののデジタルワールドに帰還した（これにより、クロスハートに加入した期間は短かった）。元々は善良なデジモンであったと示唆されている。
ギガワルもんざえモン
ワルもんざえモンともんざえモンたちが合体した形態。身体が巨大化し、腕に電動ノコギリが収納され、泡立て器が尾に刺さっている。
もんざえモン
声 - 佐藤晴男
第27話、第28話で登場。マタドゥルモン率いる軍団の下級戦闘員。喋る時も口を動かさない。
レアモン
第27話、第28話で登場。スイーツゾーンの地下基地を群れで徘徊しているデジモンで、データを求めてシャウトモンたちに襲い掛かる。本作品ではデータを抽出されたスイーツゾーンのデジモンたちが変貌した姿という設定になっている。マタドゥルモンとブレイクドラモンが倒された後は全員元の姿に戻った。
ブレイクドラモン
声 - 福原耕平
第28話で登場。スイーツゾーンの地下に隠されていた究極の破壊デジモン。デジタルワールドの分裂はこのブレイクドラモンの仕業と言われている。スイーツゾーンのデジモンたちから奪ったデータを吸収して再起動し、さらにキュートモン夫妻の力によって再生能力を身に付けている。
体内にキュートモンの両親を捕らえており、シャウトモンX5も攻撃の手が緩んだが、タイキとスパーダモンによってキュートモンの両親が救出されると形勢は逆転し、マタドゥルモンと共に倒される。

### ソードゾーン
真の剣士を目指すデジモンたちが集う場所。タクティモンとクロスハート・ブルーフレアの最終決戦の場となる。
ヤシャモン、ベオウルフモン、ヴァジラモン
ソードゾーンの住民。そのうちのヤシャモンは別個体が第3期で登場するデジモンハンターの少年である戸張レンのパートナーデジモンであるドラクモンが超進化した姿として登場している。
グレイドモン
声 - 置鮎龍太郎
完全体・戦士型デジモン・ワクチン種。
第29話、第2期第24話（通算第54話、第2期最終話）で登場。タクティモンの配下デジモンで、ディノヒューモンやトループモンを率いてソードゾーンの侵略に雇われていた。最初は従来と異なる紫色の体色で、顔つきも違うグレイドモン（悪）だったが、「グレイドモンが良いデジモンだったら良かった」というタイキの思いとコードクラウンの力で従来通りの金色の体色になり、顔つきも変化し、悪の心もある程度無くなった。最期はタクティモンからタイキを守りタクティモンが出現させた塔と共に自爆し消滅した。
その後は第2期第24話（通算第54話、第2期最終話）で台詞は無いものの、ダークストーンがタイキの手に渡ったことで復活し彼らを助けた後、シャウトモンX7 スペリオルモードの一部になりダークネスバグラモンと戦い、最終決戦後は描写は無いもののデジタルワールドに帰還した（これにより、クロスハートに加入した期間は短かった）。
ディノヒューモン
グレイドモンの配下デジモン。

### ドラゴンランド
第一の国。「始まりと絶望の国」と言われ、ドラゴンデジモンが多く生息する。一見すると青空と花畑が広がる平和な国にも見えるが、山の中や地下にはドラゴンデジモンが発進するハッチがいくつも隠されている。バグラ軍のドラゴンデジモンはドルビックモンと同じく竜哭の谷の花の花粉を苦手としている。
ドルビックモン
デスジェネラルを参照。
ファンロンモン
声 - 伊藤健太郎
ドルビックモンの配下デジモンで、彼からは「竜の鑑（りゅうのかがみ）」と評されている。ドルビックモンに極めて忠実で、戦闘時には彼と強制デジクロスすることでその下半身となる。
本来は四聖獣の長であり皇帝であるデジモンだが、本作品では配下デジモンとなっている。
デビドラモン
声 - 橋詰知久
ドルビックモンの配下デジモンで多数おり、主に伝令や報告などを行っている。
フレアリザモン、ダークティラノモン、メガドラモン、ギガドラモン、ブラキモン、サラマンダモン
声 - クリストファー・コーリー・スミス（ギガドラモン）
ドルビックモンの配下デジモンたちで、敵が現れると地面に開けた亀裂や開いた山のハッチから次々と出現し、大群で襲い掛かる。
ドラコモン
ブルーフレアを参照。
ベタモン、ガニモン
ドラゴンランドの住民。

### ヴァンパイアランド
第二の国。霧の結界により、朝が訪れない世界となっている。チョコモンがロップモンに進化するとバグラ軍が連れ去り、不死の力の源にしていた。
また、ヴァンパイアランドの三日月は顔があり、不気味な表情を浮かべている。霧の結界はネオヴァンデモンの城の中に存在する制御装置によって稼働しているが、タイキたちによって破壊され、解放された後は朝が訪れた。
ネオヴァンデモン
デスジェネラルを参照。
チョコモン
声 - 三上枝織
ヴァンパイアランドの住民。ロップモンに進化するとバグラ軍に連れ去られてしまう。
ロップモン
声 - 西村ちなみ
第3話（通算第33話）から第4話（通算第34話）、第24話（通算第54話、第2期最終話）で登場。一人称は「ボク」。ヴァンパイアランドの住民。「神の使い」と称される種族であり、ネオヴァンデモンが不死の力を得るために必要であるとして、一人だけチョコモンから進化した後、バグラ軍に狙われていた。
取り込まれた仲間たちを救うためにネオヴァンデモンと戦い、シャウトモンと共に吸収される。そこで仲間たちの力を得て伝説の白いロップモンの力を覚醒させ、オメガシャウトモンとジークグレイモンにダブルクロスの力を与えた後に消滅した。
しかし、後に第24話（通算第54話、第2期最終話）でダークストーンがタイキの手に渡ったことでマーメイモン、マルスモンと共に復活し彼らを助けた後、最終決戦ではシャウトモンX7 スペリオルモードの一部になりダークネスバグラモンと戦い、最終決戦後は描写は無いもののデジタルワールドに帰還した（これにより、クロスハートに加入した期間は短かった）。
レディーデビモン
声 - 伊倉一恵（隊長）、斉木美帆、斉藤佑圭
完全体・堕天使型デジモン・ウィルス種。
第3話（通算第33話）で登場。ネオヴァンデモンの配下デジモンで多数おり、ロップモンたちを拐っていた。体の色が赤い個体も存在する。
デビモン
成熟期・堕天使型デジモン・ウィルス種。
第3話（通算第33話）で登場。ネオヴァンデモンの配下デジモンで多数いる。

### ハニーランド
第三の国。鬱蒼と木々が生い茂るジャングルのような王国で、ここではザミエールモンによるエネルギー搾取が行われており、住人は生かさず殺さずの状態となっており、メルヴァモンがレジスタンスを率いて戦っていたが、訪れたタイキたちの活躍で解放された。第17話（通算第47話）ではネネにハニーゾーンとも呼ばれていた。
イグニートモン
声 - 阪口大助
成長期・爬人型デジモン・ウィルス種。
第5話（通算第35話）から第6話（通算第36話）、第24話（通算第54話、第2期最終話）で登場。ハニーランドに住むメルヴァモンの弟で、ザミエールモンの配下だったデジモン。一人称は「僕」。当初は強い者には従わなければいけないと考えてザミエールモンの配下になったが、メルヴァモンとの戦いの末に考えを改めザミエールモンに反旗を翻し、彼を倒した後はスティングモンたちと共にメルヴァモンからハニーランドを任された。
その後、第24話（通算第54話、第2期最終話）での最終決戦ではシャウトモンX7 スペリオルモードの一部になった。
声優は日本語版では男性が担当していたが、英語版では女性が担当している。
ザミエールモン
デスジェネラルを参照。
グランディスクワガーモン
声 - 岸尾だいすけ
究極体・昆虫型デジモン・ウィルス種。
第5話（通算第35話）で登場。ザミエールモンの配下デジモン。彼の量産型ダークネスローダーによってハニービーモンたちと強制デジクロスしてハニーモードになり、メルヴァモンに挑むも、ジェットメルヴァモンの「ハートブレイクショット」に敗北し消滅した。
グランディスクワガーモン ハニーモード
ザミエールモンの量産型ダークネスローダーによってグランディスクワガーモンとハニービーモンたちが強制デジクロスした形態。
英語版での名称はGrandisKuwagamon HoneybeeMode（グランディスクワガーモン ハニービーモード）。
ハニービーモン
声 - 赤羽根健治
アーマー体・昆虫型デジモン・フリー種。
第5話（通算第35話）から第6話（通算第36話）で登場。ザミエールモンの配下デジモンで多数いる。
フライビーモン
声 - 橋詰知久
アーマー体・昆虫型デジモン・フリー種。
第6話（通算第36話）で登場。ザミエールモンの配下デジモンで多数いる。ハニーランド地下のデジハニー貯蔵庫を守る雑兵として登場しキリハ、ベルゼブモン、メタルグレイモンと交戦したが、ベルゼブモンの「デス・ザ・キャノン」とメタルグレイモンの「トライデントアーム」で次々と倒され、その後も残りの個体が「フライスパーク」で応戦したが、全員倒された。
ブロッサモン
声 - 橋詰知久
第6話（通算第36話）で登場。森の中にて集団で登場しキリハを襲ったが、グレイモンに倒された。後にこのデジモンを呼んだのはユウだと判明した。
後に別個体が第3期第4話（通算第58話）で登場している。

### サイバーランド
第四の国。未来都市を思わせる町並みが広がるが、住民の気配は無く、ルカという少女がいるくらいである。デジモンが数体存在するものの、スプラッシュモン以外のデジモンは全てドリッピンという水の精霊に操られた人形であった。
スプラッシュモン
デスジェネラルを参照。
ルカ
声 - 金田朋子
第8話（通算第38話）で登場。ホエーモンの内部にいた少女。一人称は「わたし」。クロスハートのメンバーと親しく接するが、その正体はスプラッシュモンが召喚した瑠璃色ドリッピンに操られた人形だった。
ホエーモン
第8話（通算第38話）から第9話（通算第39話）で登場。サイバーランドを巡回するバグラ軍の飛行艦。侵入者を発見すると、転送装置からアンドロモンらを送り出す。その正体はアンドロモンらと同様デジモンではなく、ドリッピンに操られた人形であったことが判明した。
アンドロモン、シールズドラモン
第8話（通算第38話）から第9話（通算第39話）で登場。ホエーモンから転送されタイキたちを襲うが、ホエーモンと同様、ドリッピンに操られた人形である。
そのうちのシールズドラモンは第24話（通算第54話、第2期最終話）での最終決戦にてバグラ軍の雑兵として本物が登場した。
そのうちのアンドロモンは漫画版ではレインゾーンでの戦いの後に経緯は不明ながらクロスハートに加わったデジモンとして登場している。
メタルティラノモン
声 - 赤羽根健治、橋詰知久
第8話（通算第38話）から第9話（通算第39話）で登場。ドルルモンに変身したスプラッシュモンに率いられタイキたちを襲う。ホエーモン、アンドロモンらと同様、ドリッピンに操られた人形である。

### ゴールドランド
第五の国。元となったゾーンの一つはゴールドゾーンで、オレーグモンが支配していた領地だった。黄金の海が広がり、陸地も黄金で出来ている王国。
オレーグモン
デスジェネラルを参照。
マーメイモン
声 - 塩山由佳
完全体・水棲獣人型デジモン・データ種。
第10話（通算第40話）から第11話（通算第41話）で登場。オレーグモン率いる金賊団の一員でサブリーダーを担当し、デプスモンとマリンデビモンたちを率いている。オレーグモンのことを「船長」と呼んでいる。戦闘力は高く、メルヴァモンを相手に互角に渡り合った。最期はジェットメルヴァモンの「スパイシーハードラヴ」で倒され消滅したが、消滅間際にオレーグモンを心配する一面を見せた（彼とは硬い絆で結ばれているようで、倒された時には激昂していたほどであった）。
しかし、後に第24話（通算第54話、第2期最終話）でダークストーンがタイキの手に渡ったことでロップモン、マルスモンと共に復活し彼らを助けた後、最終決戦ではシャウトモンX7 スペリオルモードの一部になりダークネスバグラモンと戦い、最終決戦後は描写は無いもののデジタルワールドに帰還した（これにより、クロスハートに加入した期間は短かった）。元々は善良なデジモンであったと示唆されている（しかし、彩色ミスが発生している）。
デプスモン
声 - 赤羽根健治
アーマー体・水棲獣人型デジモン・フリー種。
第10話（通算第40話）から第11話（通算第41話）で登場。オレーグモン率いる金賊団の一員で多数おり、マーメイモンに率いられている。
マリンデビモン
完全体・水棲獣人型デジモン・ウィルス種。
第10話（通算第40話）から第11話（通算第41話）で登場。オレーグモン率いる金賊団の一員で多数おり、マーメイモンに率いられている。なお、喋る様子は無かった。
アノマロカリモン
声 - 橋詰知久
完全体・古代甲殻類型デジモン・データ種。
第10話（通算第40話）で登場。オレーグモン率いる金賊団の雑兵で多数おり、デプスモンに率いられている。
ダークボリューモン
クロスハートを参照。
デジタマモン、ピチモン、ビットモン
第10話（通算第40話）で登場。ゴールドランドの住民。

### キャニオンランド
第六の国。その名の通り険しい峡谷で覆われた王国。作中に住民らしきデジモンは登場せず、大衆は全てグラビモンの配下デジモンだった。
グラビモン
デスジェネラルを参照。
アヌビモン
声 - 赤羽根健治
2体がグラビモンの護衛を務めていたが、グレイモンとメイルバードラモンに倒され消滅した。他にも多数が存在している。
ヒポグリフォモン、ケルベロモン、ウェンディモン、サジタリモン、サンダーバーモン、クロスモン、ケンタルモン
声 - 平井啓二（ウェンディモン）、宮崎寛務（サジタリモン）、赤羽根健治、橋詰知久（ケンタルモン）
グラビモンの配下であり雑兵。どれも数百体いる。総数は第12話（通算第42話）を見る限り、ヒポグリフォモンが200体、ケルベロモンが300体、ウェンディモンが500体、護衛にアヌビモンが2体確認でき、約1000体以上はいることが確定している（これにサジタリモン、サンダーバーモン、クロスモン、ケンタルモンを加えると相当な数になる）。
そのうちのケンタルモンは漫画版ではレインゾーンでの戦いの後に経緯は不明ながらクロスハートに加わったデジモンとして登場し、第1話冒頭のタイキの夢の中にも登場している。

### ブライトランド
第七の国で、最後の王国。天まで届くアポロニア塔がある。地上は鉄の楔で囲まれており、昇るには神の階段を上がるしかない（アポロニアの塔まで直接登ろうとすると特殊なバリアで阻まれる）。頂上には黄金の花畑が広がり、地底には地獄のような世界である「ヘルズフィールド」が存在する。
アポロモン
デスジェネラルを参照。
マルスモン
声 - 竹本英史
究極体・神人型デジモン・ワクチン種。
アポロモンの配下デジモンであり、アポロニアの塔の使者。一人称は「私」。第15話（通算第45話）でタイキたちと戦うが、アポロモンがその力を認めたため彼らを塔に招き入れるも、その後アポロモンの心に潜んでいたウィスパードに暗殺され消滅した。
しかし、後に第24話（通算第54話、第2期最終話）でダークストーンがタイキの手に渡ったことでロップモン、マーメイモンと共に復活し彼らを助けた後、最終決戦ではシャウトモンX7 スペリオルモードの一部になりダークネスバグラモンと戦い、最終決戦後は描写は無いもののデジタルワールドに帰還した（これにより、クロスハートに加入した期間は短かった）。
本来はアポロモンと同じくオリンポス十二神族に所属するデジモンだが、本作品ではアポロモンの配下デジモンになっている。
セトモン
声 - 大友龍三郎
第15話（通算第45話）から第17話（通算第47話）まで登場。アポロモンの配下デジモンであり、アポロニアの塔の使者。一人称は「私」。タイキたちと戦い、アポロモンにデジクロスを進言してワイルドモードとなるが、シャウトモンDXには手も足も出なかった。
その後アポロモンがウィスパードとなった後も、「少々戦い足りなかった」と述べており、ウィスパードとなってもアポロモンへの忠誠心は高い。そしてヘルズフィールドでの戦いにより負傷し、デッドリーツワーモン ヘルモードの一部となり主君の名を叫びながらウィスパードの目の前で消滅した。
セトモン ワイルドモード
セトモンがアポロモンの力で配下デジモンであるグリズモン、ドーベルモンと強制デジクロスした形態。胸にグリズモン、両腕のドーベルモンの顔が合体した外見が特徴。
必殺技は口から一斉に熱風を放つ「グランドヒートストーム」。
グリズモン、ドーベルモン、レッパモン、ゴリモン、ゴートモン、ブルモン
声 - 赤羽根健治（グリズモン）、橋詰知久（ドーベルモン）、山本圭一郎（ゴリモン）
アポロモンの配下デジモンたち（そのうちのゴリモン、ゴートモン、ブルモンはウィスパードの配下デジモン）。グリズモン、ドーベルモンは強制デジクロスによってセトモン ワイルドモードになった。
そのうちのドーベルモンは別個体が第3期で登場するデジモンハンターの少年である真下ヒデアキのパートナーデジモンとして登場している。
そのうちの一部のデジモンは漫画版でも登場し、ゴリモンはトワイライトの雑兵として、ドーベルモンはレインゾーンでの戦いの後に経緯は不明ながらブルーフレアに加わったデジモンとして登場している。
トゥルイエモン、ミケモン
声 - 牛田裕子（トゥルイエモン）、斉藤佑圭（ミケモン）
第15話（通算第45話）で登場。ブライトランドの住民。アポロモンによる罠にかかっていた。

## デジクオーツ
クオーツモン
声 - 櫻井孝宏
究極体・種族と属性は共に不明。
デジクオーツを生み出した張本人。増大し続ける人間界のデジタルパワーによって生まれた歪みのような存在であったが、第2期第24話（通算第54話、第2期最終話）でのクロスハートとバグラモンの最終決戦で生じたエネルギーによって自我を持ってしまった。自身の体を粒子化してばら撒いて人間界にデジクオーツを広げ、吸収して自身を強化するためにデジタルワールドからデジモンをデジクオーツに引き入れた。クロスローダーからのリロード制限が生まれたのもこの影響である。デジモンのコピーを生み出す能力を持つ。アスタモンを使ってリョウマを操り、ハンターたちが集めたデジモンのデータを横取りし、人間界の全てのデータを吸収することで自分自身の身体を創り上げた。最終決戦の際、六人の英雄が揃わないようにタイキとオメガシャウトモンに深手を負わせた。ブレイブスナッチャーを引き上げたタギルとアレスタードラモンとの一騎討ちとなり追い詰められるも、自分が吸収したタイキたちを含めた人間やデジモンたちを盾にするという卑劣な手段でタギルとアレスタードラモンをデータ化しようとするも、自身のルーツをタギルに見つけられ、クロスアップしてブレイブスナッチャーを復活させたアレスタードラモン・スペリオルモードによってルーツを破壊され、倒されたことによりタギルにハントされ、最終的にデジタマになり、現在はシャウトモンによってデジタルワールドで保管されている。
クオーツモン&ジョーカーモンデジクロス形態
第25話（通算第79話、第3期最終話）終了後のミニコーナー「デジモン紹介コーナー」にて登場。タギルがクロスローダーを使用しジョーカーモンとデジクロスした姿で、ジョーカーモンの意匠が残っている。ガムドラモンは本体が無くなったことに困惑していたが、本体はアスタモンになった。
パタモン
声 - 佐藤智恵
使われなくなった水力発電所のデジクオーツでポヨモン（声 - 庄司宇芽香）と共に静かに暮らしていたが、「幽霊が出る」という噂を聞きやって来たアイルの罠に掛かっていたデジモン。
その罠から逃れるために「心霊ハンター」を自称するカオル（声 - 浅野真澄）という少女に公衆電話を介して呼び掛けていた。後にポヨモンがオポッサモンを操ってアイルと幽霊の噂を聞きやって来たタギルとユウに攻撃を仕掛けるが、カオルの力をもらって罠から解放されたパタモンによって止められる。その後、アイルに「もう二度と来ない」と約束させ、元通り静かに暮らすことになった。後にパタモンは助けてくれたカオルに公衆電話を介して「ありがとう」と伝えた。
パタモン&スパロウモンデジクロス形態
第16話（通算第70話）終了後のミニコーナー「デジモン紹介コーナー」にて登場。タイキがクロスローダーを使用しスパロウモンとデジクロスした姿で、羽や手がスパロウモンの一部になっている。早く飛べるようにデジクロスしたが、重くて飛べなくなった。
プレシオモン
声 - 渡辺美佐
海底のデジクオーツでバリアを張ってデジタマを守っていた幻のデジモン。海を愛するミズキをダゴモンの洗脳から覚まさせ、力を貸した。
漫画版では第16話にてジュピターゾーンでの戦いでバグラ軍のデジモンの1体として登場している。
バコモン
声 - 渕崎ゆり子
成長期・突然変異型デジモン・データ種。
デジクオーツ内の遊園地「デジモンランド」の営業部に勤めるデジモン。一人称は「僕」で、語尾に「 - バコ」と付けて話す。バコモンちゃん（声 - 今野宏美）や高級バコモン（声 - 川津泰彦）など、様々な姿形の仲間がいる。デジクオーツ内で迷子になっていたところをジョーカーモンに拾われ、遊覧船のツアーガイドになることを夢見て働いている。新人であり子供たちへの勧誘に成功できないでいたが、デジモンランドの噂を聞きつけたタギルを案内することに成功した。ジョーカーモンらの真の目的が明らかになった際には彼らに反抗し、タギルたちの勝利に貢献した。その後はデジモンランドをデジモンのための遊園地とするべく、仲間たちと共に一からやり直すことを決めた。
バコモン&ポーンチェスモンデジクロス形態
第21話（通算第75話）終了後のミニコーナー「デジモン紹介コーナー」にて登場。タイキがクロスローダーを使用しポーンチェスモンとデジクロスした姿。ダンボールの鎧を身に纏っているため、ちょっとしたことで壊れてしまう。
メタリフェクワガーモン
声 - 堀内賢雄
裏山のデジクオーツに現れたデジモン。偵察用の端末が目撃され、黄金のクワガタ騒動が起こった。正体を突き止めたタギルとヒデアキと交戦するが、巻き込まれたタギルのクラスメイトの金田イサム（声 - 吉田小南美）を人質に取り逃走。その後発見され倒される。かつてあるハンターに捕獲され（実はリョウマを操る「クオーツモン」）、「邪悪な存在」への生け贄にされたため、正常なデータはほとんど残っておらず、抜け殻のような状態であったため、捕獲できなかった。自らの過去を語った後に、クオーツモンの攻撃を受け消滅した。
メタリフェクワガーモン&チビカメモン&デジクロス形態
第22話（通算第76話）終了後のミニコーナー「デジモン紹介コーナー」にて登場。タイキがクロスローダーを使用しチビカメモンとデジクロスした姿で、チビカメモンの甲羅とヘルメットを身に付けている。
ツメモン
声 - 沼田祐介
クオーツモンが生み出したコピーデジモン。街をデジクオーツ化させて行き、人々をクオーツモンに吸収させた。クロスローダーの力を使わずに進化でき、ケラモン、クリサリモン、インフェルモンを経てディアボロモンとなった。倒される直前に自身をコピーする能力でハンターたちを苦しめたが、シャウトモンX7に倒され、クオーツモンが正体を現した。
インフェルモン&ピロモンデジクロス形態
第23話（通算第77話）終了後のミニコーナー「デジモン紹介コーナー」にて登場。タギルがクロスローダーを使用しピロモン（成長期・哺乳類型デジモン・ワクチン種）とデジクロスした姿で、ピロモンのような姿になり、帽子を身に付けている。
ヴァンデモン
クオーツモンが生み出したコピーデジモン。数で圧倒するため、大量に生み出された。クロスハートと交戦し、ヴェノムヴァンデモンやベリアルヴァンデモンに進化して追い詰めたが、加勢に来た歴代シリーズの主人公たちの活躍で倒された。
ヴァンデモン&ヤキイモンデジクロス形態
第24話（通算第78話）終了後のミニコーナー「デジモン紹介コーナー」にて登場。タギルがクロスローダーを使用しヤキイモン（成熟期・植物型デジモン・ワクチン種）とデジクロスした姿で、マントが新聞紙に変化している。

## その他のデジモン
守護騎士団
主にデジメモリに封印されている、デジタルワールドの正義の意志を守護する騎士団。多くが過去作のパートナーデジモンで構成されているが、過去のシリーズに登場した同種とは別個体である。
リヴァイアモン
声 - 草尾毅

マリンエンジェモン
声 - 不明

アグモン
声 - 不明

ガルルモン

ホーリーエンジェモン
声 - 不明

ギルモン

パタモン
声 - 不明

メタルガルルモン

ダークドラモン
声 - 岸尾だいすけ

インプモン

オメガモン
声 - 島田敏
タイキにクロスローダーを与え、デジタルワールドに導いた張本人で、騎士団の一員。デジタルワールドの分裂の際、それを阻止しきれず、仲間と共にデジメモリとなって散らばってしまい、唯一人間界に落ちていた。そして、デジモンたちのメロディを聞き取れる資質のある者を探し続け、タイキと巡り会った。
最後の力を出し尽くし、人間界に戻されたタイキを再びデジタルワールドに送る。ダークネスバグラモンとの最終決戦の際、他のデジメモリの力で復活し、タイキたちをダークストーンの内部へと導いた。
テイルモン

エグザモン、ウォーグレイモン
声 - 神奈延年（エグザモン）、岸尾だいすけ（ウォーグレイモン）
デジタルワールド分裂の際デジメモリとなり次元の狭間へと落ちた騎士団のデジモン。タクティモンが次元の狭間を通って人間界へ飛ばされた際、それに巻き込まれて人間界の空間の入り口に辿り着いた。D5が発生した現実世界で、アカリとゼンジロウを導く。ダークネスバグラモンとの最終決戦の際、タイキたちをダークストーンの内部へと導いた。
ブイモン

シャウトモンの関係者
サンゾモン
声 - 山崎和佳奈
シャウトモンの友でゴクウモンの師。暗黒空間に閉じ込められたガムドラモンの前に現れ、尻尾に緊箍児をつけ「本当の友が現れた時、力をくれる」と説いた。
ゴクウモン
声 - 掛川裕彦
サンゾモンの弟子。デジタルワールドで暴れていたガムドラモンを捕え、暗黒空間に閉じ込めた。

## その他の人間
タイキの母
声 - 桑島法子
タイキの母。自由奔放で能天気な性格。タイキからデジタルワールドの話を聞かされても信じなかったが、オメガシャウトモンとタクティモンの戦いを目の当たりにする。
アカリの家族
声 - 坂本千夏（母）、菊池正美（父）
アカリの両親、弟が2人と妹が1人。アカリからデジタルワールドの話を聞かされても信じなかった。
公式サイトでは、アカリに弟が3人いることになっている。
ケンゴ
タイキの友人。バスケ部に所属。翌月転校するため最後になる大会の参加できるメンバーが足りなくなり、タイキに助っ人を頼んだ。
蒼沼 大悟（あおぬま だいご）
声 - 遠藤守哉
キリハの父。蒼沼グループの総帥でキリハに厳しかったが、それはキリハに強くなることで本当の仲間が出来るようになってほしかったからだった。後に妻であるマリアと同様の交通事故で亡くなってしまう（漫画版では病気で他界）。
本名は妻であるマリアと共に本編では呼称されていないが、デジタル放送の字幕で表示されている。
蒼沼 マリア（あおぬま マリア）
声 - 吉川未来
キリハの母。キリハに優しかったが、後に夫である大悟と同様の交通事故で亡くなってしまう。
本名は夫である大悟と共に本編では呼称されていないが、デジタル放送の字幕で表示されている。

## その他
ナレーション
声 - 草尾毅
第2期オープニング開始前で毎回登場する。